# Liste der Baudenkmäler in der Maxvorstadt
Auf dieser Seite sind die Baudenkmäler im Münchner Stadtteil Maxvorstadt im gleichnamigen Stadtbezirk 3 aufgelistet. Zu diesen Baudenkmälern gibt es auch eine Bildersammlung und ein Fotoalbum mit ausgewählten Bildern.
Diese Liste ist Teil der Liste der Baudenkmäler in München. Grundlage ist die Bayerische Denkmalliste, die auf Basis des bayerischen Denkmalschutzgesetzes vom 1. Oktober 1973 erstmals erstellt wurde und seither durch das Bayerische Landesamt für Denkmalpflege geführt und aktualisiert wird. Die folgenden Angaben ersetzen nicht die rechtsverbindliche Auskunft der Denkmalschutzbehörde.

## Ensembles

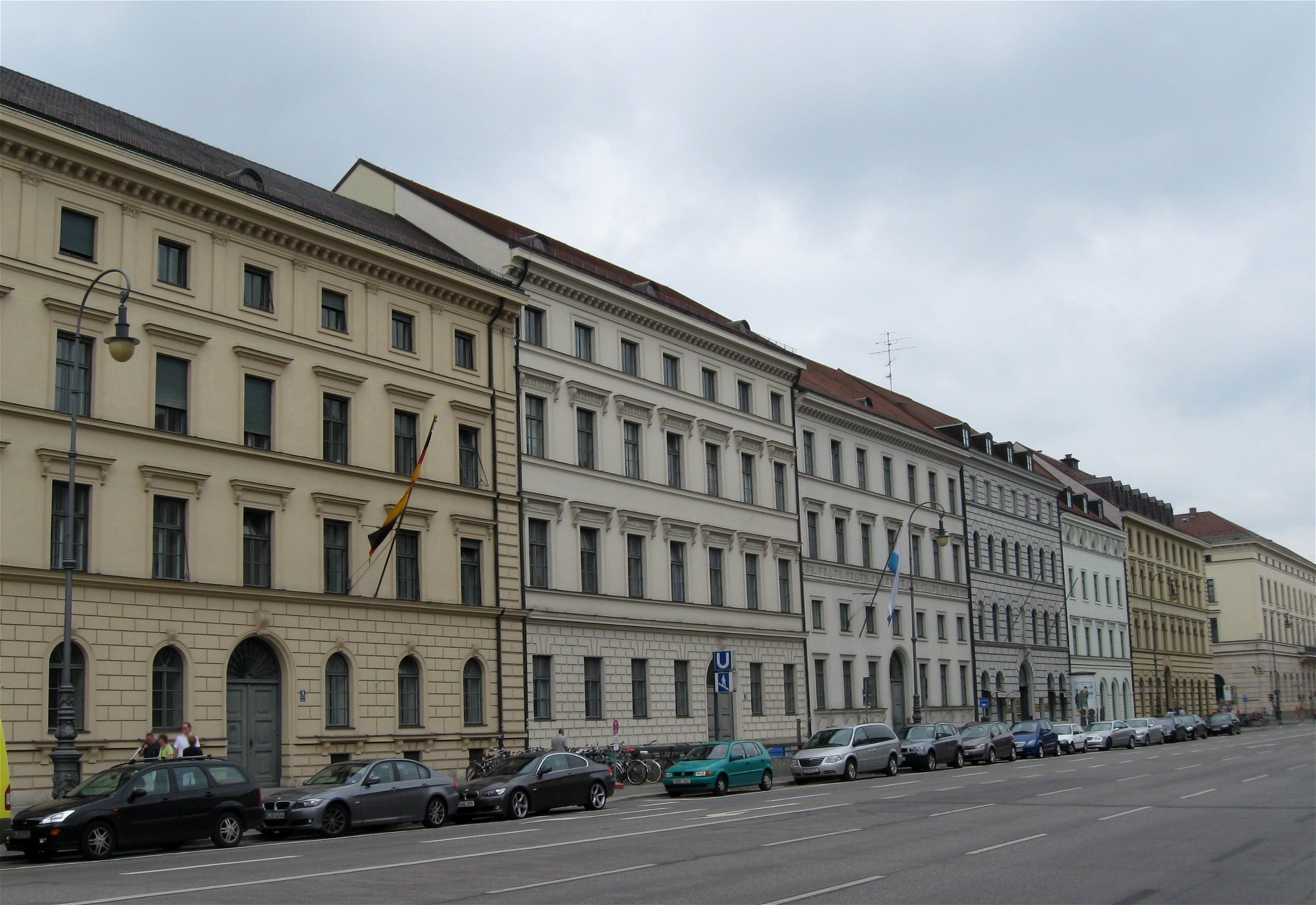
Ludwigstraße 1 bis 13 (ungerade)

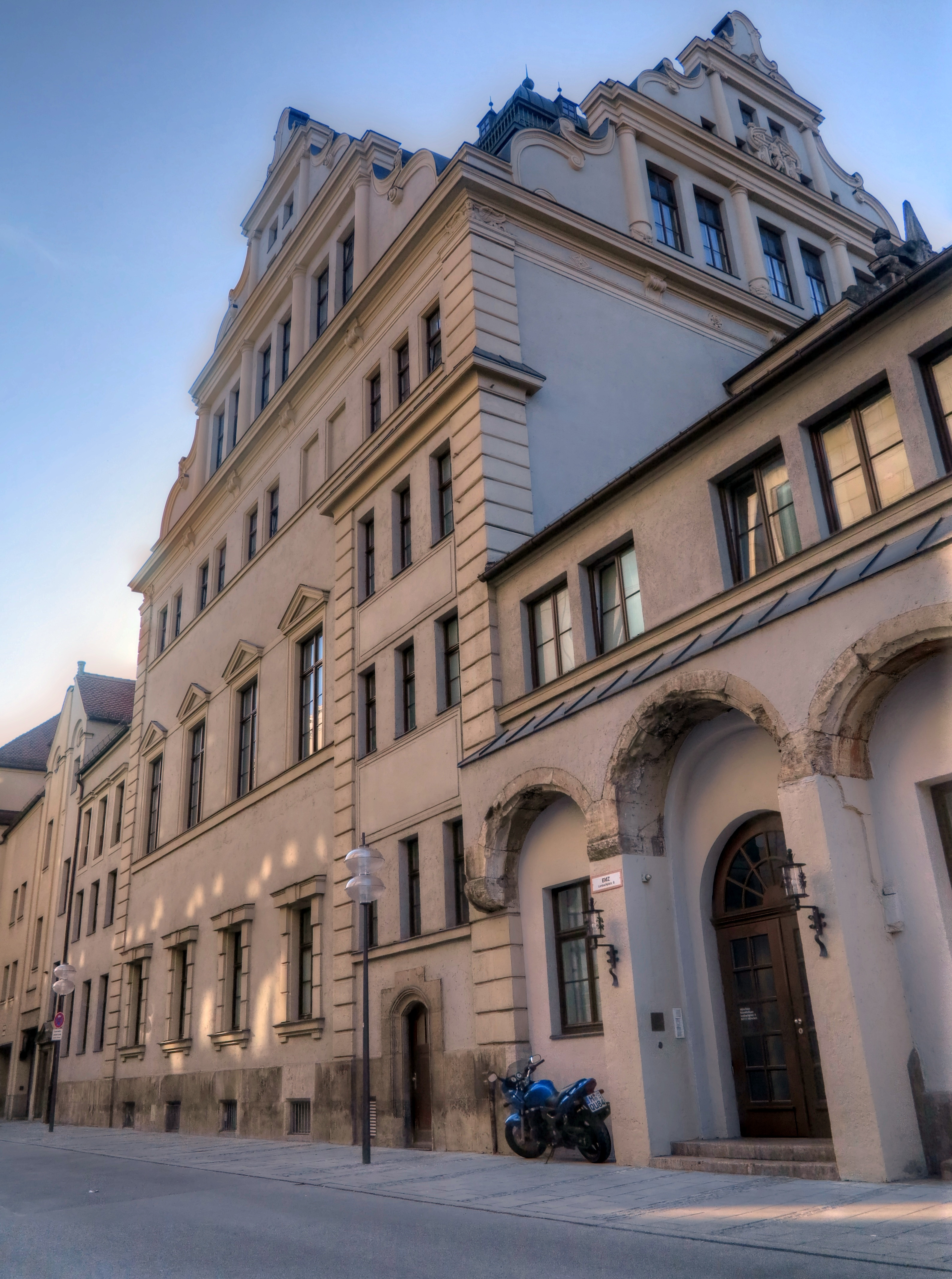
Künstlerhaus am Lenbachplatz

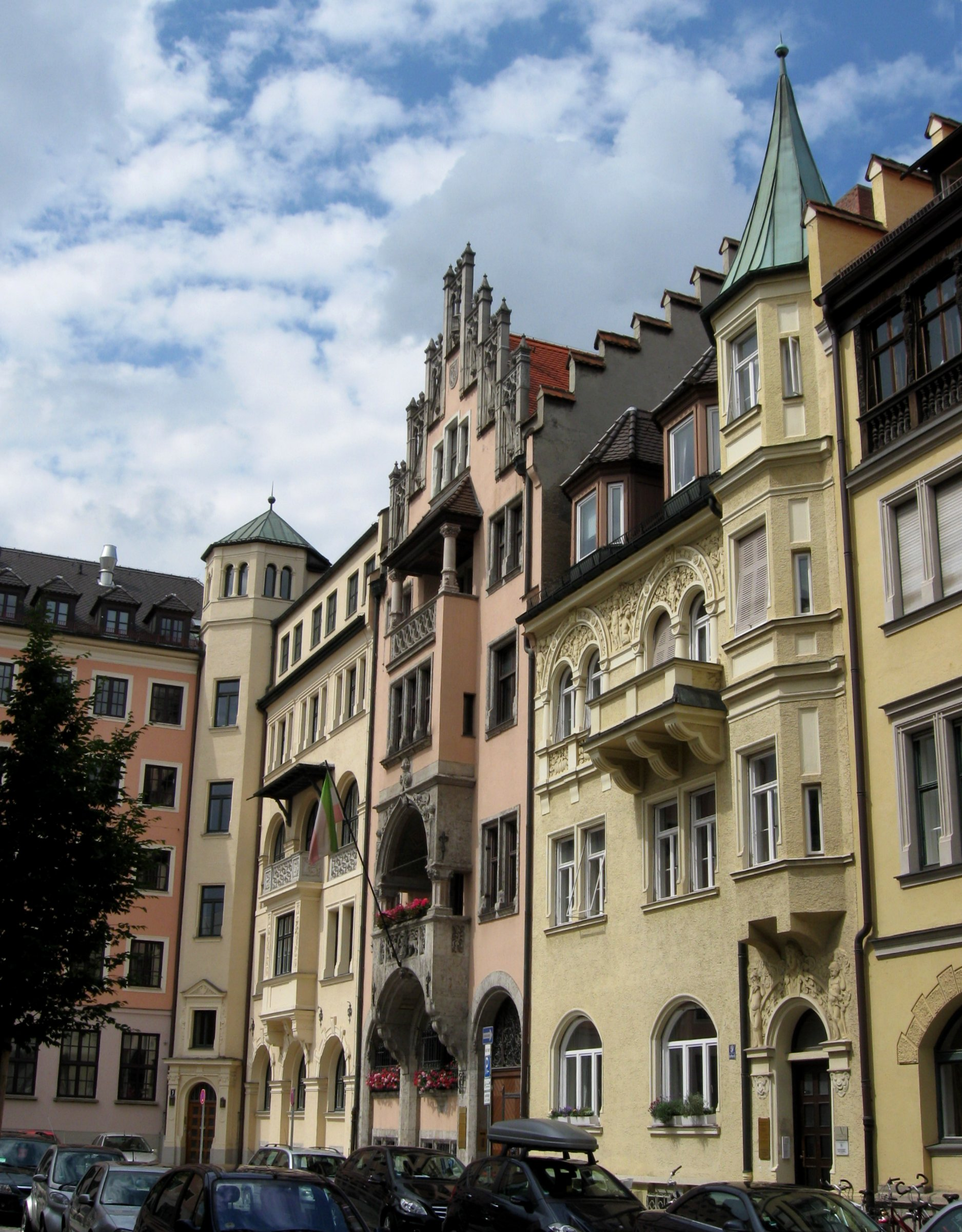
Richard-Wagner-Straße

- Leopoldstraße (Forum) mit Schackstraße. Der Beginn der Leopoldstraße hinter dem Siegestor bildet ein verbreitertes Forum, dessen Westseite von der Akademie der bildenden Künste eingenommen und dessen Ostseite mit einer einheitlich konzipierten Gruppe palastartiger Gebäude – ehemals herrschaftlichen Mietshäusern – begrenzt wird, die in den Jahren um 1900 von namhaften Architekten (Friedrich Thiersch, Martin Dülfer, Leonhard Romeis) entworfen wurden. Die beiden südlichen Häuser der Gruppe flankieren die völlig einheitlich von Romeis gestaltete kurze Schackstraße. Typisch für den Bereich ist die freistehende Bauweise samt Vorgärten. Zusammen mit der Akademie bildet das Siegestor zusammen mit dem Forum eine städtebaulich bedeutende Gelenkstelle zwischen Ludwigstraße und Leopoldstraße. (E-1-62-000-27)

- Ludwigstraße/Odeonsplatz. Die klassizistische Monumentalstraße, mit der die aus dem Ring der mittelalterlichen Befestigung befreite Stadt an der Stelle des ehemaligen Schwabinger Tors sich nach Norden öffnet, ist als städtebaulich spektakulärste Straßenschöpfung des neuen Königreichs ein Ensemble. Die Idee dieser Monumentalstraße ist zweifellos eigenste Leistung Ludwig I., der sie als Kronprinz 1816 beginnt und als nachmaliger König 1850 beendet; sie trägt seinen Namen. (E-1-62-000-31)

- Maxvorstadt I.; Das Ensemble umfasst den nordwestlichen Altstadtrand und die erste aus der Altstadt herausführende Straßenachse, die Max-Joseph-Straße. Sowohl Maximiliansplatz wie auch Lenbachplatz sind aus dem Gelände der ehemaligen Wallbefestigung hervorgegangen. Mit der Anlage beider Plätze wurde um 1800 – nach den Entfestigungsmaßnahmen – begonnen. Der Maximiliansplatz wurde in seiner ersten Entstehungsphase zwischen 1802 und 1805 dem rationalen Gestaltungskonzept der Maxvorstadt unterworfen. Die Max-Joseph-Straße – vom Karolinenplatz aus mit Blickbezug auf die Türme der Frauenkirche – ist als rechtwinklige Achse zur Basislinie des Platzes angesetzt, die sich aus dem Verlauf der alten Stadtmauer ergibt. Als Symmetriekonzeption erfolgte die Platzgestaltung: Das aus der Altstadt führende Maxtor ist direkt auf die Max-Joseph-Straße als Achse bezogen. Die Eingangssituation zur neuen Maxvorstadt wurde durch zwei flankierende Bauten mit Grünbepflanzung am Anfang der Max-Joseph-Straße betont. Diese annähernd quadratischen Grundstücke sind mit der heutigen Bebauung von Maximiliansplatz 5 und dem Doppelbaublock Maximiliansstraße 8/Max-Joseph-Straße 2 annähernd identisch. Von den zwei weiteren, ebenfalls symmetrisch, dabei schräg in die Platzecken gesetzten Baublöcken ist der westliche in die Bebauung am Lenbachplatz eingegangen, der östliche als Neubau in eine Linie mit der nordöstlichen Grünanlage gerückt worden. Beidseitig des Maxtors wurden Mietshauszeilen erstellt, deren rückwärtige Grundstücksgrenzen dem Verlauf der alten Stadtmauer folgten. Diese Grenze ist gegenwärtig noch ablesbar. 1841 war die Auffüllung des einstigen Stadtgrabens in der Gesamtlänge beendet und man begann mit einer gärtnerischen Ausgestaltung, die 1876–1878 von Carl von Effner zum Abschluss gebracht wurde. 1881 entstand in diesen Anlagen Michael Wagmüllers Liebig-Denkmal, als Randbebauung des Platzes 1899–1901 die Neue Börse von Friedrich von Thiersch. Überleitend zum Lenbachplatz ist der Wittelsbacher Brunnen situiert. Der unregelmäßig und auf malerische Wirkung hin angelegte Lenbachplatz ist geprägt durch den wirkungsvollen Neurenaissancebau des Künstlerhauses, mehr noch durch die Reihe monumentaler Geschäftshäuser des späten 19. Jahrhunderts an seiner Nordwestseite. (E-1-62-000-34)

- Maxvorstadt II.; Die Brienner Straße ist die erste der großen Straßenanlagen des 19. Jahrhunderts in München und innerhalb der rationalen Schematik der Maximilians-Vorstadt als Ost-West-Achse mit besonderer Absicht angelegt, erstmalige residenzstädtische Planungs-Aktion und radikale Neubebauung auf freiem Gelände. Vorgegeben war dem Verlauf der Brienner Straße eine als Fürstenweg bezeichnete Chaussee, welche die Residenz mit Schloss Nymphenburg verband; die Gestaltung blieb auf die Strecke vom Odeonsplatz bis zum Königsplatz beschränkt. Die in einem ersten Abschnitt zwischen 1808 und 1824 entstehende Maxvorstadt sucht man durch ein System von Achsen an die Altstadt zu binden. Die Brienner Straße geht vom Hofgarten aus. Senkrecht zu ihr verläuft die Arcisstraße, ausgerichtet auf den 1813/14 angelegten Alten Botanischen Garten. Ihre östliche Parallele ist die Barer Straße. Im Schnitt von Barer- und Brienner Straße ist der kreisrunde Karolinenplatz angelegt. Dieser nimmt eine Schräglinie auf, die Max-Joseph-Straße, die als Anschlussachse zur Altstadt bereits besteht. Das Ensemble umfasst sowohl die gesamte Brienner Straße zwischen Odeons- und Königsplatz als auch das Grundsätzliche des Achsensystems (wobei die Max-Joseph-Straße als dem Ensemble Maxvorstadt I zugehörig behandelt wird). (E-1-62-000-35)

- Richard-Wagner-Straße. Die kurze, abgeknickte Straße, die um 1900 innerhalb eines großen Straßengevierts der Maxvorstadt angelegt wurde, bildet mit ihrer im Wesentlichen erhaltenen Bebauung mit meist von Leonhard Romeis entworfenen, reich gegliederten Häusern des späten Historismus einen besonders malerischen, in sich geschlossenen Bereich, dem sich auch die Lenbach-Villa am Südende anschließt. (E-1-62-000-57)

## Einzelbaudenkmäler

### A
| Lage                                                                        | Objekt                                                                         | Beschreibung | Akten-Nr.        | Bild                                                                           |
| --------------------------------------------------------------------------- | ------------------------------------------------------------------------------ | --- | ---------------- | ------------------------------------------------------------------------------ |
| Adalbertstraße 7 (Standort)                                                 | Mietshaus                                                                      | viergeschossiger Satteldachbau, ursprünglich in Neurenaissanceformen, von Max Verst, 1864, nach Kriegszerstörung Fassade vereinfacht in klassizisierenden Formen wieder errichtet, 1983 teilerneuert; bildet Gruppe mit Nr. 9 | D-1-62-000-23    | weitere Bilder                                                                 |
| Adalbertstraße 9 (Standort)                                                 | Mietshaus                                                                      | viergeschossiger Satteldachbau, mit spätklassizistischer Fassadengestaltung, von Max Verst, 1864; bauliche Gruppe mit Nr. 7 | D-1-62-000-24    | weitere Bilder                                                                 |
| Adalbertstraße 12 (Standort)                                                | Mietshaus                                                                      | fünfgeschossig, mit Putzrustika und reich dekoriertem Erker, Fassadengestaltung im Stil der deutschen Renaissance, von Georg Seemiller, bezeichnet 1899, Dachausbau 1976 | D-1-62-000-25    | weitere Bilder                                                                 |
| Adalbertstraße 14 (Standort)                                                | Mietshaus                                                                      | dreigeschossig, um 1827/30 von Friedrich Schöpke, die ursprünglich klassizistische Fassade vereinfacht; Bestandteil der frühen Maxvorstadt-Bebauung in ihrer Begrenzung nach Norden | D-1-62-000-7849  | weitere Bilder                                                                 |
| Adalbertstraße 31 (Standort)                                                | Mietshaus                                                                      | viergeschossiger Neurenaissancebau mit verputzter Backsteinfassade, Hausteingliederung und Balkon, errichtet von Scheundorfer 1884 | D-1-62-000-26    | weitere Bilder                                                                 |
| Adalbertstraße 49 (Standort)                                                | Mietshaus                                                                      | fünfgeschossiger Neurenaissancebau mit backsteinverblendeter Fassade und Doppelerkern, Putzrustika im Erdgeschoss und I. Obergeschoss, von Johann Widmann, 1900/01; vergleiche Nr. 51 und 64 | D-1-62-000-27    | weitere Bilder                                                                 |
| Adalbertstraße 51 (Standort)                                                | Mietshaus                                                                      | fünfgeschossiger Neurenaissancebau mit backsteinverblendeter Fassade und Doppelerkern, von Johann Widmann, 1900/01; vergleiche Nr. 49 und 64 | D-1-62-000-28    | weitere Bilder                                                                 |
| Adalbertstraße 53 (Standort)                                                | Mietshaus                                                                      | viergeschossiger Bau in Ecklage, backsteinverblendete Fassade mit Erkerturm, von Johann Widmann, 1882/83 | D-1-62-000-29    | weitere Bilder                                                                 |
| Adalbertstraße 55; Schraudolphstraße 17 (Standort)                          | Miets- und Atelierhaus                                                         | viergeschossiger achsensymmetrischer Walmdachbau mit seitlichen Zwerchgiebeln über Risaliten mit Standerkern und ehemalige Neurenaissancegliederung, von Johann Widmann, 1895, Fassaden in jüngerer Zeit vereinfacht | D-1-62-000-11064 | BW                                                                             |
| Adalbertstraße 62 (Standort)                                                | Mietshaus                                                                      | viergeschossiger Neurenaissancebau mit Seitenrisaliten und reich gegliederter Fassade, errichtet von Karl Stiersdorfer 1887/88 | D-1-62-000-30    | weitere Bilder                                                                 |
| Adalbertstraße 64 (Standort)                                                | Mietshaus                                                                      | fünfgeschossiger Neurenaissancebau mit Flacherker, von Johann Widmann 1889/90, Backsteinfassade mit Putzrustika heute verputzt; vergleiche Nr. 49 und 51 | D-1-62-000-31    | weitere Bilder                                                                 |
| Adalbertstraße 70 (Standort)                                                | Mietshaus                                                                      | nordische Renaissance, Rohbackstein mit Putzgliederung und Erkerturm, um 1884–1887 von Johann Widmann; malerische Gruppe mit den gleichartigen Häusern Nr. 72, 76, 78 und 80 | D-1-62-000-32    | weitere Bilder                                                                 |
| Adalbertstraße 72 (Standort)                                                | Mietshaus                                                                      | nordische Renaissance, Rohbackstein mit Putzgliederung und Flacherker, um 1884–1887 von Johann Widmann; malerische Gruppe mit den gleichartigen Häusern Nr. 70, 76, 78 und 80 | D-1-62-000-33    | weitere Bilder                                                                 |
| Adalbertstraße 76 (Standort)                                                | Mietshaus                                                                      | nordische Renaissance, Rohbackstein mit Putzgliederung und Flacherker, um 1884–1887 von Johann Widmann; malerische Gruppe mit den gleichartigen Häusern Nr. 70, 72, 78 und 80 | D-1-62-000-34    | weitere Bilder                                                                 |
| Adalbertstraße 78 (Standort)                                                | Mietshaus                                                                      | nordische Renaissance, Rohbackstein mit Putzgliederung und Erker, um 1884–1887 von Johann Widmann; seit dem Wiederaufbau veränderte Stockwerkseinteilung; malerische Gruppe mit den gleichartigen Häusern Nr. 70, 72, 76 und 80 | D-1-62-000-35    | weitere Bilder                                                                 |
| Adalbertstraße 80 (Standort)                                                | Mietshaus                                                                      | viergeschossiger Eckbau in den Formen der nordischen Renaissance, Rohbackstein mit Putzgliederung und Flacherker, Turmerker über Eck gestellt, errichtet von Johann Widmann 1884–1888; malerische Gruppe mit den gleichartigen Häusern Nr. 70, 72, 76 und 78 | D-1-62-000-36    | weitere Bilder                                                                 |
| Adalbertstraße 90 (Standort)                                                | Mietshaus                                                                      | viergeschossiger Walmdachbau in den Formen der deutschen Renaissance, mit Flacherker, Holzloggia und Muttergottes-Stuckrelief, von Hans Schurr, 1899/1900; mit Einfriedung, zeitgleich | D-1-62-000-37    | weitere Bilder                                                                 |
| Adalbertstraße 96 (Standort)                                                | Mietshaus                                                                      | viergeschossiger Mansardwalmdachbau mit halbrundem Erkervorbau, klassizistischer Jugendstil, von Max Neumann, 1910/11; mit Resten der bauzeitlichen Einfriedung | D-1-62-000-38    | weitere Bilder                                                                 |
| Adalbertstraße 98 (Standort)                                                | Mietshaus                                                                      | viergeschossiger Eckbau, Risalit mit Josephsfigur, Ziergiebeln und Kuppel, errichtet im klassizisierenden Jugendstil, von Martin Dülfer, 1898, nach Kriegsschäden wiederhergestellt und dabei Fassade geglättet; mit Einfriedung, zeitgleich | D-1-62-000-39    | weitere Bilder                                                                 |
| Adalbertstraße 100 (Standort)                                               | Mietshaus                                                                      | viergeschossiger Eckbau mit Mansardwalmdach, flachen Erkern und Balkon, in Formen des klassizistischen Jugendstils, von Max Neumann, 1910/11; mit Einfriedung, zeitgleich | D-1-62-000-40    | weitere Bilder                                                                 |
| Adalbertstraße 106 (Standort)                                               | Ehemalige Krippen-Anstalt                                                      | viergeschossiger Jugendstilbau mit Walmdach, Balkongittern und Reliefs, von Paul Liebergesell und Feodor Lehmann, 1902–1904, Umbau 1956; mit Einfriedung und Vorgartentor | D-1-62-000-41    | weitere Bilder                                                                 |
| Adalbertstraße 108 (Standort)                                               | Mietshaus                                                                      | viergeschossiger Jugendstilbau mit Mansardwalmdach, polygonalem Erker, Zwerchgiebel und Balkonen, von Carl Jäger, 1904, nach Kriegsschäden Dach wiederhergestellt und Fassade geglättet | D-1-62-000-42    | weitere Bilder                                                                 |
| Adelheidstraße 6 (Standort)                                                 | Mietshaus                                                                      | viergeschossiger Jugendstilbau mit Mansarddach, Balkon-Erker-Gruppe und Giebel, von Hans Schurr, 1907; mit Einfriedung | D-1-62-000-58    | Mietshaus                                                                      |
| Adelheidstraße 8 (Standort)                                                 | Mietshaus                                                                      | klassizistischer Jugendstil, mit drei flachen Polygonalerkern, um 1910 von Max Neumann | D-1-62-000-59    | weitere Bilder                                                                 |
| Adelheidstraße 9 (Standort)                                                 | Mietshaus                                                                      | viergeschossiger neubarocker Bau mit Mansardwalmdach, zwei Erkern, Giebelrisalit und geschweiftem Zwerchgiebel, von Hans Hartl, 1904/05 (bezeichnet 1905); mit Einfriedung, 1905 | D-1-62-000-60    | Mietshaus                                                                      |
| Adelheidstraße 10 (Standort)                                                | Mietshaus                                                                      | viergeschossiger Bau mit Putzgliederung und Puttenreliefs, asymmetrische Fassadengestaltung in den Formen des klassizisierenden Jugendstils, von Harry Schmeidl, 1909, nach Schäden im Zweiten Weltkrieg Dach wiederhergestellt und 1950 Fassade vereinfacht | D-1-62-000-61    | Mietshaus                                                                      |
| Adelheidstraße 12 (Standort)                                                | Mietshaus                                                                      | viergeschossiger Jugendstilbau in Ecklage mit Dachhaus und Flacherker, erbaut von Ernst Mayrhofer 1908/09, nach Kriegsschäden 1950 Dach erneuert und Fassaden vereinfacht | D-1-62-000-62    | Mietshaus                                                                      |
| Akademiestraße 1 (Standort)                                                 | Mietshaus                                                                      | fünfgeschossiger Neurenaissancebau, von Franz Weideneder, 1878/79, von Josef Vasek 1897 aufgestockt; Einheit mit dem Haus Ludwigstraße 33, Teil einer Baugruppe mit Nr. 3, 5 und Ludwigstraße 29/31/33 | D-1-62-000-139   | weitere Bilder                                                                 |
| Akademiestraße 2 (Standort)                                                 | Akademie der bildenden Künste                                                  | Langgestreckter Monumentalbau in Hochrenaissanceformen, mit Risaliten, 1874–1884 von Gottfried von Neureuther; Dachzone vereinfacht, lobende Erwähnung beim Fassadenpreis 2004. Freitreppe mit Bronze-Reiterfiguren Castor und Pollux von Max von Widnmann, Rückseitig Aula-Anbau, 1911/12 von Friedrich von Thiersch, mit Ausstattung. Zugehörig an der Rückseite die beiderseits bis zur Leopoldstraße und Türkenstraße reichenden Gärten mit begrenzendem Gitterzaun und Rustikapfeilern. | D-1-62-000-141   | weitere Bilder                                                                 |
| Akademiestraße 3 (Standort)                                                 | Mietshaus                                                                      | fünfgeschossiger Neurenaissancebau, von Johann Baptist Heinevetter, 1877/78, vereinfachende Wiederherstellung nach Kriegsbeschädigung 1951; Gruppe mit Nr. 1 und 5 | D-1-62-000-142   | Mietshaus                                                                      |
| Akademiestraße 5 (Standort)                                                 | Mietshaus                                                                      | fünfgeschossiger Neurenaissancebau, von Johann Baptist Heinevetter, 1877/78, nach Kriegsschäden Wiederherstellung ab 1948; Gruppe mit Nr. 1 und 3 und Ludwigstraße 29/31/33 | D-1-62-000-143   | weitere Bilder                                                                 |
| Alter Botanischer Garten (Standort)                                         | Alter Botanischer Garten                                                       | Angelegt 1808–1814 von Friedrich Ludwig von Sckell, 1935–1937 Umgestaltung zu städtischem Park. Im Nordteil stand 1854–1931 der Glaspalast, an der Stelle jetzt Park-Café und Ausstellungspavillon; siehe Sophienstraße 7 und 7a. | D-1-62-000-217   | weitere Bilder                                                                 |
| Alter Botanischer Garten (Standort)                                         | Neptunbrunnen                                                                  | in der Tradition barocker Monumentalbrunnen, mit Kolossalfigur in Becken, 1937 von Joseph Wackerle | D-1-62-000-219   | weitere Bilder                                                                 |
| Alter Botanischer Garten (Standort)                                         | Tor                                                                            | Klassizistisches Propylon, 1812 von Joseph Emanuel d'Herigoyen, mit von Goethe verfasster Inschrift; am Ostende zum Karlsplatz/Lenbachplatz. | D-1-62-000-218   | weitere Bilder                                                                 |
| Amalienstraße 10 (Standort)                                                 | Mietshaus                                                                      | in frühem Maximilianstil, 1847 von Friedrich Bürklein | D-1-62-000-239   | Mietshaus                                                                      |
| Amalienstraße 11a (Standort)                                                | Mietshaus                                                                      | fünfgeschossiger Bau, errichtet in den Formen des frühen Maximilianstils, von Jordan Maurer, 1853, Dachausbau und Renovierung der Fassade, 1982/83 | D-1-62-000-240   | Mietshaus                                                                      |
| Amalienstraße 15 (Standort)                                                 | Mietshaus                                                                      | Klassizistisch, mit Kolossallisenen am Mittelrisalit, 1853 von Matthias Berger, beim Wiederaufbau 1949 zum Teil verändert. Freistehendes Rückgebäude, zweigeschossig mit Mezzanin und Erker, um 1870. | D-1-62-000-241   | Mietshaus                                                                      |
| Amalienstraße 22 (Standort)                                                 | Mietshaus                                                                      | 1844 von Maurermeister Deiglmayr, Umbau, Aufstockung und Fassadenneugestaltung 1899 von Paul Liebergesell und Feodor Lehmann. | D-1-62-000-242   | weitere Bilder                                                                 |
| Amalienstraße 24 (Standort)                                                 | Mietshaus                                                                      | spätbiedermeierlich, 1851 wohl nach Entwurf von Baumeister Johann Ulrich Himbsel, 1956 zum Teil verändert | D-1-62-000-243   | Mietshaus                                                                      |
| Amalienstraße 26 (Standort)                                                 | Mietshaus                                                                      | spätbiedermeierlich, mit Lisenengliederung, 1852 von Gottfried Fischer, 1895 aufgestockt | D-1-62-000-7803  | Mietshaus                                                                      |
| Amalienstraße 36 (Standort)                                                 | Schulhaus                                                                      | jetzt Fremdspracheninstitut der Landeshauptstadt München, deutsche Backstein-Renaissance, 1886–1887 von Friedrich Löwel | D-1-62-000-244   | weitere Bilder                                                                 |
| Amalienstraße 38 (Standort)                                                 | Palais Holnstein                                                               | klassizistisches Mietshaus mit palastartiger Fassade, 1827 von Franz Xaver Mayr sen. (und Johann Heinrich Himbsel ?); 1990–1993 im Inneren weitgehend umgebaut und erneuert | D-1-62-000-245   | Palais Holnstein                                                               |
| Amalienstraße 39 (Standort)                                                 | Mietshaus                                                                      | in spätklassizistischer Tradition, 1873 von Michael Fatz | D-1-62-000-246   | Mietshaus                                                                      |
| Amalienstraße 40 (Standort)                                                 | Mietshaus                                                                      | viergeschossiger Neurenaissancebau, im Kern 1831, Aufstockungen 1847 und 1886 | D-1-62-000-247   | Mietshaus                                                                      |
| Amalienstraße 41 (Standort)                                                 | Mietshaus                                                                      | fünfgeschossiger Neurenaissancebau, von Heinrich Hilgert, 1882/83 | D-1-62-000-248   | Mietshaus                                                                      |
| Amalienstraße 43 (Standort)                                                 | Mietshaus                                                                      | fünfgeschossiger Neurenaissancebau, von Nikolaus Debold, 1878/79 | D-1-62-000-249   | Mietshaus                                                                      |
| Amalienstraße 44 (Standort)                                                 | Mietshaus                                                                      | fünfgeschossiger Neurenaissancebau, von Ferdinand Schratz, 1894–1896; Rückgebäude, viergeschossiges Wohnhaus mit Mansarddach, von Hans Memminger, 1894–1896 | D-1-62-000-250   | Mietshaus                                                                      |
| Amalienstraße 45 (Standort)                                                 | Mietshaus                                                                      | fünfgeschossiger Neurenaissancebau, bis 1944 mit Zwerchgiebel, von Ludwig Seemüller, 1894/95 | D-1-62-000-251   | Mietshaus                                                                      |
| Amalienstraße 49/49a (Standort)                                             | Apartmenthaus                                                                  | sechsgeschossiger Flachdachbau mit zurückgesetztem Staffelgeschoss in Sichtbetonbauweise, vordersowie rückseitigen Balkonen aus Betonfertigteilelementen und durchwegbarer Erdgeschosszone; Rückgebäude, fünfgeschossiger Flachdachbau in gleicher Bauweise und Erscheinung; von Peter Zänker und Jörg Menzinger, 1970–72 | D-1-62-000-8949  | BW                                                                             |
| Amalienstraße 51 (Standort)                                                 | Mietshaus                                                                      | viergeschossiger Neurenaissancebau, von Josef Baudrexl, 1885/86 | D-1-62-000-252   | Mietshaus                                                                      |
| Amalienstraße 52 (Standort)                                                 | Forstliche Forschungsanstalt                                                   | monumentaler Institutsbau, 1898/99 in neubarocken Formen nach Entwurf von Adolf Schulze durch das Landesbauamt errichtet, Fassade kräftig gegliedert, zum Teil vereinfacht, 1999 Umbau und Inneres erneuert | D-1-62-000-7833  | Forstliche Forschungsanstalt                                                   |
| Amalienstraße 53 (Standort)                                                 | Mietshaus                                                                      | fünfgeschossiger Neurenaissancebau mit reich dekorierter Doppelerkerfassade, 1897/98 | D-1-62-000-253   | weitere Bilder                                                                 |
| Amalienstraße 55 (Standort)                                                 | Mietshaus                                                                      | viergeschossiger Backsteinbau mit Mansarddach und reich gegliederter Fassade mit Erkerturm, Flacherker und Giebel, errichtet in Formen der Neurenaissance, von Franz Xaver Renner, 1887/88 | D-1-62-000-254   | weitere Bilder                                                                 |
| Amalienstraße 57/59 (Standort)                                              | Mietshaus                                                                      | viergeschossiger, im Kern klassizistischer Bau, von Carl Deiglmayr, 1827–1830, 1864 aufgestockt, neubarocke Stuckdekoration bezeichnet 1924 | D-1-62-000-255   | weitere Bilder                                                                 |
| Amalienstraße 63 (Standort)                                                 | Mietshaus                                                                      | dreigeschossiger spätklassizistischer Bau, wohl 1820er Jahre, von Jordan Maurer 1840 aufgestockt und umgebaut, Fassade 1974/75 rekonstruiert | D-1-62-000-256   | weitere Bilder                                                                 |
| Amalienstraße 65 (Standort)                                                 | Mietshaus                                                                      | fünfgeschossiger Neubarockbau mit reich stuckierter Fassade, von Paul Dietze, 1895/96 | D-1-62-000-257   | weitere Bilder                                                                 |
| Amalienstraße 67 (Standort)                                                 | Mietshaus                                                                      | fünfgeschossiger Traufseitbau mit Erker und reich gegliederter Fassade in neubarocken Formen; Rückgebäude, ehemalige Werkstätte, winkelförmiger, zweigeschossiger Pultdachbau; von Franz Xaver Ilg, bezeichnet 1897 | D-1-62-000-258   | weitere Bilder                                                                 |
| Amalienstraße 69 (Standort)                                                 | Mietshaus                                                                      | fünfgeschossiger Bau mit Erker, errichtet im Stil der deutschen Renaissance, mit Rückflügeln und Hofausbildungen, von Ludwig Seemüller, 1899–1901; rückwärtige Bebauung bildet Baugruppe mit Amalienstraße 71 | D-1-62-000-259   | weitere Bilder                                                                 |
| Amalienstraße 71 (Standort)                                                 | Mietshaus                                                                      | fünfgeschossiger Bau mit reich gegliederter Doppelerkerfront, errichtet im Stil der deutschen Renaissance, mit Rückflügeln und Hofausbildungen, von Ludwig Seemüller, 1899–1901; rückwärtige Bebauung bildet Baugruppe mit Amalienstraße 69 | D-1-62-000-260   | weitere Bilder                                                                 |
| Amalienstraße 77 (Standort)                                                 | Mietshaus                                                                      | spätbiedermeierlich, mit schlichter Putzgliederung, 1865 von M. Heuberger und Zimmermeister Georg Bleibinhaus, 1879 aufgestockt; Gruppe mit Nr. 79, 81 und 83; Rückgebäude spätklassizistisch mit reicher Gliederung | D-1-62-000-261   | Mietshaus                                                                      |
| Amalienstraße 79 (Standort)                                                 | Mietshaus                                                                      | fünfgeschossiger spätbiedermeierlicher Bau mit schlichter Putzgliederung, von Michael Heuberger und Georg Bleibinhaus, 1865, 1901 von H. Krafft aufgestockt; Rückgebäude, dreigeschossiger Neurenaissancebau mit Kniestockdurchfensterung, von Ludwig Deiglmayr, 1887; Gruppe mit Nr. 77 (siehe auch dort), 81 und 83 | D-1-62-000-262   | Mietshaus                                                                      |
| Amalienstraße 81/81a (Standort)                                             | Mietshaus                                                                      | viergeschossiger biedermeierlicher Bau mit schlichter Putzgliederung, von M. Leithe und Feodor Haseidl, 1865/66; Gruppe mit Nr. 77, 79 und 83; rückwärtig Ateliergebäude, zweigeschossiger Mansarddachbau, im Kern spätklassizistisch, von Johann Jäger, 1865, von Nikolaus Debold 1890 überformt | D-1-62-000-263   | Mietshaus                                                                      |
| Amalienstraße 81b, 87, 89, Türkenstraße 84, 84a, 86, 86a, 88, 90 (Standort) | Amalienpassage                                                                 | Wohnanlage mit erdgeschossiger Ladenzone um vier Innenhöfe, fünfgeschossig mit zwei zurückspringenden Dachterrassengeschossen, durch vor- und rückspringende Bauteile, Balkone und Dachaufbauten stark durchgliedert, mit unterschiedlich farbig gestalteten Fenstern, am Türkenhof erdgeschossiger Bau mit Pultdächern im Süden, von Jürgen Frhr. von Gagern, Peter Ludwig, Udo von der Mühlen, Farb- und Innengestaltung von Eva Maria Gagern-Hübsch, 1973–77; Innenhofgestaltung mit unterschiedlichen Pflasterungen, teils ornamental, Brunnen, gefassten Pflanzbereichen und Abtreppungen, von Karl Kagerer, gleichzeitig; Reliefwand am Adalberthof, von Gerd Winner, 1977; nördlicher Flügel am Türkenhof, dreigeschossig mit Dachterrassen und vorgelagertem Treppenturm, von Peter Mengele, 1973/74                                                                                     | D-1-62-000-8950  | BW                                                                             |
| Amalienstraße 83 (Standort)                                                 | Mietshaus                                                                      | viergeschossiger spätbiedermeierlicher Bau mit schlichter Putzgliederung, von M. Leithe und Feodor Haseidl 1865/66; bauliche Einheit mit Nr. 81, Gruppe mit Nr. 77, 79 und 81 | D-1-62-000-264   | Mietshaus                                                                      |
| Amalienstraße, vor der Universität (Standort)                               | Denkmäler                                                                      | Zwei allegorische Figuren auf hohen Pfeilern, von Hermann Hahn 1907–1910, gegossen von Wilhelm Rupp; an der Amalienstraße im Vorhof. | D-1-62-000-265   | weitere Bilder                                                                 |
| Arcisstraße (Standort)                                                      | Rosselenker                                                                    | Ursprünglich zwei Bronzefigurengruppen im ehemaligen Ehrenhof der Technischen Universität (vergleiche Arcisstraße 21), 1931 aufgestellt; daselbst an der Westseite der Straße die allein erhaltene männliche Figur der einen Gruppe von Bernhard Bleeker (Pferd kriegszerstört); östlich der Straße bei der Alten Pinakothek die Gruppe von Hermann Hahn. | D-1-62-000-388   | weitere Bilder                                                                 |
| Arcisstraße 12 (Standort)                                                   | Ehemaliger Führerbau der NSDAP, jetzt Hochschule für Musik und Theater München | repräsentativer, neuklassizistischer Bau, 1933–1937 nach Plänen von Paul Ludwig Troost; mit Sockel (Torso) des ehemaligen nördlichen Ehrentempels, erbaut 1935, gesprengt 1947; Pendant zu Katharina-von-Bora-Straße 10 | D-1-62-000-385   | Ehemaliger Führerbau der NSDAP, jetzt Hochschule für Musik und Theater München |
| Arcisstraße 19 (Standort)                                                   | Mietshaus                                                                      | freistehender viergeschossiger Eckbau, spätklassizistisch mit Zeltdach, von Johann Nepomuk Bürkl, 1867/68 | D-1-62-000-386   | Mietshaus                                                                      |
| Arcisstraße 21 (Standort)                                                   | Ehemalige Technische Hochschule, jetzt Technische Universität                  | Ein großes Geviert ausfüllender Komplex aus verschiedenen Bauzeiten. Vom ursprünglichen Bau Gottfried von Neureuthers (1865–1868, Neurenaissance) nur das Rustika-Erdgeschoss an zwei Seiten des Südblocks (südlich an der Gabelsbergerstraße, östlich zum Hof) erhalten; der restliche Südtrakt an der Gabelsbergerstraße (mit Ausnahme des Ostendes) samt dem plastisch reich ausgestalteten Mittelbau mit Turm, 1910–1916 von Friedrich von Thiersch, in frei historisierenden Formen; Fortsetzung westlich an der Luisenstraße (Südhälfte); Maschinenhalle im Hof, 1912; die palastartigen Blöcke im Nordosten und Südosten nebst westlich anschließenden Fortsetzungen 1923–1928 von German Bestelmeyer; Mitte des Nordtraktes an der Theresienstraße Neurenaissance (1898/99); übrige Teile modern; im Vorhof des Neubaus nördlich der Theresienstraße Ohm-Denkmal, siehe Theresienstraße. | D-1-62-000-387   | weitere Bilder                                                                 |
| Arcisstraße 45 (Standort)                                                   | Alter Nördlicher Friedhof                                                      | Angelegt 1866–1869 von Arnold Zenetti, Rechteck, umschlossen von Rohbacksteinmauern. An der nördlichen Längsmauer innen zwei, an der südlichen nur noch ein Brunnen mit jeweils ein Relief umschließender Ädikula (Sandstein) darüber. Von den Gebäuden nur noch Reste: Südteil der Arkadenhalle an der Westseite und niedriges Haus südlich des Osteingangs (Rohbacksteinbauten). Nach Kriegsschäden ergänzende Instandsetzung der Mauern, Tore und Rest-Arkaden in bewusst schlichter Haltung 1955 durch Hans Döllgast. Zahlreiche künstlerisch und historisch wertvolle Grabsteine; seit 1939 nicht mehr benützt. | D-1-62-000-389   | weitere Bilder                                                                 |
| Arcisstraße 59 (Standort)                                                   | Mietshaus                                                                      | in Ecklage, repräsentativer, palastartiger Neubarockbau mit Stuckdekor, 1889–1890 von Andreas Bürkel | D-1-62-000-390   | weitere Bilder                                                                 |
| Arcostraße 1 (Standort)                                                     | Miets- und Geschäftshaus                                                       | fünfgeschossiger spätklassizistischer Bau, Halbstockwerk zwischen dem Erd- und dem ersten Obergeschoss, von Reinhold Hirschberg, 1859/60, 1862/63; Block mit Ottostraße 3 | D-1-62-000-392   | Miets- und Geschäftshaus                                                       |
| Arnulfstraße 52 (Standort)                                                  | Bierkeller, sogenannter Augustiner-Keller                                      | dreiflügelige, nach Osten geöffnete Anlage, entstanden Anfang 19. Jahrhundert, Umbau im Stil der deutschen Renaissance nach Plänen von Baumeister Franz Xaver Renner, 1895/96, Erweiterung mit neue Eingangsfassade 1931; ehemalige Kelleranlagen, tonnengewölbte Räume in Rohbacksteinmauerwerk, 1. Hälfte 19. Jahrhundert, Umbau zu Gasträumen 2000; weitläufiger Biergarten | D-1-62-000-407   | Bierkeller, sogenannter Augustiner-Keller                                      |
| Arnulfstraße 56/58/60 (Standort)                                            | Ehemalige Oberpostdirektion                                                    | sechsgeschossiger monumentaler Verwaltungsbau mit vier erhöhten Eckrisaliten, Frühwerk der Neuen Sachlichkeit in München, von Robert Vorhoelzer und Georg Werner, 1922–1924, Zeltdächer der Eckrisalite nach 1945 durch Flachdächer ersetzt, Aufstockung des Südtraktes um 1972 | D-1-62-000-408   | weitere Bilder                                                                 |
| Arnulfstraße 62 (Standort)                                                  | Paketzustellamt                                                                | Weitläufiger, niedriger, ein großes Rechteck umschreibender Komplex, 1925–1930 von Robert Vorhoelzer, Walther Schmidt und Franz Holzhammer. Portalzone an der Arnulfstraße mit reichem plastischem Dekor, bezeichnet 1926. Im östlichen Hofbereich streng funktionaler Rundbau (Stahlbetonhalle mit Verteileranlage). Mit Deroystraße 3/5, Tillystraße 3. | D-1-62-000-409   | weitere Bilder                                                                 |
| Augustenstraße 16 (Standort)                                                | Ehemaliges Ateliergebäude                                                      | dreigeschossiger langgestreckter Bau mit Polygonalerker und Jugendstilreliefs, von Dietrich Voigt, 1899/1901 | D-1-62-000-475   | weitere Bilder                                                                 |
| Augustenstraße 20/22 (Standort)                                             | Ehemaliges Städtisches Leihamt                                                 | sechsgeschossiger Rohbacksteinbau im Stil der Neuen Sachlichkeit, erbaut von Fritz Beblo und Hermann Leitenstorfer 1929–1931 | D-1-62-000-476   | Ehemaliges Städtisches Leihamt                                                 |
| Augustenstraße 37 (Standort)                                                | Mietshaus in Ecklage                                                           | fünfgeschossiger Jugendstilbau mit Erkern, von Michael Heitzer, 1904, nach Schäden im Zweiten Weltkrieg mit vereinfachter Dachzone wiederhergestellt | D-1-62-000-477   | weitere Bilder                                                                 |
| Augustenstraße 39 (Standort)                                                | Mietshaus in Ecklage                                                           | viergeschossiger Mansarddachbau mit Turm und Zwerchhäusern in Ecklage, Fassaden mit Putzgliederungen und Backsteinrücklagen, in reduziert historistischen Formen, von Karl Stöhr, 1895/96; mit Ladenausstattung der ehemaligen Tabakfirma Grathwohl, um 1900 | D-1-62-000-478   | weitere Bilder                                                                 |
| Augustenstraße 45 (Standort)                                                | Kleines Vorstadthaus                                                           | dreigeschossiger spätklassizistischer Bau, errichtet von Kisehertt 1853, aufgestockt von Ludwig Deiglmayr 1875 | D-1-62-000-479   | Kleines Vorstadthaus                                                           |
| Augustenstraße 52 (Standort)                                                | Mietshaus                                                                      | viergeschossiger Neurenaissancebau mit reicher Gliederung, von Josef Schretzmayr und Alphons Hering, 1886/87 | D-1-62-000-480   | Mietshaus                                                                      |
| Augustenstraße 53 (Standort)                                                | Wohn- und Gastwirtschaftsbau                                                   | fünfgeschossiger Eckbau mit Eckerker, errichtet im Stil der deutschen Renaissance von Jakob Heilmann und Max Littmann 1906/07, nach Kriegsschäden Wiederherstellung in vereinfachter Form | D-1-62-000-481   | Wohn- und Gastwirtschaftsbau                                                   |
| Augustenstraße 54 (Standort)                                                | Haus Pronath                                                                   | fünfgeschossiger Bau mit Flacherkern, Balkonen und Dachhaus, errichtet in Formen des Jugendstils durch die Gebrüder Rank 1907/08 | D-1-62-000-482   | Haus Pronath                                                                   |
| Augustenstraße 107 (Standort)                                               | Mietshaus                                                                      | viergeschossiger Neurenaissancebau, Backsteinfassade mit Natursteingliederung, von Michael Reifenstuel, 1887/88, nach Kriegsschäden 1947 wiederaufgebaut | D-1-62-000-483   | Mietshaus                                                                      |

### B
| Lage                                               | Objekt                                                                               | Beschreibung | Akten-Nr.       | Bild                                                                                 |
| -------------------------------------------------- | ------------------------------------------------------------------------------------ | --- | --------------- | ------------------------------------------------------------------------------------ |
| Barer Straße 3 (Standort)                          | Stattliches Eckhaus                                                                  | Spätklassizistisch, mit reicher Gliederung, 1860–1862 von Reinhold Hirschberg; mit Arcostraße 1. | D-1-62-000-575  | weitere Bilder                                                                       |
| Barer Straße 24; Prinz-Ludwig-Straße 11 (Standort) | Ehemaliges Verwaltungsgebäude des Bayerischen Gemeinde-Unfall-Versicherungsverbandes | u-förmige Anlage, fünfgeschossiger Betonbau mit weitüberstehendem Dach, mit zurückversetztem Geschoss mit Walmdach, Rasterfassade mit Betonpfeilern und figürlichen Zierformen, von Franz Berberich, 1954/55; Unterstand, erdgeschossig mit sechs Tonnendächern und segmentbogigen Kragarmen, gleichzeitig | D-1-62-000-8636 | Ehemaliges Verwaltungsgebäude des Bayerischen Gemeinde-Unfall-Versicherungsverbandes |
| Barer Straße 27 (Standort)                         | Alte Pinakothek                                                                      | repräsentativer Galeriebau mit Eckrisaliten in Formen der italienischen Hochrenaissance, von Leo von Klenze, 1826–1836, nach Kriegsschäden von Hans Döllgast 1952–1957 wiederhergestellt bzw. in schlichter Form ergänzt; mit Ausstattung; ringsum (erneuerte) Gartenanlage                                | D-1-62-000-577  | weitere Bilder                                                                       |
| Barer Straße 33 (Standort)                         | Mietshaus                                                                            | Neurenaissance, reich gegliedert, 1875 von Johann Thomas. | D-1-62-000-579  | weitere Bilder                                                                       |
| Barer Straße 37 (Standort)                         | Mietshaus                                                                            | Neurenaissance, reich gegliedert, 1876 von Kilian Stützel. | D-1-62-000-581  | weitere Bilder                                                                       |
| Barer Straße 39 (Standort)                         | Mietshaus                                                                            | Neurenaissance, reich gegliedert, 1876 von Kilian Stützel. | D-1-62-000-582  | Mietshaus                                                                            |
| Barer Straße 43 (Standort)                         | Mietshaus                                                                            | Neurenaissance, reich gegliedert, um 1880/90; mit Schellingstraße 54 verbunden. | D-1-62-000-583  | weitere Bilder                                                                       |
| Barer Straße 45 (Standort)                         | Mietshaus                                                                            | Neurenaissance, mit reicher Gliederung, Ende 19. Jahrhundert. | D-1-62-000-584  | weitere Bilder                                                                       |
| Barer Straße 46 (Standort)                         | Mietshaus                                                                            | vereinfachte Fassade, mit Putzgliederung, daran Madonnenrelief, 1865 erbaut, 1876 aufgestockt, 1909 Fassade erneuert | D-1-62-000-585  | weitere Bilder                                                                       |
| Barer Straße 66 (Standort)                         | Mietshaus                                                                            | spätbiedermeierlich, mit Lisenengliederung, um 1860 | D-1-62-000-586  | weitere Bilder                                                                       |
| Barer Straße 67 (Standort)                         | Mietshaus                                                                            | in spätklassizistischer Tradition, mit Giebelaufsatz und reichem Stuckdekor, um 1860/70 | D-1-62-000-587  | Mietshaus                                                                            |
| Barer Straße 69 (Standort)                         | Mietshaus                                                                            | Backstein-Renaissance, mit Putzgliederungen und Erkerturm, um 1884–1887 von Johann Widmann; Gruppe mit Adalbertstraße 70/72/76/78/80. | D-1-62-000-588  | Mietshaus                                                                            |
| Blutenburgstraße 6 (Standort)                      | Ehemaliges Bayerwerk AG-Verwaltungsgebäude                                           | fünfgeschossiger Neubarockbau mit Mansarddach und nordöstlich angesetztem Rückflügel, reich gegliederte Fassade mit plastischem Dekor und erhöhten Seitenrisaliten, bezeichnet 1924/25 | D-1-62-000-815  | weitere Bilder                                                                       |
| Blütenstraße 1 (Standort)                          | Mietshaus                                                                            | dreigeschossiger Neurenaissancebau, von Nikolaus Debold 1889/90 | D-1-62-000-787  | Mietshaus                                                                            |
| Blütenstraße 2 (Standort)                          | Mietshaus                                                                            | dreigeschossiger Bau mit reich gegliederter Fassade errichtet in den Formen der nordischen Renaissance von Heinrich Lehmpuhl 1888/89 | D-1-62-000-788  | weitere Bilder                                                                       |
| Brienner Straße 10 (Standort)                      | Palastartiges Doppelmietshaus                                                        | 1824/25 von Leo von Klenze; nach Kriegszerstörungen in ähnlicher Form, doch mit starken Veränderungen wiederaufgebaut | D-1-62-000-982  | weitere Bilder                                                                       |
| Brienner Straße 12 (Standort)                      | Palastartiges Mietsgebäude, später Palais Eichthal                                   | jetzt Büro- und Geschäftshaus, 1824/25 von Leo von Klenze; erhalten lediglich die Fassade in florentinischen Frührenaissanceformen | D-1-62-000-984  | Palastartiges Mietsgebäude, später Palais Eichthal                                   |
| Brienner Straße 14 (Standort)                      | Palais Bayrstorff (später Almeida)                                                   | Repräsentativer klassizistischer Bau, 1824/25 von Jean Baptiste Métivier. (Geschütztes Kulturgut) | D-1-62-000-985  | weitere Bilder                                                                       |
| Brienner Straße 16 (Standort)                      | Disconto-Gesellschaft, jetzt Bayerische Landesbank (Altbau)                          | palastartiger neuklassizistischer Bau, 1922–1923 von Max Littmann | D-1-62-000-986  | weitere Bilder                                                                       |
| Brienner Straße 22 (Standort)                      | Palais Berchem, jetzt Verwaltungsgebäude der Bayerischen Landesbank                  | 1897–98 von Gabriel von Seidl; vereinfachte Wiederherstellung nach Kriegsschäden; Treppenhaus mit Stuckdekor erhalten; 1927 und 1933 erweitert. | D-1-62-000-987  | weitere Bilder                                                                       |
| Brienner Straße 23 (Standort)                      | Haus der Deutschen Ärzte, jetzt Bankhaus                                             | historisierend, 1935/36 von Roderich Fick | D-1-62-000-988  | weitere Bilder                                                                       |
| Brienner Straße 25 (Standort)                      | Galerie Böhler, jetzt Auktionshaus Ketterer                                          | italianisierender palastartiger Bau, 1904–1905 von Gabriel von Seidl, 1905–1909 rückseitig erweitert | D-1-62-000-989  | weitere Bilder                                                                       |
| Brienner Straße 26 (Standort)                      | Wohn- und Geschäftshaus                                                              | viergeschossiger, palastartiger Walmdachbau mit neuklassizistischer Fassadengestaltung, von Gustav von Cube 1910/11 | D-1-62-000-990  | weitere Bilder                                                                       |
| Brienner Straße 28 (Standort)                      | Palastartiger Bau                                                                    | Neubarock, 1895–1896 von Emanuel von Seidl. | D-1-62-000-991  | weitere Bilder                                                                       |
| Brienner Straße 53 (Standort)                      | Geschäftshaus                                                                        | Neurokokofassade, reich stuckiert, 1890 von Ludwig Herrmann. | D-1-62-000-992  | Geschäftshaus                                                                        |
| Brienner Straße 54 (Standort)                      | Wohnhaus                                                                             | Spätklassizistisch, 1865 von Josef Weyrather. | D-1-62-000-993  | Wohnhaus                                                                             |
| Brienner Straße 56 (Standort)                      | Eckbau einer im Kern noch spätklassizistischen Rondellgruppe                         | um 1875 von Max Steinmetz; vergleiche Stiglmaierplatz 2 und Schleißheimer Straße 2 | D-1-62-000-995  | Eckbau einer im Kern noch spätklassizistischen Rondellgruppe                         |

### D
| Lage                           | Objekt                                         | Beschreibung | Akten-Nr.       | Bild           |
| ------------------------------ | ---------------------------------------------- | --- | --------------- | -------------- |
| Dachauer Straße (Standort)     | Delphinbrunnen                                 | Bronzegruppe 1902 von Arthur Storch, 1933 verändert aufgestellt; an der Gabelung Augustenstraße.                                    | D-1-62-000-1152 | weitere Bilder |
| Dachauer Straße (Standort)     | Fischmarktbrunnen                              | mit polygonalem Becken und Achteckpfeiler, ca. 1831–1896 auf dem Viktualienmarkt; seit 1961 gegenüber Einmündung Gabelsbergerstraße | D-1-62-000-1158 | weitere Bilder |
| Dachauer Straße 15 (Standort)  | Mietshaus                                      | Neurenaissance, reich gegliedert, 1889.                                                                                             | D-1-62-000-1148 | Mietshaus      |
| Dachauer Straße 25 (Standort)  | Mietshaus                                      | langgestreckte Neurenaissancefassade, reich gegliedert, 1887–1889 von Michael Reifenstuel                                           | D-1-62-000-1149 | Mietshaus      |
| Dachauer Straße 26 (Standort)  | Mietshaus                                      | Spätklassizistisch, ursprünglich 1829 als Doppelanwesen erbaut, 1870 aufgestockt und erweitert.                                     | D-1-62-000-1150 | Mietshaus      |
| Dachauer Straße 28 (Standort)  | Mietshaus                                      | Spätklassizistisch, um 1850/60 | D-1-62-000-1151 | Mietshaus      |
| Dachauer Straße 29 (Standort)  | Mietshaus                                      | Neurenaissance, 1880 von Nikolaus Debold                                                                                            | D-1-62-000-1153 | Mietshaus      |
| Dachauer Straße 38 (Standort)  | Mietshaus                                      | Neurenaissance, Ende 19. Jahrhundert                                                                                                | D-1-62-000-1154 | Mietshaus      |
| Dachauer Straße 42 (Standort)  | Mietshaus                                      | deutsche Renaissance mit Jugendstilanklängen, malerisch gegliedert und reich dekoriert, um 1900                                     | D-1-62-000-1155 | weitere Bilder |
| Dachauer Straße 46 (Standort)  | Mietshaus                                      | Jugendstil, mit reichem plastischem Dekor im Erdgeschoss (Atlanten), 1915–1916 von Oswald Schiller.                                 | D-1-62-000-1156 | weitere Bilder |
| Dachauer Straße 61 (Standort)  | Wohnhaus                                       | Spätklassizistisch, mit Mittelrisalit, um 1860                                                                                      | D-1-62-000-1157 | Wohnhaus       |
| Dachauer Straße 147 (Standort) | Mietshaus                                      | Neurenaissance-Eckbau, mit Stuckdekor, Ende 19. Jahrhundert                                                                         | D-1-62-000-1165 | Mietshaus      |
| Dachauer Straße 151 (Standort) | Mietshaus                                      | in spätklassizistischer Tradition, um 1860/70; Block mit Nr. 153                                                                    | D-1-62-000-1167 | Mietshaus      |
| Dachauer Straße 153 (Standort) | Mietshaus                                      | in spätklassizistischer Tradition, um 1860/70; Block mit Nr. 151                                                                    | D-1-62-000-1168 | Mietshaus      |
| Deroystraße 1 (Standort)       | Gewerbeschule, jetzt Städt. Berufsschulzentrum | stattlicher reduziert-historisierender Komplex, 1914–1916 von Robert Rehlen, 1956 zum Teil verändert; Gruppe mit Pranckhstraße 2    | D-1-62-000-1252 | weitere Bilder |

### E
| Lage                                              | Objekt       | Beschreibung | Akten-Nr.       | Bild           |
| ------------------------------------------------- | ------------ | --- | --------------- | -------------- |
| Elisenstraße 1a/1b, Prielmayerstraße 7 (Standort) | Justizpalast | neubarocker viergeschossiger Monumentalbau mit zwei Innenhöfen, anspruchsvoller Gliederung und Glas-Eisen-Kuppel, von Friedrich von Thiersch, 1891/97; mit Prielmayerstraße 7 | D-1-62-000-1491 | weitere Bilder |
| Enhuberstraße 9 (Standort)                        | Mietshaus    | Neurenaissance, um 1870 | D-1-62-000-1550 | Mietshaus      |
| Erzgießereistraße 41 (Standort)                   | Vorstadthaus | Spätklassizistisch, mit Stuckdekor, um 1860; Block mit Nr. 43. | D-1-62-000-1568 | Vorstadthaus   |
| Erzgießereistraße 43 (Standort)                   | Vorstadthaus | Spätklassizistisch, mit Stuckdekor, um 1860; Block mit Nr. 41. | D-1-62-000-1569 | Vorstadthaus   |
| Erzgießereistraße 47 (Standort)                   | Vorstadthaus | Spätklassizistisch, um 1860 | D-1-62-000-1570 | Vorstadthaus   |
| Erzgießereistraße 48 (Standort)                   | Eckhaus      | Spätklassizistisch, mit Lisenengliederung, 1864 von Mauermeister G. Meier. | D-1-62-000-1571 | Eckhaus        |
| Erzgießereistraße 49 (Standort)                   | Mietshaus    | Neubarock, um 1890 | D-1-62-000-1572 | Mietshaus      |

### F
| Lage                                 | Objekt                             | Beschreibung | Akten-Nr.       | Bild                               |
| ------------------------------------ | ---------------------------------- | --- | --------------- | ---------------------------------- |
| Ferdinand-Miller-Platz (Standort)    | Bennosäule                         | Porphyrsäule mit Erzfigur des hl. Benno, 1910 von German Bestelmeyer und Georg Albertshofer; südöstlich der Kirche. | D-1-62-000-1682 | weitere Bilder                     |
| Ferdinand-Miller-Platz 1 (Standort)  | Katholische Pfarrkirche St. Benno  | neuromanische, kreuzförmige Basilika mit zwei Fassadentürmen und Vierungskuppel, 1888–1895 von Leonhard Romeis; freistehend in Platzmitte; mit Ausstattung. | D-1-62-000-1681 | weitere Bilder                     |
| Franz-Josef-Strauß-Ring (Standort)   | Skulptur „Harmlos“                 | siehe Galeriestraße | D-1-62-000-2028 | weitere Bilder                     |
| Franz-Josef-Strauß-Ring 5 (Standort) | Prinz-Carl-Palais                  | Ehemaliges Adelspalais, klassizistischer Walmdachbau mit Portikus und Dreiecksgiebel, erbaut für Abbé Pierre de Salabert von Karl von Fischer, 1804–1806, von Fritz Gablonsky 1937 nach Westen erweitert, 1971–1975 durch das Landbauamt München zum Dienstsitz des Bayerischen Ministerpräsidenten umgebaut; mit Ausstattung; westlicher Abschluss der Prinzregentenstraße. | D-1-62-000-3536 | weitere Bilder                     |
| Franz-Josef-Strauß-Ring 5 (Standort) | Zugehöriger Garten                 | Finanzgarten | D-1-62-000-3537 | weitere Bilder                     |
| Fürstenstraße 3 (Standort)           | Mietshaus                          | in Frühform des Maximilianstils, 1843 von Gottfried Fischer; Block mit Nr. 5 | D-1-62-000-1971 | weitere Bilder                     |
| Fürstenstraße 5 (Standort)           | Mietshaus                          | in Frühform des Maximilianstils, 1843 von Gottfried Fischer; Block mit Nr. 3 | D-1-62-000-1972 | Mietshaus                          |
| Fürstenstraße 6 (Standort)           | Mietshaus                          | stattlicher, romanisierender Eckbau, reich gegliedert, gegen 1850; 1867–1901 Wohnhaus des Komponisten Joseph Rheinberger (Gedenktafel) | D-1-62-000-1973 | weitere Bilder                     |
| Fürstenstraße 9 (Standort)           | Häusergruppe                       | viergeschossiger Bau in schlichten spätklassizistischen Formen, von Erlacher und Maurer 1843; Gruppe mit Nr. 11, 15, 17 | D-1-62-000-1974 | weitere Bilder                     |
| Fürstenstraße 10 (Standort)          | Mietshaus                          | Breite Fassade, schlicht mit eingeritzter Quaderung und Gurtgesimsen, 1862 von Max Kuppelmayr; gotisierender Hof; der Zithervirtuose Johann Petzmayer starb hier 1884 (Gedenktafel). | D-1-62-000-1975 | Mietshaus                          |
| Fürstenstraße 11 (Standort)          | Mietshaus                          | viergeschossiger Bau in schlichten spätklassizistischen Formen, von Johann Nepomuk Bürkl 1843 errichtet, Dachgeschossausbau 1977 und 2002, Fassade geglättet; Gruppe mit Nr. 9, 15, 17 | D-1-62-000-1976 | Mietshaus                          |
| Fürstenstraße 15 (Standort)          | Fassade des ehemaligen Mietshauses | viergeschossig, in schlichten spätklassizistischen Formen, errichtet von Johann Nepomuk Bürkl, 1843; in gestalterischer Einheit mit Nr. 9, 11 und 17 | D-1-62-000-8157 | Fassade des ehemaligen Mietshauses |
| Fürstenstraße 17 (Standort)          | Mietshaus                          | viergeschossiger Bau in spätklassizistischen Formen errichtet von Joseph Deiglmayr 1862; Gruppe mit Nr. 9, 11, 15 | D-1-62-000-8158 | Mietshaus                          |

### G
| Lage                                         | Objekt                                                  | Beschreibung | Akten-Nr.        | Bild                       |
| -------------------------------------------- | ------------------------------------------------------- | --- | ---------------- | -------------------------- |
| Gabelsbergerstraße 6 (Standort)              | Evang.-Luth. Markuskirche                               | neugotisch mit Fassadenturm, 1873–1877 von Rudolf Gottgetreu, vollendet von Eberlein; 1955–1957 von Gustav Gsaenger umgestaltet | D-1-62-000-1997  | weitere Bilder             |
| Gabelsbergerstraße 9 (Standort)              | Mietshaus                                               | stattliche Neurenaissance, reich gegliedert, mit zwei Erkern und Stuckdekor, um 1880 | D-1-62-000-1998  | weitere Bilder             |
| Gabelsbergerstraße 11/13/15 (Standort)       | Mietshausgruppe                                         | Biedermeierlich, zu Walmdachblock zusammengefasst, mit Gurtgesimsen und Stichbogenfenstern, um 1850/60. | D-1-62-000-1999  | weitere Bilder             |
| Gabelsbergerstraße 17 (Standort)             | Mietshaus                                               | mit Lisenen und Stichbogenfenstern, um 1860 | D-1-62-000-2000  | Mietshaus                  |
| Gabelsbergerstraße 19 (Standort)             | Mietshaus                                               | stattliche, spätklassizistische Fassade, reich gegliedert und stuckiert, um 1870 | D-1-62-000-2001  | weitere Bilder             |
| Gabelsbergerstraße 36 (Standort)             | Mietshaus                                               | Neurenaissance-Erkerhaus in Rohbackstein, mit Hausteingliederung, bezeichnet 1897. | D-1-62-000-2002  | weitere Bilder             |
| Gabelsbergerstraße 38 (Standort)             | Vorstadthaus                                            | Biedermeierlich, mit Lisenen und Stichbogenfenstern, Mitte 19. Jahrhundert | D-1-62-000-2003  | Vorstadthaus               |
| Gabelsbergerstraße 40 (Standort)             | Mietshaus                                               | schlicht, mit geohrten Fensterrahmungen, um 1850/60, 1879 um zwei Geschosse aufgestockt | D-1-62-000-2004  | Mietshaus                  |
| Gabelsbergerstraße 45/47 (Standort)          | Häuserblock                                             | klassizisierend, mit eisernen Fensterbrüstungen, Mitte 19. Jahrhundert; westlich an Nr. 47 anschließend Tor mit prächtigem Gitter | D-1-62-000-2005  | weitere Bilder             |
| Gabelsbergerstraße 49 (Standort)             | Mietshaus                                               | Neurenaissance mit klassizistischen Anklängen, 1872 von Berger und H. Burkhard; gleich Nr. 51. | D-1-62-000-2006  | weitere Bilder             |
| Gabelsbergerstraße 51 (Standort)             | Mietshaus                                               | Neurenaissance mit klassizistischen Anklängen, 1872 von Berger und H. Burkhard; gleich Nr. 49. | D-1-62-000-2007  | Mietshaus                  |
| Gabelsbergerstraße 53 (Standort)             | Mietshaus                                               | mit Konsolgesims, 3. Viertel 19. Jahrhundert | D-1-62-000-2008  | Mietshaus                  |
| Gabelsbergerstraße 68 (Standort)             | Mietshaus                                               | schlicht biedermeierlich, Mitte 19. Jahrhundert | D-1-62-000-2009  | Mietshaus                  |
| Gabelsbergerstraße 70 (Standort)             | Mietshaus                                               | Biedermeierlich, Eckbau mit Gurtgesimsen, um 1860. | D-1-62-000-2010  | Mietshaus                  |
| Gabelsbergerstraße 71 (Standort)             | Mietshaus                                               | Neurenaissance, um 1880/90 | D-1-62-000-2011  | weitere Bilder             |
| Gabelsbergerstraße 79a; vorher 79 (Standort) | Mietshaus                                               | stattliche, spätklassizistische Fassade, mit Seitenrisaliten, wohl um 1860, 1879 aufgestockt und nach Osten um eine Achse erweitert; Fassade zum Teil vereinfacht | D-1-62-000-2012  | Mietshaus                  |
| Gabelsbergerstraße 81 (Standort)             | Mietshaus                                               | Neubarock, mit Stuckdekor, um 1900 | D-1-62-000-2013  | weitere Bilder             |
| Gabelsbergerstraße 83 (Standort)             | Mietshaus                                               | Jugendstil-Giebelbau, mit zwei Erkern und reichem Stuckdekor, bezeichnet 1904. | D-1-62-000-2014  | weitere Bilder             |
| Gabelsbergerstraße 89 (Standort)             | Mietshaus                                               | Neurenaissance, im Kern um Mitte 19. Jahrhundert, 1888 um zwei Geschosse erhöht. | D-1-62-000-2015  | Mietshaus                  |
| Gabelsbergerstraße 91 (Standort)             | Mietshaus                                               | Neurenaissance in klassizistischer Tradition, um 1860/70. | D-1-62-000-2016  | Mietshaus                  |
| Gabelsbergerstraße 95 (Standort)             | Mietshaus                                               | schlicht, in klassizistischer Tradition, 3. Viertel 19. Jahrhundert | D-1-62-000-2017  | Mietshaus                  |
| Gaiglstraße 20 (Standort)                    | Eckhaus                                                 | Barockisierend, um 1910; Einheit mit Lothstraße 28 | D-1-62-000-2024  | weitere Bilder             |
| Galeriestraße (Ostende) (Standort)           | Jünglingsfigur                                          | sogenanntes Harmlos, 1803 von Franz Jakob Schwanthaler (Kopie, 1983); am einstigen Beginn der Straße | D-1-62-000-2028  | weitere Bilder             |
| Georgenstraße 3 (Standort)                   | Villa                                                   | von 1885; 1905–1906 im Jugendstil-Klassizismus von Paul Ludwig Troost für den Komponisten Felix von Rath völlig umgebaut; mit Säulenvorbau und Madonnenrelief nach Michelangelo | D-1-62-000-2085  | weitere Bilder             |
| Georgenstraße 7 (Standort)                   | Villenartiger Neurenaissancebau                         | Rohbackstein mit Putzgliederungen, spätes 19. Jahrhundert; innen u. a. Vestibül, Raum mit Jugendstil-Vertäfelung von Richard Riemerschmid. | D-1-62-000-2087  | weitere Bilder             |
| Georgenstraße 9 (Standort)                   | Villa                                                   | Neurenaissance, in Rohbackstein mit Hausteingliederungen, 1882; bildet mit dem gleichartigen Nr. 11 einen Block. | D-1-62-000-2089  | weitere Bilder             |
| Georgenstraße 11 (Standort)                  | Villa                                                   | Neurenaissance, in Rohbackstein mit Hausteingliederungen, 1882; Block mit dem gleichartigen Nr. 9. | D-1-62-000-2091  | Villa                      |
| Georgenstraße 15 (Standort)                  | Neurenaissancehaus                                      | mit zwei Erkern, 1892 von Nikolaus Debold | D-1-62-000-2092  | weitere Bilder             |
| Georgenstraße 17 (Standort)                  | Villa                                                   | neubarock, um 1900 | D-1-62-000-2093  | weitere Bilder             |
| Georgenstraße 19 (Standort)                  | Mietshaus                                               | Neurenaissance, 1895 von S. Seemüller, gehört zur Wohnhausgruppe Türkenstraße 104 und 106. | D-1-62-000-2094  | weitere Bilder             |
| Georgenstraße 53 (Standort)                  | Mietshaus                                               | Neubarock, mit Erkerturm an der Ecke, um 1900 | D-1-62-000-2100  | weitere Bilder             |
| Georgenstraße 55/57 (Standort)               | Barockisierende Wohnanlage                              | einen tiefen, offenen Vorhof einschließend, 1927–1928 von Steidle und Sepp | D-1-62-000-2101  | Barockisierende Wohnanlage |
| Georgenstraße 59 (Standort)                  | Mietshaus                                               | mit Erker und Putzgliederung, um 1900 | D-1-62-000-2102  | Mietshaus                  |
| Georgenstraße 65 (Standort)                  | Mietshaus                                               | Neurenaissance, mit Erker, um 1900 | D-1-62-000-2103  | Mietshaus                  |
| Georgenstraße 67 (Standort)                  | Mietshaus                                               | Neurenaissance, mit Eckturmerker, reicher Gliederung und Stuck, um 1890/1900. | D-1-62-000-2104  | weitere Bilder             |
| Georgenstraße 71 (Standort)                  | Mietshaus                                               | Jugendstil, mit halbrundem Erker und Giebel; Gruppe mit Isabellastraße 13. | D-1-62-000-2105  | weitere Bilder             |
| Georgenstraße 93 (Standort)                  | Mietshaus                                               | Jugendstil, mit reicher Gliederung und Stuckdekor, Anfang 20. Jahrhundert | D-1-62-000-2108  | weitere Bilder             |
| Georgenstraße 99/101 (Standort)              | Mietshausgruppe                                         | später Jugendstil, mit Stuckdekor, durch erhöhten Mittelteil zusammengeschlossen, um 1908 von Heinrich Stengel und Paul Hofer | D-1-62-000-2110  | Mietshausgruppe            |
| Georgenstraße 117 (Standort)                 | Mietshaus                                               | deutsche Renaissance, mit Erker und Stuck, 1899 von Georg Müller; Gruppe mit Nr. 119 | D-1-62-000-2114  | weitere Bilder             |
| Georgenstraße 119 (Standort)                 | Mietshaus                                               | deutsche Renaissance, mit Erker, Schweifgiebel und reichem Stuckdekor, 1899 von Georg Müller; Gruppe mit Nr. 117 | D-1-62-000-2116  | weitere Bilder             |
| Georgenstraße 121 (Standort)                 | Mietshaus                                               | deutsche Renaissance, mit Flacherker, zwei malerischen Giebeln und Stuckdekor, um 1900 | D-1-62-000-2118  | weitere Bilder             |
| Geschwister-Scholl-Platz 1 (Standort)        | Hauptgebäude der Ludwig-Maximilians-Universität München | Dreiflügelbau im sogenannten Rundbogenstil, von Friedrich von Gärtner 1835–1840; Erweiterungsbau nach Westen mit Vorhof in reduziert historisierenden Formen, von German Bestelmeyer, 1906–1909; mit Lichthof, Vestibüle, Aula, Auditorium maximum; nach Kriegsschäden Wiederaufbau bis 1955, nicht mehr erhalten ist der Nordtrakt von 1897/98 an der Adalbertstraße; Pavillon mit Eulenbrunnen, von Eduard Beyrer 1915; im Südhof. | D-1-62-000-2149  | weitere Bilder             |
| Görresstraße 30 (Standort)                   | Mietshaus                                               | fünfgeschossiger Walmdachbau in Ecklage mit flachen Fenstererkern und einfacher Putzgliederung, von Hans Schedl, bezeichnet 1951 | D-1-62-000-11058 | BW                         |
| Görresstraße 34 (Standort)                   | Mietshaus                                               | viergeschossiger Neurenaissancebau mit Walmdach, zum Teil vereinfacht, von Julius Voltz 1890/91 | D-1-62-000-2201  | Mietshaus                  |
| Görresstraße 36 (Standort)                   | Mietshaus                                               | viergeschossiger Neurenaissancebau mit Walmdach, von Georg Müller 1889/90; bildet mit dem Eckhaus Nr. 38 einen formverwandten Block | D-1-62-000-2202  | Mietshaus                  |
| Görresstraße 37 (Standort)                   | Mietshaus                                               | viergeschossiger Neurenaissancebau mit Walmdach, von Paul von Eck, 1890 | D-1-62-000-2203  | Mietshaus                  |
| Görresstraße 38 (Standort)                   | Mietshaus                                               | ursprünglich als Gastwirtschaft mit Pensionszimmern konzipiert, viergeschossiger Neurenaissancebau mit Walmdach, von Hans Moser 1889/90; bildet mit der formverwandten Nr. 36 einen Block | D-1-62-000-2204  | weitere Bilder             |
| Görresstraße 39 (Standort)                   | Mietshaus                                               | viergeschossiger Neurenaissancebau mit Walmdach, von Johann Winkler 1888/89 | D-1-62-000-2205  | Mietshaus                  |
| Görresstraße 45 (Standort)                   | Mietshaus                                               | viergeschossiger Neurenaissancebau mit Mansarddach, Lisenengliederung und Ziergiebel, von Georg Müller 1894/95, Fassade zum Teil vereinfacht | D-1-62-000-2206  | Mietshaus                  |

### H
| Lage                              | Objekt                                                                                 | Beschreibung | Akten-Nr.       | Bild                         |
| --------------------------------- | -------------------------------------------------------------------------------------- | --- | --------------- | ---------------------------- |
| Hahnenstraße 1/3 (Standort)       | Doppelhaus                                                                             | schlicht klassizistisch, um 1800 | D-1-62-000-2371 | Doppelhaus                   |
| Heßstraße 28 (Standort)           | Wohnhaus                                                                               | fünfgeschossiges Laubenganghaus, nach Plänen von 1952 von Sep Ruf für eine Miteigentümergemeinschaft errichtet, Schotten als Teilungselement für die durchgehenden Balkonzonen, davor Stahlsäulen | D-1-62-000-7831 | Wohnhaus                     |
| Heßstraße 59 (Standort)           | Mietshaus                                                                              | Spätklassizistisch, reich gegliedert, um 1880 | D-1-62-000-2618 | weitere Bilder               |
| Heßstraße 61 (Standort)           | Mietshaus                                                                              | Spätklassizistisch, um 1882/88; Gruppe mit den gleichartigen Häusern Nr. 63 und 65. | D-1-62-000-2619 | weitere Bilder               |
| Heßstraße 63 (Standort)           | Mietshaus                                                                              | Spätklassizistisch, 1879–1880; Gruppe mit den gleichartigen Häusern Nr. 61 und 65. | D-1-62-000-2620 | weitere Bilder               |
| Heßstraße 65 (Standort)           | Mietshaus                                                                              | Spätklassizistisch, um 1882/88; Gruppe mit den gleichartigen Häusern Nr. 61 und 63. | D-1-62-000-2621 | Mietshaus                    |
| Heßstraße 67 (Standort)           | Mietshaus                                                                              | im Kern spätklassizistisch, um 1880 | D-1-62-000-2622 | Mietshaus                    |
| Heßstraße 69 (Standort)           | Mietshaus                                                                              | im Kern spätklassizistisch, um 1880, bei Wiederaufbau verändert | D-1-62-000-2623 | Mietshaus                    |
| Heßstraße 71 (Standort)           | Mietshaus                                                                              | Neurenaissance, reich gegliederter Eckbau, mit Konsolgesims, um 1885; Gruppe mit Schleißheimer Straße 74. | D-1-62-000-2624 | weitere Bilder               |
| Heßstraße 72 (Standort)           | Mietshaus                                                                              | Spätklassizistisch, 1877 von Johann Grübel, Dachgeschoss 1902 von Josef Stark. | D-1-62-000-2625 | weitere Bilder               |
| Heßstraße 77/79 (Standort)        | Wohnheimsiedlung Maßmannplatz und ehemaliges Baubüro des Bayerischen Jugendsozialwerks | Für Jungarbeiter und Studenten seit 1948 entstandener Komplex, aus einer Selbsthilfe-Initiative als demokratisches Hausgemeinschaftsprojekt in bewusster Anknüpfung an das Neue Bauen errichtet; erster Entwurf von Grete und Werner Wirsing, Erweiterungen bis 1951 durch Erik Braun, Wolfgang Fuchs, Herbert Groethuysen, Gordon Ludwig, Jakob Semmler, Grete und Werner Wirsing; vierflügelige, niedrige,um begrünten Innenhof in Doppel-H-Form errichtete, schlichte Anlage, mit Erweiterung nach Westen (daran südwestlich Neubau von 1990); Baubüro, nördlich davon; an der Nordwestecke des Maßmannparks. | D-1-62-000-7896 | weitere Bilder               |
| Heßstraße 78 (Standort)           | Mietshaus                                                                              | Neurenaissance, reich gegliedert und rustiziert, 1888 | D-1-62-000-2626 | weitere Bilder               |
| Heßstraße 80 (Standort)           | Mietshaus                                                                              | nordische Renaissance, Rohbackstein mit reichen Putzgliederungen, um 1880/90 | D-1-62-000-2627 | weitere Bilder               |
| Heßstraße 82 (Standort)           | Mehrfamilienhaus mit Läden                                                             | Betonierter, loggienausbildender Rasterfassade und raumhohen Verglasungen, 1952–1954 von Grete und Werner Wirsing; Dachgeschoss mit Flugdach, Loggien mit filigranen Verstrebungen, Schaufenster mit Vordachplatten. | D-1-62-000-7895 | Mehrfamilienhaus mit Läden   |
| Heßstraße 86 (Standort)           | Mietshaus                                                                              | Neurenaissance, um 1880/90 | D-1-62-000-2628 | Mietshaus                    |
| Heßstraße 88 (Standort)           | Mietshaus                                                                              | Neurenaissance, Eckbau mit Konsolgesims, um 1880/90 | D-1-62-000-2629 | Mietshaus                    |
| Hiltenspergerstraße 15 (Standort) | Mietshaus                                                                              | Jugendstil, Eckbau mit Erkern, Balkonen und Stuck, um 1904 von Hans Thaler. | D-1-62-000-2647 | Mietshaus                    |
| Hopfenstraße 4/6/8 (Standort)     | Ehemaliges Postdienstgebäude                                                           | Westhälfte des ehemaligen Verkehrsministeriums (vergleiche Arnulfstraße 9/11), monumentaler Neubarockbau, 1905–12 von Carl Hocheder d. Ä.1972 als Putzbau in barockisierenden Formen renoviert. Heute ist das Gebäude unter der Bezeichnung „Alte Hopfenpost“ bekannt | D-1-62-000-2834 | Ehemaliges Postdienstgebäude |

### I
| Lage                         | Objekt    | Beschreibung | Akten-Nr.       | Bild           |
| ---------------------------- | --------- | --- | --------------- | -------------- |
| Isabellastraße 1 (Standort)  | Mietshaus | viergeschossiger Mansarddachbau mit kantigem dreieckigem Erker über dem Eingangsportal, das abgetreppte Ziegelrücklagen flankieren, Dachgauben in expressionistischen Stilformen, von Heinrich Hüther 1925/27; Teil einer Gebäudegruppe, vergleiche Neureutherstraße 31, 33, 35, 37 | D-1-62-000-7847 | Mietshaus      |
| Isabellastraße 4 (Standort)  | Mietshaus | schlichter Neurenaissance-Eckbau, Ende 19. Jahrhundert | D-1-62-000-2955 | weitere Bilder |
| Isabellastraße 8 (Standort)  | Mietshaus | Neurenaissance, um 1890 | D-1-62-000-2956 | Mietshaus      |
| Isabellastraße 11 (Standort) | Mietshaus | in späten Jugendstilformen, mit Putzgliederungen, 1915 von Georg Guinin | D-1-62-000-2957 | Mietshaus      |
| Isabellastraße 12 (Standort) | Mietshaus | Neurenaissance, um 1890 | D-1-62-000-2958 | Mietshaus      |
| Isabellastraße 13 (Standort) | Mietshaus | Jugendstil, Eckbau mit Erkern, Balkonen und Giebeln, Anfang 20. Jahrhundert; Gruppe mit Georgenstraße 71. | D-1-62-000-2959 | weitere Bilder |

### J
| Lage                                               | Objekt                                       | Beschreibung | Akten-Nr.       | Bild           |
| -------------------------------------------------- | -------------------------------------------- | --- | --------------- | -------------- |
| Jägerstraße 8; Oskar-von-Miller-Ring 18 (Standort) | Ehemaliges Verwaltungsgebäude der Siemens AG | Stahlbetonskelettbau mit zurückgesetztem fünftem Obergeschoß und konkav geschwungenem Dach in städtebaulicher Ecklage am neu angelegten Oskar-von-Miller-Ring, über quadratischem Grundriss um einen Innenhof errichtet, mit Arkadengänge zur Straße, Fassadengliederung durch vor die Fensterflucht gestellte Stahlbetonpfeiler und in diese sichtbar eingespannte Geschossdecken, Fassadenflächen aus Sichtbeton und weißer Glasmosaikverkleidung, von Eduard von der Lippe und Hans Maurer, 1954–1956. | D-1-62-000-7905 | weitere Bilder |
| Josephsplatz (Standort)                            | Brunnen                                      | Vom ehemaligen Jonasbrunnen (1911 von Hubert Netzer) nur das neubarocke Becken erhalten, jetzt mit neuer Figur des heiligen Franziskus. | D-1-62-000-3132 | weitere Bilder |
| Josephsplatz 1 (Standort)                          | Katholische Pfarrkirche St. Joseph           | Monumentaler Neubarockbau, 1898–1902 von Hans Schurr; nach Kriegsschäden im Dekorativen vereinfacht; nördlich mächtiger, unbeschädigter Turm, der den Nordostabschluss der Augustenstraße bildet; am Turm-Unterbau neubarockes Kriegerdenkmal. | D-1-62-000-3129 | weitere Bilder |
| Josephsplatz 2 (Standort)                          | Mietshaus                                    | Neubarock, mit Erker, Madonnenrelief am Zwerchgiebel und reichem Stuckdekor, 1902–1903 von Andreas Reinhart. | D-1-62-000-3130 | weitere Bilder |
| Josephsplatz 3 (Standort)                          | Mietshaus                                    | Neubarock, mit Erker und Stuckdekor, um 1890/1900 | D-1-62-000-3131 | Mietshaus      |

### K
| Lage                                                                                             | Objekt | Beschreibung | Akten-Nr.        | Bild                                                                                          |
| ------------------------------------------------------------------------------------------------ | --- | --- | ---------------- | --------------------------------------------------------------------------------------------- |
| Karlstraße 6 (Standort)                                                                          | Ehemalige Staatsbauschule München, jetzt Fachhochschule                                                       | Nach Plänen der Architektenarbeitsgemeinschaft Adolf Peter Seifert, Rolf ter Haerst und Franz Ruf in zwei Bauabschnitten 1954–1956 und 1968–1970 erstellt; mehrflügelige Anlage unterschiedlicher hoher Gebäudetrakte in offener Anordnung, mit zwei Kopfbauten an der Karlstraße; Stahlskelettbauten, zum Teil mit Naturstein verkleidet; erster Bauabschnitt mit fünfgeschossigem Kopfbau an der Karl-/Barer Straße, annähernd quadratisch, mit großem Lichthof und umlaufenden Galeriefluren; von der Barer Straße zurückgesetzter dreigeschossiger Trakt, an die Barer Straße vorgerückt das Aulagebäude, straßenseitig ausgefacht, zum Hof hin verglast; der zweite Bauabschnitt (Ecke Karl/Ottostraße) in der äußeren Erscheinung dem ersten angepasst. | D-1-62-000-7830  | weitere Bilder                                                                                |
| Karlstraße 18 (Standort)                                                                         | Mietshaus | klassizistisch, 1828 von Rudolf Röschenauer; einheitliche, symmetrisch komponierte Gruppe mit Nr. 20 und 22 | D-1-62-000-3248  | weitere Bilder                                                                                |
| Karlstraße 20 (Standort)                                                                         | Mietshaus | klassizistisch, 1828 von Rudolf Röschenauer; bildet den breiteren, reicher gegliederten Mittelteil einer Gruppe mit Nr. 18 und 22 | D-1-62-000-3249  | Mietshaus                                                                                     |
| Karlstraße 21 (Standort)                                                                         | Ehemaliges stattliches Mietshaus mit Frohsinns-Saal, jetzt Finanzamt für Körperschaften                       | klassizistisches Eckgebäude, 1829 von Joseph Höchl; nur die (zum Teil veränderte) Fassade original; mit Katharina-von-Bora-Straße 4 | D-1-62-000-3250  | weitere Bilder                                                                                |
| Karlstraße 22 (Standort)                                                                         | Mietshaus | klassizistisch, 1828 von Rudolf Röschenauer; einheitliche, symmetrisch komponierte Gruppe mit Nr. 18 und 20 | D-1-62-000-3251  | weitere Bilder                                                                                |
| Karlstraße 32 (Standort)                                                                         | Ehemalige Villa, jetzt Verwaltungsgebäude                                                                     | freistehender, zweigeschossiger Walmdachbau mit flachem Mittelrisalit, in klassizistischen Formen, von Rudolf Röschenauer, 1818, neuklassizistisch überformt, mit Giebelaufsatz bekrönt, von Ludwig Deiglmayr, 1903 | D-1-62-000-3252  | weitere Bilder                                                                                |
| Karlstraße 34 (Standort)                                                                         | Benediktinerabtei- und Pfarrkirche St. Bonifatius                                                             | Basilika im frühchristlichen Stil, 1835–1850 von Georg Friedrich Ziebland; die allein erhaltene Südhälfte mit Arkadenvorhalle nach 1945 von Hans Döllgast wiederhergestellt; mit Ausstattung; nördlich bis zur ehemaligen Apsis moderner Anbau; dahinter das Benediktinerkloster, ein zugleich mit der Kirche von Ziebland errichteter romantischer Backsteinbau, der einen Komplex mit Königsplatz 1 bildet. Zugehörig westlich der Kirche der Klostergarten (Ecke Karl-/Luisenstraße), mit gefelderter Mauer des 19. Jahrhunderts (In der Basilika St. Bonifaz sind Ludwig I. und seine Gemahlin Therese von Sachsen-Hildburghausen bestattet.) | D-1-62-000-3253  | weitere Bilder                                                                                |
| Karlstraße 49 (Standort)                                                                         | Mietshaus | stattlicher Eckbau in deutscher Renaissance, mit in Stuck reich dekorierten Erkern, 1897/98 von Ferdinand Schratz | D-1-62-000-3255  | weitere Bilder                                                                                |
| Karlstraße 52 (Standort)                                                                         | Mietshaus | Neurenaissance, 3. Viertel 19. Jahrhundert | D-1-62-000-3256  | weitere Bilder                                                                                |
| Karlstraße 54 (Standort)                                                                         | Mietshaus | Neurenaissance-Eckbau, 3. Viertel 19. Jahrhundert | D-1-62-000-3257  | weitere Bilder                                                                                |
| Karlstraße 118 (Standort)                                                                        | Mietshaus | Neurenaissance, um 1880 | D-1-62-000-3258  | Mietshaus                                                                                     |
| Karlstraße 120 (Standort)                                                                        | Mietshaus | Neurenaissance, um 1880/90 | D-1-62-000-3259  | Mietshaus                                                                                     |
| Karolinenplatz (Standort)                                                                        | Kriegerdenkmal                                                                                                | Obelisk aus Erz zum Gedenken an die Gefallenen des Russlandfeldzugs von 1812, nach Entwurf von Leo von Klenze, 1828–1833. | D-1-62-000-3283  | weitere Bilder                                                                                |
| Karolinenplatz 1 (Standort)                                                                      | Bayerische Landesbausparkasse                                                                                 | kubischer, fünfgeschossiger Putzbau mit flachem Walmdach, symmetrischer Platzfassade mit ädikulaartiger Travertinrahmung der Fenster über betontem Sockelgeschoss und Rundfenstern im obersten Geschoss, von Josef Wiedemann, 1955/56 | D-1-62-000-7925  | Bayerische Landesbausparkasse                                                                 |
| Karolinenplatz 2a (Standort)                                                                     | Anthropologische Staatssammlung                                                                               | Ursprünglich Nebengebäude des nicht erhaltenen Asbeck-Palais (siehe Nr. 3), um 1809/10 von Karl von Fischer, 1947/48 zum Teil umgebaut. (Geschütztes Kulturgut) | D-1-62-000-3277  | Anthropologische Staatssammlung                                                               |
| Karolinenplatz 3 (Standort)                                                                      | Amerika-Haus                                                                                                  | Freistehender, viergeschossiger Baublock über quadratischem Grundriss, mit trommelförmig kupferverschalter Flachkuppel über kreisförmigem Lichthof, flächige, orthogonal verputzte Fassade mit rasterartiger Durchfensterung, das Erdgeschoss mit Kelheimer Muschelkalk verkleidet, die Fenster des ersten Obergeschosses durch ädikulaartige Rahmung betont, zur Gartenseite hin niedriger Saalbau, von Karl Fischer und Franz Simm, 1955/57. | D-1-62-000-7926  | weitere Bilder                                                                                |
| Karolinenplatz 3a (Standort)                                                                     | Ehemaliges Nebengebäude des abgebrochenen Asbeck- (Lotzbeck-) Palais, später Lotzbeck-Galerie                 | 1809/10 von Karl von Fischer, lobende Erwähnung beim Fassadenpreis 2005. | D-1-62-000-3278  | Ehemaliges Nebengebäude des abgebrochenen Asbeck- (Lotzbeck-) Palais, später Lotzbeck-Galerie |
| Karolinenplatz 4 (Standort)                                                                      | Staatliche Lottoverwaltung                                                                                    | Neubau 1953/54 von Carl Kergl in Anlehnung an das ehemalige Törring-Palais Karl von Fischers von 1812. Zugehörig zwei freistehende Nebengebäude, das linke an der Brienner Straße noch klassizistisch, das rechte an der Barer Straße um 1954 erneuert. | D-1-62-000-3279  | Staatliche Lottoverwaltung                                                                    |
| Karolinenplatz 5 (Standort)                                                                      | Ehemaliges Palais, jetzt Sparkassenverband Bayern                                                             | in klassizistischen Neurenaissanceformen, 1895/96 von Ludwig Deiglmayr sen. | D-1-62-000-3280  | Ehemaliges Palais, jetzt Sparkassenverband Bayern                                             |
| Karolinenplatz 5a (Standort)                                                                     | Ehemaliges Palais Freyberg, jetzt Müllerhaus                                                                  | klassizistischer Jugendstil, 1901/02 von Helbig und Haiger als Umbau eines klassizistischen Nebengebäudes von Nr. 5; samt Vorgarten-Pfeilerzaun | D-1-62-000-3281  | weitere Bilder                                                                                |
| Karolinenplatz 6 (Standort)                                                                      | Börse München                                                                                                 | ehemaliges Wohnhaus, neubarock, mit gerundeter Ecke, 1894/95 von Ludwig Deiglmayr sen. | D-1-62-000-3282  | Börse München                                                                                 |
| Katharina-von-Bora-Straße 9 (vormals Meiserstraße 9) (Standort)                                  | Villenartiger Bau in klassizistischer Renaissance                                                             | um 1870/80 | D-1-62-000-4503  | Villenartiger Bau in klassizistischer Renaissance                                             |
| Katharina-von-Bora-Straße 10 (vormals Meiserstraße 10, vormals Arcisstraße 12 und 14) (Standort) | Haus der Kulturinstitute                                                                                      | Ehemaliger Verwaltungsbau der NSDAP, repräsentativer, neuklassizistischer Bau, 1934/37 nach Plänen von Paul Ludwig Troost; mit Sockel (Torso) des ehemaligen südlichen Ehrentempels, erbaut 1935, gesprengt 1947; Gegenstück zu Arcisstraße 12. | D-1-62-000-4504  | Haus der Kulturinstitute                                                                      |
| Katharina-von-Bora-Straße 13 (vormals Meiserstraße 13) (Standort)                                | Evangelisch-lutherischer Landeskirchenrat                                                                     | in Form eines italianisierenden Palazzo, 1928/29 von Oswald E. Bieber und Karl Stöhr | D-1-62-000-4505  | Evangelisch-lutherischer Landeskirchenrat                                                     |
| Kaulbachstraße 1 (Standort)                                                                      | Eckhaus mit Walmdach                                                                                          | klassizistisch, um 1800 | D-1-62-000-3295  | weitere Bilder                                                                                |
| Kaulbachstraße 11 (Standort)                                                                     | Mansarddachhaus                                                                                               | Barockisierend, mit Mittelrisalit, um 1900 | D-1-62-000-3296  | weitere Bilder                                                                                |
| Kaulbachstraße 13 (Standort)                                                                     | Institut Français                                                                                             | Villa im Stil eines französischen Rokoko-Palais, bezeichnet 1914, von Gebrüder Rank für Graf E. von Seyssel d'Aix; flankiert von Gittertoren; im Hof Remisen gleichen Stils; an der Rückseite Garten. | D-1-62-000-3297  | weitere Bilder                                                                                |
| Kaulbachstraße 15 (Standort)                                                                     | Kaulbach-Villa                                                                                                | erbaut für den Maler Friedrich August von Kaulbach, im Stil italienischer Renaissancevillen, 1887/89 durch Gabriel von Seidl; an der Rückseite Garten | D-1-62-000-3298  | weitere Bilder                                                                                |
| Kaulbachstraße 22/22a/24 (Standort)                                                              | Zusammenhängende Gruppe von drei Mietshäusern                                                                 | Jugendstil, mit Stuckdekor, um 1900 von Martin Dülfer; Nr. 22a bezeichnet 1900; beiderseits am Ende anschließender Torbogen. | D-1-62-000-3299  | weitere Bilder                                                                                |
| Kaulbachstraße 26a/26b (Standort)                                                                | Künstlerwohnhaus des Bildhauers Hans Defregger                                                                | 1924 von Oskar Pixis, mit Ateliertrakt, beide in Formen des reduzierten Historismus; zugehörig Garten mit Ateliergebäude des Malers Franz Defregger, Ende 19. Jahrhundert von Georg von Hauberrisser unter Verwendung einer aus Südtirol übertragenen Vertäfelung | D-1-62-000-3300  | weitere Bilder                                                                                |
| Kaulbachstraße 31a (Standort)                                                                    | Zugehöriges Gartenhaus                                                                                        | 1922 durch Ausbau eines erdgeschossigen Remisen- und Stallgebäudes in neuklassizistischen Formen entstanden; Aufstockung der Seitenflügel nachträglich; u. a. bewohnt durch den Bildhauer Bernhard Bleeker. | D-1-62-000-8076  | weitere Bilder                                                                                |
| Kaulbachstraße 34 (Standort)                                                                     | Mietshaus | Neurenaissance, Ende 19. Jahrhundert | D-1-62-000-3302  | Mietshaus                                                                                     |
| Kaulbachstraße 36 (Standort)                                                                     | Mietshaus | Neurenaissance, 1882 | D-1-62-000-3303  | weitere Bilder                                                                                |
| Kaulbachstraße 38/38a (Standort)                                                                 | Doppelmietshausblock                                                                                          | Neurenaissance, 1883 von Felix Svoboda | D-1-62-000-3304  | weitere Bilder                                                                                |
| Kaulbachstraße 41 (Standort)                                                                     | Niedriges, ländlich-vorstädtisches Haus                                                                       | um 1800; Block mit dem Eckhaus Veterinärstraße 10 | D-1-62-000-3305  | weitere Bilder                                                                                |
| Kaulbachstraße 44 (Standort)                                                                     | Mietshaus | Neurenaissance, Ende 19. Jahrhundert | D-1-62-000-3306  | weitere Bilder                                                                                |
| Kaulbachstraße 45 (Standort)                                                                     | Mietshaus | Neurenaissance, Ende 19. Jahrhundert | D-1-62-000-3307  | weitere Bilder                                                                                |
| Kaulbachstraße 46 (Standort)                                                                     | Vorstadthaus                                                                                                  | schlichte Neurenaissance, späteres 19. Jahrhundert | D-1-62-000-3308  | Vorstadthaus                                                                                  |
| Kaulbachstraße 47 (Standort)                                                                     | Hauskapelle der Redemptoristen                                                                                | rechteckiger Saalbau mit Apsis über segmentbogigem Grundriss, Sakristei, Nebenkapellen und verglaster Empore, von Friedrich F. Haindl, 1949/50 | D-1-62-000-11133 | BW                                                                                            |
| Königinstraße 5 (Standort)                                                                       | Amerikanisches Generalkonsulat                                                                                | Gruppe aus zwei frei und offen angeordneten Baukörpern, kubische Flachdachbauten in Stahlbetonskelettbauweise mit vorgehängten Fassaden, zum Teil Natursteinverkleidung: Hauptgebäude, über offener geschosshoher Betonstützenreihe dreigeschossig und Pavillonbau, erdgeschossiger teils unter das Stützengeschoss des Haupthauses geschobener Baukörper, von Sep Ruf (überarbeiteter Entwurf der Architektengruppe Skidmore, Owings & Merill, New York), 1957/58, hohe Sicherheitsumzäunung, 1985; Brandmauerverkleidung des westlichen Nachbarhauses, Betonrahmengerüst mit schwarzen Betonlochsteinen, bauzeitlich. | D-1-62-000-7928  | weitere Bilder                                                                                |
| Königinstraße 10b/12 (Standort)                                                                  | Schlangenbrunnen                                                                                              | Figur einer sich aufragenden Schlange, Bronze, von Lothar Dietz, bezeichnet 1958, in kreisrunder Brunnenschale aus Naturstein, gleichzeitig | D-1-62-000-10070 | weitere Bilder                                                                                |
| Königinstraße 11 (Standort)                                                                      | Palaisartiger Bau                                                                                             | im Kern klassizistisch, 1913/14 von Heilmann und Littmann neuklassizistisch umgebaut | D-1-62-000-3539  | weitere Bilder                                                                                |
| Königinstraße 17 (Standort)                                                                      | Ehemalige herrschaftliche Villa, jetzt LfA Förderbank BayernBayer. Landesanstalt für Aufbaufinanzierung (LfA) | stattlicher, palaisartiger Bau mit Natursteinfassade und großem Säulenbalkon, neuklassizistisch, 1907–1909 von Franz Deininger | D-1-62-000-3540  | weitere Bilder                                                                                |
| Königinstraße 22 (Standort)                                                                      | Villenartiger Bau                                                                                             | Neurenaissance, Rohbackstein, Ende 19. Jahrhundert; Block mit dem gleichartigen Nr. 24. | D-1-62-000-3541  | weitere Bilder                                                                                |
| Königinstraße 23 (Standort)                                                                      | Ehemaliges Mietshaus                                                                                          | jetzt Präsidium der Bayerischen Bereitschaftspolizei, neubarock, reich gegliedert, mit Stuckdekor, 1903/04 von Ludwig Grothe | D-1-62-000-3542  | weitere Bilder                                                                                |
| Königinstraße 24 (Standort)                                                                      | Villenartiger Bau                                                                                             | Neurenaissance, Rohbackstein, Ende 19. Jahrhundert; Block mit dem gleichartigen Nr. 22. | D-1-62-000-3543  | weitere Bilder                                                                                |
| Königinstraße 27 (Standort)                                                                      | Defregger-Haus                                                                                                | deutsche Renaissance, malerischer Rohbacksteinbau mit reichen Kalksteingliederungen, 1893/94 von Georg von Hauberrisser | D-1-62-000-3544  | weitere Bilder                                                                                |
| Königinstraße 29 (Standort)                                                                      | Villa | zweigeschossiger Walmdachbau mit Mittelrisalit mit barockisierendem Balkongeländer, vom Architektenbüro Heilmann und Littmann, 1903, 1916 und 1933 umgebaut und nach Schäden im Zweiten Weltkrieg 1946 wiederhergestellt | D-1-62-000-8712  | weitere Bilder                                                                                |
| Königinstraße 35/35a (Standort)                                                                  | Wohnhausblock                                                                                                 | Neurenaissance, mit zwei Bodenerkern, Ende 19. Jahrhundert; Nr. 35a Anfang 20. Jahrhundert nach Norden erweitert. | D-1-62-000-3546  | weitere Bilder                                                                                |
| Königinstraße 51 (Standort)                                                                      | Mietshaus | Neurenaissance, Ende 19. Jahrhundert, bei Wiederaufbau stark erneuert. | D-1-62-000-3548  | weitere Bilder                                                                                |
| Königsplatz (Standort)                                                                           | Gartenanlage                                                                                                  | Grünfläche nördlich und südlich des Platzes, nach Entwurf von Friedrich Ludwig von Sckell, nach 1823, Umgestaltung mit breiter Pflasterfläche, nach Konzept von Paul Ludwig Troost, 1934/35, Wiederbegrünung, 1987/88. | D-1-62-000-3561  | weitere Bilder                                                                                |
| Königsplatz 1/1a (Standort)                                                                      | Ehemaliges Kunst- und Industrie-Ausstellungsgebäude, jetzt Staatliche Antikensammlungen                       | Mittelrisalit mit korinthischem Säulenportikus und Freitreppe flankiert von Seitenflügeln mit Lisenengliederung, von Georg Friedrich Ziebland, 1838–1845, Reliefs nach Entwurf von Ludwig Schwanthaler, 1836–1844, Wiederaufbau nach Plänen von Johannes Ludwig, 1963–1967; vergleiche auch Ensemble Maxvorstadt II. | D-1-62-000-3558  | weitere Bilder                                                                                |
| Königsplatz 2 (Standort)                                                                         | Propyläen | Dorischer Torbau, offener Säulen-Mitteltrakt und seitliche Türme mit Durchfahrten in marmorverkleideter Ziegelbauweise mit reichem Reliefschmuck, als Denkmal für Befreiung und Wiederaufblühen Griechenlands, von Leo von Klenze, mit Reliefs nach Entwurf von Ludwig Schwanthaler, 1848–1862, Gesamtinstandsetzung nach Kriegsschäden durch Erwin Schleich, 1964–1966; vergleiche auch Ensemble Maxvorstadt II. | D-1-62-000-3559  | weitere Bilder                                                                                |
| Königsplatz 3 (Standort)                                                                         | Glyptothek | Klassizistische Vierflügelanlage mit ionischem Säulen-Portikus und Skulpturenschmuck, Ziegelmauerwerk mit teilweiser Marmorverkleidung, von Leo von Klenze, 1816–1830, am Entwurf des Skulpturenschmucks waren eine Vielzahl von Künstlern beteiligt, darunter Johann Martin Wagner, Johann Nepomuk Haller, Ludwig Schwanthaler, Joseph Ernst von Bandel, Johannes Leeb, Ernst Mayer, Ernst Rietschel und Francesco Sanguinetti, 1836–1862, nach Kriegszerstörung sukzessiver Wiederaufbau, 1945–1953; Innenkonzeption und Gestaltung des Hofraums, nach Plänen von Josef Wiedemann, 1967–1972; vergleiche auch Ensemble Maxvorstadt II. | D-1-62-000-3560  | weitere Bilder                                                                                |
| Kreittmayrstraße 18 (Standort)                                                                   | Mietshaus | viergeschossiger Putzbau in Formen der Neurenaissance, von Alois Barbist, 1893 | D-1-62-000-3630  | Mietshaus                                                                                     |
| Kreittmayrstraße 19 (Standort)                                                                   | Mietshaus | viergeschossiger Putzbau mit schlichter Fassadengestaltung in Formen der Neurenaissance, von Joseph Noll, 1896 | D-1-62-000-3631  | weitere Bilder                                                                                |
| Kreittmayrstraße 21 (Standort)                                                                   | Mietshaus | viergeschossiger Putzbau mit Erker und reichem Stuckdekor um das Portal, deutsche Renaissance, von Valentin Büchold, 1908, Beseitigung von Kriegsschäden, 1945–1949 | D-1-62-000-3632  | weitere Bilder                                                                                |
| Kreittmayrstraße 26 (Standort)                                                                   | Mietshaus mit Gastwirtschaft                                                                                  | viergeschossiger Eckbau mit zwei quadratisch aufragenden seitlichen Pavillons, Erkern und Zwerchhäusern, von Alois Barbist, 1897, Fassaden geglättet, 1960 | D-1-62-000-3633  | weitere Bilder                                                                                |
| Kreittmayrstraße 32 (Standort)                                                                   | Mietshaus | viergeschossiger Putzbau mit Erkern, in reduzierten Formen der deutschen Renaissance, von Leonhard Romeis, 1903/04 | D-1-62-000-3634  | Mietshaus                                                                                     |
| Kurfürstenstraße 4 (Standort)                                                                    | Mietshaus | Neurenaissance, um 1880/90 | D-1-62-000-3671  | Mietshaus                                                                                     |
| Kurfürstenstraße 7 (Standort)                                                                    | Mietshaus | Neubarock, mit reichem Stuckdekor, 1896/97 von Josef Schreyer; vergleiche Nordendstraße 12. | D-1-62-000-3672  | Mietshaus                                                                                     |
| Kurfürstenstraße 19 (Standort)                                                                   | Mietshaus | neubarock, mit Erker, Ende 19. Jahrhundert | D-1-62-000-3675  | Mietshaus                                                                                     |

### L
| Lage                                                                 | Objekt | Beschreibung | Akten-Nr.                | Bild |
| -------------------------------------------------------------------- | --- | --- | ------------------------ | --- |
| Lenbachplatz 2/2a (Standort)                                         | Bankgebäude, auch Börse München | freistehender, viergeschossiger Block mit gerundeten Eckrisaliten, reich gegliederte Sandsteinfassade und plastischer Dekor in neubarocken Formen, von Albert Schmidt, 1896–1898, Wiederaufbau nach Kriegszerstörung durch Jac Lehner, 1948/49 | D-1-62-000-3819          | weitere Bilder |
| Lenbachplatz 3 (Standort)                                            | Bernheimer-Haus | Geschäftshaus, fünfgeschossiger, natursteinverkleideter Skelettbau, Fassade durch drei Risalite mit Kolossalordnung gegliedert, in repräsentativen neubarocken Formen, von Friedrich von Thiersch und Martin Dülfer, 1887–1889, teilrekonstruiert, 1993; Erweiterungsbau, über Arkaden dreigeschossiger, langgestreckter Putzbau mit erhöhtem Mittelrisalit in Kolossalordnung, den reich dekorierten sogenannten Italienischen Hof einfassend, neubarocke Fassadengestaltung, von Friedrich von Thiersch, 1909/10; mit Innenausstattung, u. a. Gobelinsaal.                                                 | D-1-62-000-3820          | weitere Bilder |
| Lenbachplatz 4 (Standort)                                            | Ehemalige Bayerische Bank, jetzt Geschäftshaus                                                                                       | Repräsentativer, fünfgeschossiger Eckbau mit kolossaler Pilastergliederung, Eckachsen mit kolossalen Säulen und Segmentbogengiebeln als flacher Eckpavillon ausgebildet, Sandsteinfassaden mit reichem plastischem Dekor in neubarocken Formen, von Albert Schmidt, 1898–1901, Wiederaufbau nach Kriegsschäden, Wilhelm Linder, 1946–1951. | D-1-62-000-3821          | Ehemalige Bayerische Bank, jetzt Geschäftshaus                                                                                       |
| Lenbachplatz 5 (Standort)                                            | Fassade der ehemaligen Galerie Heinemann, jetzt Geschäftshaus                                                                        | Sechsgeschossige Gliederung als erhöhter Mittelrisalit zu den angrenzenden Eckhäusern, historisierende Formgebung mit Anklängen an den Jugendstilklassizismus, von Emanuel von Seidl, 1903–1904, Wiederherstellung der im Wesentlichen unzerstörten Fassade, nach 1945, Abriss und Neubau des Gebäudes unter Erhalt der Fassade, 1997. | D-1-62-000-3822          | Fassade der ehemaligen Galerie Heinemann, jetzt Geschäftshaus                                                                        |
| Lenbachplatz 6 (Standort)                                            | Geschäftshaus | Eckbau mit barockisierender Natursteinfassade und reichem plastischem Dekor, 1904–1905 von Emanuel von Seidl. | D-1-62-000-3823          | Geschäftshaus |
| Linprunstraße 35 (Standort)                                          | Mietshaus | Neurenaissance, mit Balkonen an den beiden Flachrisaliten, um 1890. | D-1-62-000-4013          | weitere Bilder |
| Linprunstraße 36 (Standort)                                          | Mietshaus | Neurenaissance, mit polygonalem Eckturm, um 1890 | D-1-62-000-4014          | weitere Bilder |
| Linprunstraße 51 (Standort)                                          | Mietshaus | deutsche Renaissance, mit halbrundem Eingangserker, um 1900 | D-1-62-000-4015          | weitere Bilder |
| Linprunstraße 54 (Standort)                                          | Villa | Neurenaissance, mit Eckerker, Rohbackstein, 1898 von Hans Osswald. | D-1-62-000-4016          | weitere Bilder |
| Linprunstraße 57 (Standort)                                          | Mietshaus | Eckbau mit Neurenaissance-Portal, im Kern 1895, von Max Littmann als eigenes Wohnhaus erbaut. | D-1-62-000-4017          | weitere Bilder |
| Loristraße 11 (Standort)                                             | Mietshaus | im Kern Neurenaissance, an der abgeschrägten Ecke großes Stuckrelief mit Madonna, bezeichnet 1897 | D-1-62-000-4038          | weitere Bilder |
| Loristraße 21 (Standort)                                             | Kath. Pfarrhaus von St. Benno (München)St. Benno                                                                                     | neuromanisch im Stil der Kirche, reich gegliedert, 1896–1897 von Hans Kriner | D-1-62-000-4039          | weitere Bilder |
| Loristraße 30 (Standort)                                             | Mietshaus | schlicht in deutscher Renaissance, mit Erker, um 1900 | D-1-62-000-4040          | weitere Bilder |
| Lothstraße 28 (Standort)                                             | Eckhaus | Barockisierend, mit Putzgliederung und Stuckdekor, um 1910; Einheit mit Gaiglstraße 20. | D-1-62-000-4060          | weitere Bilder |
| Lothstraße 30/32 (Standort)                                          | Wohnblock | Barockisierend, 1921–1922 von Franz Deininger | D-1-62-000-4062          | weitere Bilder |
| Lothstraße 34 (Standort)                                             | Oskar-von-Miller-Polytechnikum (Altbau)                                                                                              | Barockisierender Eckbau, 1925–1926 von Karl Meitinger | D-1-62-000-4063          | weitere Bilder |
| Ludwigstraße 1, Odeonsplatz 5 (Standort)                             | Ehemaliges Doppelwohnhaus, jetzt Teil des Finanzministeriums                                                                         | Viergeschossiges Eckhaus mit rustiziertem Erdgeschoss, Eckrustika und Gurtgesimsen, in französisch-klassizistischer Stilisierung, nach Plänen von Leo von Klenze erbaut durch Josef Höchl, 1817/18, Umbau als Bürogebäude durch Karl Stöhr, 1912, Wiederherstellung nach Kriegsschäden, nach 1945. | D-1-62-000-4093          | Ehemaliges Doppelwohnhaus, jetzt Teil des Finanzministeriums                                                                         |
| Ludwigstraße 1/3 (Standort)                                          | Ehemaliges Wohn- und Geschäftshaus, jetzt Teil des Finanzministeriums                                                                | viergeschossiger Bau mit nordseitigem Rückflügel, Fassadengestaltung klassizistisch, von Leo von Klenze, 1825/26, Umbau des Rückflügels durch Karl Stöhr, 1912, Behebung von Kriegsschäden, nach 1945 | D-1-62-000-4095          | Ehemaliges Wohn- und Geschäftshaus, jetzt Teil des Finanzministeriums                                                                |
| Ludwigstraße 2 (Standort)                                            | Ehemaliges Zentralministerium des Landes Bayern, jetzt Bayerisches Staatsministerium für Ernährung, Landwirtschaft und Forsten       | palastartiger Bau in Anpassung an das Straßenbild, Südhof mit Arkaden und Brunnen, 1938–1939 von Fritz Gablonsky | D-1-62-000-4094          | weitere Bilder |
| Ludwigstraße 3 (Standort)                                            | Ehemaliges Wohn- und Geschäftshaus, jetzt Teil des Finanzministeriums                                                                | viergeschossiger Bau mit nordseitigem Rückflügel, Fassadengestaltung klassizistisch, von Leo von Klenze, 1825/26, Umbau des Rückflügels durch Karl Stöhr, 1912, Behebung von Kriegsschäden, nach 1945 | D-1-62-000-4095          | Ehemaliges Wohn- und Geschäftshaus, jetzt Teil des Finanzministeriums                                                                |
| Ludwigstraße 5 (Standort)                                            | Ehemaliges Wohnhaus Gampenrieder | klassizistisch, 1821/22 von Leo von Klenze; jetzt Teil des Finanzministeriums | D-1-62-000-4096          | weitere Bilder |
| Ludwigstraße 6/8/10 (Standort)                                       | Haslauer-Block | zu einheitlicher Palastfront zusammengezogene Reihe klassizistischer Häuser, 1960–1968 von Erwin Schleich errichtete Rekonstruktion eines kriegszerstörten Komplexes von Leo von Klenze (1827/28) | D-1-62-000-4097          | weitere Bilder |
| Ludwigstraße 7 (Standort)                                            | Ehemaliges Wohnhaus, jetzt Büro- und Geschäftshaus                                                                                   | viergeschossiger Bau mit klassizistischer Rustikafassade, erbaut durch Rudolf Röschenauer nach Plänen von Leo von Klenze, 1823 | D-1-62-000-4098          | Ehemaliges Wohnhaus, jetzt Büro- und Geschäftshaus                                                                                   |
| Ludwigstraße 9 (Standort)                                            | Ehemaliges Wohnhaus, jetzt Teil des Bayerischen Staatsministeriums des Inneren                                                       | viergeschossiger Putzbau mit zu Attika reduziertem oberstem Geschoss und seitlichem Rückflügel, klassizistisch, erbaut von Joseph Höchl nach Plänen von Leo von Klenze, 1818/19 | D-1-62-000-4100          | Ehemaliges Wohnhaus, jetzt Teil des Bayerischen Staatsministeriums des Inneren                                                       |
| Ludwigstraße 11 (Standort)                                           | Ehemaliges Wohnhaus, jetzt Büro- und Geschäftshaus                                                                                   | klassizistisch, Entwurf 1823 von Leo von Klenze, ausgeführt 1829/30; nach Kriegszerstörung des nördlichen Nachbarhauses (Eckhaus von Klenze) und Straßenverbreiterung in gleicher Form nach Norden erweitert | D-1-62-000-4102          | weitere Bilder |
| Ludwigstraße 13, Rheinbergerstraße 2, Rheinbergerstraße 4 (Standort) | Ehemalige Landeszentralbank von Bayern, jetzt Hauptverwaltung der Deutschen Bundesbank                                               | dreigeschossiger monumentaler Vierflügelbau, teils mit zusätzlichem Attikageschoss, neuklassizistisch dem Straßenbild angepasst, nach revidierten Plänen von Heinrich Wolf begonnen, 1938–1941, von Carl Sattler vollendet, 1948–1951; mit Ausstattungsdetails des Vorgängerbaues, u. a. Schwanthaler-Reliefs von 1828/29 | D-1-62-000-4103 Wikidata | weitere Bilder |
| Ludwigstraße 14 (Standort)                                           | Ehemaliges Kriegsministerium, jetzt Staatsarchiv München                                                                             | Dreigeschossiger Mittelbau mit Arkadenhalle und zweigeschossigen Seitenflügeln, in italienischen Frührenaissanceformen, von Leo von Klenze, 1823–1830, nach schwerer Kriegszerstörung nur Außenmauern und Vestibül erhalten, Wiederaufbau als Archivgebäude durch das Landbauamt München, 1964–1967; Ostflügel, einen Ehrenhof umschließender zweigeschossiger Trakt mit Attikageschoss und Säulenportal, von Leo von Klenze, 1823–1830, weitgehende Rekonstruktion nach Kriegszerstörung, 1976/77. (Geschütztes Kulturgut)                                                                                  | D-1-62-000-4104 Wikidata | weitere Bilder |
| Ludwigstraße 15 (Standort)                                           | Ehemaliges Wohnhaus, jetzt Teil des Bayerischen Landessozialgerichts                                                                 | dreigeschossiger Eckbau mit Attikageschoss, klassizistische Fassadengestaltung, nach Fassadenplänen von Leo von Klenze erbaut durch Joseph Höchl, 1830, umgebaut zusammen mit Nr. 17 vom Landbauamt München, 1979; symmetrische palastartige Baugruppe mit Nr. 17 als betontem Mittelteil und Nr. 19 als Pendant | D-1-62-000-4105 Wikidata | weitere Bilder |
| Ludwigstraße 16 (Standort)                                           | Bayerische Staatsbibliothek | 1832–39 von Friedrich von Gärtner; Vestibül, Treppenhaus und gewölbte Säle an den Enden des Westflügels. (Geschütztes Kulturgut) | D-1-62-000-4106 Wikidata | weitere Bilder |
| Ludwigstraße 17 (Standort)                                           | Ehemaliges Wohnhaus, jetzt Teil des Bayer. Landessozialgerichts                                                                      | viergeschossiger Putzbau mit reicher klassizistischer Gestaltung, nach Fassadenplänen von Leo von Klenze erbaut durch Joseph Höchl, 1829, umgebaut zusammen mit Nr. 15 vom Landbauamt München, 1979; betonter Mittelteil der symmetrischen palastartigen Baugruppe mit Nr. 15 und 19 | D-1-62-000-4107          | weitere Bilder |
| Ludwigstraße 18, Walter-Klingenbeck-Weg 1 (Standort)                 | Rekonstruktion des Wohnhauses von Friedrich von Gärtner als Universitätsbauamt                                                       | dreigeschossiger, kubischer Walmdachbau, nach Friedrich von Gärtner und Rudolf Röschenauer (1839) in veränderter Form errichtet, 1960–1962; Pendant zu Nr. 22, Baugruppe mit diesem und der Kirche (Nr. 20) samt den verbindenden Arkaden; südlich entlang der Straße verputzte Mauer mit Durchfahrt bis Nr. 16 | D-1-62-000-4108          | weitere Bilder |
| Ludwigstraße 19 (Standort)                                           | Ehemaliges Wohnhaus, jetzt Bürogebäude                                                                                               | dreigeschossiger Eckbau mit Attikageschoss, klassizistische Fassadengestaltung, nach Fassadenplänen von Leo von Klenze erbaut durch Joseph Höchl, um 1836; Teil der symmetrischen palastartigen Baugruppe mit Nr. 17 als betontem Mittelteil und Nr. 15 als Pendant | D-1-62-000-4109          | Ehemaliges Wohnhaus, jetzt Bürogebäude                                                                                               |
| Ludwigstraße 20 (Standort)                                           | Kath. Pfarrkirche St. Ludwig | Ein Hauptwerk der romantischen Sakralbaukunst, mit zweitürmiger Fassade, 1829–1844 von Friedrich von Gärtner; mit Ausstattung; durch offene Arkaden mit den benachbarten Häusern Nr. 20 und 22 verbunden; in den Arkadengängen neue Denkmalbrunnen samt Bildnisplaketten für die Architekten Klenze und Gärtner (1964). | D-1-62-000-4110          | weitere Bilder |
| Ludwigstraße 21, Theresienstraße 4 (Standort)                        | Ehemalige Bayerische Versicherungsbank, jetzt Bürogebäude                                                                            | viergeschossiges Vierflügelanlage in Ecklage mit rustizierter Fassade und Attikageschoss, neuklassizistisch, erbaut von Jakob Heilmann und Max Littmann, 1910/11, Fassadenpreisträger 2004; Erweiterungsbau, vergleiche Theresienstraße 2/4/6 | D-1-62-000-4111          | weitere Bilder |
| Ludwigstraße 22 (Standort)                                           | Pfarrhaus der Ludwigskirche | dreigeschossiger, kubischer Walmdachbau, von Friedrich von Gärtner, 1829–1844; Pendant zu Nr. 18, Baugruppe mit diesem und der Kirche (Nr. 20) samt den verbindenden Arkaden; nördlich entlang der Straße verputzte Mauer mit Tordurchfahrt bis Professor-Huber-Platz 1 | D-1-62-000-4112          | weitere Bilder |
| Ludwigstraße 23 (Standort)                                           | Ehemaliges Damenstift, jetzt Bayerischer Verwaltungsgerichtshof                                                                      | Langgestreckter dreigeschossiger Putzbau mit erhöhten Mittel- und Seitenpavillons, im nüchternen Rundbogenstil, von Friedrich von Gärtner, 1835–1839, Wiederherstellung nach Kriegsbeschädigung durch das Landbauamt München, 1953; ehemaliges Wohnhaus, jetzt Bürogebäude, nördlich im Hof freistehender, dreigeschossiger, kubischer Walmdachbau, klassizistisch, erbaut von Franz Gießl, 1823/24. | D-1-62-000-4113          | weitere Bilder |
| Ludwigstraße 24, Professor-Huber-Platz 1 (Standort)                  | Herzogliches Georgianum (Priesterseminar)                                                                                            | Komplex aus dreigeschossigem Zweiflügelbau und erhöhtem Kopfbau, von Friedrich von Gärtner, 1835–1840, Wiederaufbau, 1948/49; südlich anschließende Mauer bis Ludwigstraße 22, vergleiche dort. | D-1-62-000-5610          | weitere Bilder |
| Ludwigstraße 25 (Standort)                                           | Ehemaliges Blindeninstitut, jetzt Institute der Ludwig-Maximilians-Universität MünchenLudwig-Maximilians-Universität                 | 1833–35 von Friedrich von Gärtner; Inneres und Mittelteil der Rückseite 1967–1969. | D-1-62-000-4114          | weitere Bilder |
| Ludwigstraße 27 (Standort)                                           | Ehemaliges Bergwerks- und Salinen-Administration, jetzt Teil der Ludwig-Maximilians-Universität                                      | dreigeschossiger, langgestreckter Eckbau mit farbiger, Terrakotta verblendeter Fassade, ein Hauptwerk von Friedrich von Gärtner, 1838–1843, Wiederaufbau 1949–1959; anschließend Mauer an der Schellingstraße, gleichzeitig | D-1-62-000-4115          | Ehemaliges Bergwerks- und Salinen-Administration, jetzt Teil der Ludwig-Maximilians-Universität                                      |
| Ludwigstraße 28 (Standort)                                           | Ehemaliges Haus des deutschen Rechts, jetzt Institut der Ludwig-Maximilians-Universität                                              | Komplex bestehend aus langgestrecktem dreigeschossigem Walmdachbau und zweigeschossigem, zurückliegendem Verbindungsbau zum ehemaligen Max-Joseph-Stift Professor-Huber-Platz Nr. 2, im Stil der Ludwigstraße angepasst, von Oswald Eduard Bieber, 1936–1939; Einfriedung, im Hof nordseitig Sichtbacksteinmauer mit Stichbogennischen, um 1840. | D-1-62-000-4116          | weitere Bilder |
| Ludwigstraße 28, Professor-Huber-Platz 2 (Standort)                  | Ehemaliges Max-Joseph-Stift, jetzt zur Ludwig-Maximilians-Universität gehörig                                                        | Komplex aus dreigeschossigem Zweiflügelbau und erhöhtem kubischem Kopfbau, von Friedrich von Gärtner, 1837–1840, nach Kriegszerstörung durch das Universitätsbauamt verändert wiederaufgebaut, 1961; nördlich Verbindungsbau mit Ludwigstraße 28, vergleiche dort. | D-1-62-000-5611          | Ehemaliges Max-Joseph-Stift, jetzt zur Ludwig-Maximilians-Universität gehörig                                                        |
| Ludwigstraße 29 (Standort)                                           | Ehemaliges Mietshaus, jetzt Institut der Ludwig-Maximilians-Universität                                                              | fünfgeschossiger Eckbau mit flachem Mittelrisalit und breitem Balkon über Säulen, aufwändige Fassadengestaltung in Formen der Neurenaissance, erbaut von Ludwig Herrmann, um 1889; Gruppe mit Nr. 31 und 33 und Akademiestraße 1, 3 und 5 | D-1-62-000-4117          | weitere Bilder |
| Ludwigstraße 31 (Standort)                                           | Ehemaliges Mietshaus, jetzt Institute der Ludwig-Maximilians-Universität MünchenLudwig-Maximilians-Universität                       | Neurenaissance, um 1881; Mittelteil der Baugruppe mit Nr. 29 und 33. | D-1-62-000-4118          | weitere Bilder |
| Ludwigstraße 33 (Standort)                                           | Ehemaliges Mietshaus, jetzt Institut der Ludwig-Maximilians-Universität                                                              | fünfgeschossiger Eckbau mit flachem Mittelrisalit und breitem Balkon über Pfeilern, aufwändige Fassadengestaltung in Formen der Neurenaissance, von Franz Weideneder, 1877/78Gruppe mit Nr. 29 und 31, gestalterische Einheit mit Akademiestraße 1 | D-1-62-000-4119          | weitere Bilder |
| Luisenstraße 7 (Standort)                                            | Ehemalige Höhere Töchterschule, jetzt Städtisches Luisengymnasium MünchenStädtisches Luisen-Gymnasium                                | in frei abgewandelten Formen der deutschen Renaissance, 1900–1901 von Theodor Fischer; vergleiche Nr. 9 | D-1-62-000-4131          | weitere Bilder |
| Luisenstraße 7 (Standort)                                            | Ehemalige Gewerbeschule, jetzt Berufsschule für Bau- und Kunsthandwerker/Berufsbildungszentrum                                       | Rückgebäude von Nr. 7, 1899–1900 von Theodor Fischer | D-1-62-000-4132          | Ehemalige Gewerbeschule, jetzt Berufsschule für Bau- und Kunsthandwerker/Berufsbildungszentrum                                       |
| Luisenstraße 9/11 (Standort)                                         | Ehemalige Gewerbeschule für Bau- und Kunsthandwerker, jetzt Berufsbildungszentrum für Bau- und Gestaltung                            | fünfgeschossiger Flachdachbau mit Arkadengang und zurückgesetztem Dachgeschoss sowie Werkstattbau mit halbrundem Treppenturm, gerasterte Fassaden mit Fensterelementen oder Glasbausteinen gefüllt, von Herbert Landauer, 1952–1961 | D-1-62-000-8313          | Ehemalige Gewerbeschule für Bau- und Kunsthandwerker, jetzt Berufsbildungszentrum für Bau- und Gestaltung                            |
| Luisenstraße 22 (Standort)                                           | Ehemaliges Wohnhaus des Dichters Paul Heyse                                                                                          | villenartiger Neurenaissancebau in Garten, 1872–1874 von Gottfried von Neureuther; nach Kriegsschäden zum Teil vereinfacht | D-1-62-000-4133          | weitere Bilder |
| Luisenstraße 29; Brienner Straße 37 (Standort)                       | Ehemalige Städtische Kaufmannsschule und Berufsschule für Mädchen, jetzt Städt. Berufsschule                                         | Moderner Schulkomplex aus rechtwinklig angeordneten und höhengestaffelten Stahlbetonskelett-Bauten, fünfgeschossiger, langgestreckter Hauptbau in Nord-Süd-Richtung mit nach Osten vorgelagerten niedrigeren Pavillons, Rasterfassaden, Westfassade mit Sonnenschutzlamellen aus Sichtbeton, Natursteinverkleidung, in städtebaulich bedeutsamer Ecklage von Luisen-/ Brienner Straße; mit nordwestlicher Begrenzung der Anlage durch Rasterbau an der Brienner Straße 37; mit Ausstattung; von der Architektengemeinschaft Fred Angerer, Rudolf Hlawaczek und Frank Lucas, 1958–1960.                       | D-1-62-000-8055          | Ehemalige Städtische Kaufmannsschule und Berufsschule für Mädchen, jetzt Städt. Berufsschule                                         |
| Luisenstraße 33 (Standort)                                           | Ehemalige Villa und Atelier des Malers Franz von Lenbach, jetzt Städtische Galerie im Lenbachhaus                                    | Dreiflügelanlage bestehend aus dreigeschossigem kubischen Mittelteil mit flachem Zeltdach und Belvedere sowie zweigeschossigem Atelierbau, Neurenaissance, von Gabriel von Seidl, 1887–1891, Erweiterungsbauten, 1. Viertel 20. Jahrhundert (siehe Richard-Wagner-Straße 2), Nordflügel, zweigeschossiger Galeriebau, von Hans Grässel und Heinrich Volbehr, 1927–1928, Erweiterungsbauten im Südwesten, von Heinrich Volbehr und Rudolf Thönessen, 1969–1972; zugehörig Vorgarten mit Brunnen und Plastiken samt Gartenmauer und Pergola in der Südostecke; vergleiche auch Ensemble Richard-Wagner-Straße. | D-1-62-000-4134          | weitere Bilder |
| Luisenstraße 37a (Standort)                                          | Ehemaliges Institut für Technische Physik der Technischen Universität, jetzt Musiklabor der Hochschule für Musik und Theater München | kubischer Baukörper, Stahlbetonskelettbau, mit gelbem Ziegelmauerwerk und Aluminium-Glas-Elementen ausgefacht, 1959 von Josef Wiedemann und Franz Hart; hinter der aufgeglasten östlichen Stirnwand großräumige Eingangshalle; von der Gabelsbergerstraße zurückgesetzt, freistehend | D-1-62-000-7862          | Ehemaliges Institut für Technische Physik der Technischen Universität, jetzt Musiklabor der Hochschule für Musik und Theater München |
| Luisenstraße 49 (Standort)                                           | Mietshaus | Neurenaissance, mit zwei Erkern und Giebelaufsatz, Ende 19. Jahrhundert | D-1-62-000-4135          | weitere Bilder |

### M
| Lage                                          | Objekt                                                                                  | Beschreibung | Akten-Nr.        | Bild                                                                                    |
| --------------------------------------------- | --------------------------------------------------------------------------------------- | --- | ---------------- | --------------------------------------------------------------------------------------- |
| Maillingerstraße 9 (Standort)                 | Mietshaus                                                                               | Neurenaissance, Rohbackstein mit Putzgliederungen, um 1890 | D-1-62-000-4154  | weitere Bilder                                                                          |
| Marsplatz (Standort)                          | Senefelder-Denkmal                                                                      | Auf modernem Sockel Bronzebüste, 1877 von Julius Zumbusch; in Platzmitte. | D-1-62-000-4343  | weitere Bilder                                                                          |
| Marsplatz 1 (Standort)                        | Wittelsbacher-Gymnasium                                                                 | historisierender Gruppenbau mit Dachreiter, 1906–1907 von Carl Voit | D-1-62-000-4342  | Wittelsbacher-Gymnasium                                                                 |
| Marsplatz 10 (Standort)                       | Ehemaliges Militärgebäude, jetzt Dienststelle des Landesamts für Finanzen               | dreigeschossiger Satteldachbau mit mehrfarbigen Sichtbacksteinfassaden und reicher Sandsteingliederung in Formen der Neurenaissance, von Gustav von Schacky, um 1890 | D-1-62-000-4155  | Ehemaliges Militärgebäude, jetzt Dienststelle des Landesamts für Finanzen               |
| Marsplatz 10 / Maillingerstraße 15 (Standort) | Teil des ehemaligen Marstallkasernements, jetzt Teil des Bayerischen Landeskriminalamts | dreigeschossiger, symmetrischer Dreiflügelbau in historisierenden Formen mit fünf Relieffiguren, um 1910; Gedenktafel der schweren Artillerie an der Betoneinfriedung des flachen Vorhofs, von Karl Hocheder d. J., 1922 | D-1-62-000-4157  | Teil des ehemaligen Marstallkasernements, jetzt Teil des Bayerischen Landeskriminalamts |
| Marsstraße 26 (Standort)                      | Malerisches Mietshaus                                                                   | Neubarock, mit reichem Stuckdekor, bezeichnet 1899, von Gabriel von Seidl im Anschluss an sein ehemaliges Wohnhaus (Nr. 28, zerstört) erbaut; vergleiche Seidlstraße 18. | D-1-62-000-4344  | weitere Bilder                                                                          |
| Marsstraße 31 (Standort)                      | Funkhaus, Studiobau des Bayerischen Rundfunks                                           | drei Rundfunksäle und sogenanntes Palisanderfoyer, federnd gelagerte Räume, eingehängt in zwei unabhängige Tragkonstruktionen, umgeben von Bürozone mit vorgehängter Natursteinverkleidung, nach architektonisch-gestalterischem Entwurf von Josef Wiedemann, Werner und Anneliese Eichberg sowie Otto Roth und für die akustische Planung von Walter Kuhl und Willi Struve, 1958–63; Natursteinmosaikboden im Foyer und Verbindungsbau, von Robert Lippl, gleichzeitig | D-1-62-000-9942  | BW                                                                                      |
| Marsstraße 46 (Standort)                      | Burgfriedenssäule aus Tuff                                                              | spätgotischer Typus, wohl erst 1652 aufgestellt bzw. überarbeitet | D-1-62-000-4346  | weitere Bilder                                                                          |
| Maßmannstraße 2 (Standort)                    | Mietshaus                                                                               | Neubarock, mit Erker, 1900 von Oscar Strelin; aufgestockt; einheitlicher Block mit Nr. 4 und 6. | D-1-62-000-4365  | Mietshaus                                                                               |
| Maßmannstraße 4 (Standort)                    | Mietshaus                                                                               | Neubarock, mit Erkern, Stuckdekor und großer Immaculatafigur, 1900 von Oscar Strelin; aufgestockt; Mittelteil eines einheitlichen Blocks mit Nr. 2 und 6. | D-1-62-000-4366  | Mietshaus                                                                               |
| Maßmannstraße 6 (Standort)                    | Mietshaus                                                                               | Neubarock, mit Erkern, 1900 von Oscar Strelin; aufgestockt; einheitlicher Block mit Nr. 2 und 4. | D-1-62-000-4367  | Mietshaus                                                                               |
| Maximiliansplatz 8 (Standort)                 | Ehemaliges Haus für Handel und Gewerbe und Börse                                        | jetzt Industrie- und Handelskammer, dreiseitig freistehender, reich gestalteter Bau in frei historisierenden Formen mit polychromer Fassade, 1899–1901 von Friedrich Thiersch; erhaltene Innenräume, u. a.: Treppe mit Relief von Ignatius Taschner, Haupttreppe, vertäfelter Sitzungssaal; bildet einen Block mit Max-Joseph-Straße 2 | D-1-62-000-4420  | weitere Bilder                                                                          |
| Maximiliansplatz 8/9 (Standort)               | Nornenbrunnen                                                                           | über drei Bodenbecken stehende Figuren eine Schale haltend, aus Muschelkalk, östlich von Maximiliansplatz 8, von Hubert Netzer, 1907, vom Karlsplatz versetzt, 1964; Pfalz-Gedenkstein, Granit Kubus mit Reliefs und Inschrift am Rande der Eschenanlage östlich von Maximiliansplatz 8, von Bernhard Bleeker, 1924, vom Odeonsplatz versetzt, 1934 | D-1-62-000-3825  | weitere Bilder                                                                          |
| Max-Joseph-Straße 2 (Standort)                | Ehemaliges Wohn- und Geschäftshaus A. S. Drey                                           | jetzt Industrie- und Handelskammer, dreiseitig freistehender historisierender Bau, 1911–1912 von Gabriel von Seidl; mit reichem plastischem Dekor (Terrakottafriese von Franz Naager, Figuren von Heinrich Düll und Georg Pezold); bildet mit Maximiliansplatz 8 (siehe dort) einen Block | D-1-62-000-4474  | weitere Bilder                                                                          |
| Max-Joseph-Straße 7/7a (Standort)             | Büro- und Wohngebäude                                                                   | ehemaliges Palais der Fürsten zu Oettingen-Spielberg, um 1830, nach Kriegszerstörung wiederauf- und umgebaut zu fünfgeschossigem Gebäude mit Walmdach, von Hans von Peschke, 1950–53, Überarbeitung der Fassade in klassizierenden Formen mit Rundreliefs, Gesimsband in Naturstein, verzierten Metallfensterbrüstungen mit Palmettenmotivik sowie Aufstockung um Attikageschoss, von Fritz Borst, 1965–67; Brunnen und Skulptur, reliefierte Bronzebrunnenschale mit Muschelfüßen und zentralem Pilzsprudler, bezeichnet, von Franz Mikorey, Guss Hans Mayr, 1968; einachsiger Wagen mit Darstellung eines stehenden Jungens und sitzenden Mädchens, Bronze auf rechteckigem Bronzesockel, von Giacomo Manzù, beide den Haupteingang flankierend, auf gestuftem Natursteinpodest mit Plattenmosaik | D-1-62-000-10684 | BW                                                                                      |
| Max-Joseph-Straße 9 (Standort)                | Ehemaliges Palais Schrenck-Notzing, jetzt Bayerischer Bauernverband                     | 1904–06 von Gabriel von Seidl in italienischen Neurenaissanceformen, mit plastischem Dekor von Anton Pruska; innen Vestibül und Treppe erhalten; Vorgartenzaun. | D-1-62-000-4475  | weitere Bilder                                                                          |

### N
| Lage                                                    | Objekt                                              | Beschreibung | Akten-Nr.        | Bild                                                |
| ------------------------------------------------------- | --------------------------------------------------- | --- | ---------------- | --------------------------------------------------- |
| Neureutherstraße 14 (Standort)                          | Mietshaus                                           | Neurenaissance, reich gegliedert, um 1890 | D-1-62-000-4720  | weitere Bilder                                      |
| Neureutherstraße 21 (Standort)                          | Mietshaus                                           | Neurenaissance, 1895 von Julius Volk | D-1-62-000-4721  | Mietshaus                                           |
| Neureutherstraße 22 (Standort)                          | Mietshaus                                           | Neubarock, mit zwei Erkern und reichem Stuckdekor, um 1900. | D-1-62-000-4722  | Mietshaus                                           |
| Neureutherstraße 23 (Standort)                          | Mietshaus                                           | Neurenaissance, mit Stuckdekor, um 1890 | D-1-62-000-4723  | Mietshaus                                           |
| Neureutherstraße 24 (Standort)                          | Mietshaus                                           | deutsche Renaissance, mit Erker und Stuckdekor, 1901 von Philipp Avril | D-1-62-000-4724  | weitere Bilder                                      |
| Neureutherstraße 25 (Standort)                          | Mietshaus                                           | Neurenaissance, Ende 19. Jahrhundert | D-1-62-000-4725  | weitere Bilder                                      |
| Neureutherstraße 26 (Standort)                          | Mietshaus                                           | deutsche Renaissance, mit Stuckdekor am Erker, um 1900 | D-1-62-000-4726  | weitere Bilder                                      |
| Neureutherstraße 27 (Standort)                          | Mietshaus                                           | Neurenaissance, um 1900 | D-1-62-000-4727  | weitere Bilder                                      |
| Neureutherstraße 28 (Standort)                          | Mietshaus                                           | Neurenaissance, 1897 | D-1-62-000-4728  | Mietshaus                                           |
| Neureutherstraße 29 (Standort)                          | Mietshaus                                           | Neurenaissance-Eckbau, um 1890/1900; zum Teil vereinfacht. | D-1-62-000-4729  | Mietshaus                                           |
| Neureutherstraße 31/33/35/37 (Standort)                 | Wohnanlage                                          | Viergeschossige Mansarddachbauten als einheitlich gestaltete Gebäudegruppe, die mittigen Treppenhäuser durch Pilaster und Zwerchhäuser betont, Eingänge und Dekor in expressionistischen Stilformen, unter Verwendung von Sichtziegelmauerwerk, Nr. 31 mit spitzbogigem Ladeneinbau, von Heinrich Hüther, 1925–1927; in städtebaulicher Ecklage mit Isabellastraße 1, vergleiche dort. | D-1-62-000-7846  | weitere Bilder                                      |
| Neureutherstraße 39 (Standort)                          | Mietshaus mit Gastwirtschaft                        | historisierend, Tektur 1904 von Ludwig Dinglreiter, mit geschwungenem Ziergiebel über mittigem Flacherker; Gruppe mit Tengstraße 4 | D-1-62-000-7817  | weitere Bilder                                      |
| Nordendstraße 12 (Standort)                             | Mietshaus                                           | Neubarock, mit reichem Stuckdekor, um 1896; vergleiche Kurfürstenstraße 7. | D-1-62-000-4803  | Mietshaus                                           |
| Nordendstraße 15 (Standort)                             | Mietshaus                                           | neubarockes Erkerhaus, mit Putzdekor, um 1890 | D-1-62-000-4804  | Mietshaus                                           |
| Nymphenburger Straße 2 (Standort)                       | Löwenbräukeller                                     | malerischer Neurenaissance-Gruppenbau (zum Teil erneuert) mit vorgelegter Terrasse im Süden; Hauptteil (mit Saal) 1883 von Albert Schmidt; Erweiterungsbau nach Südosten mit Eckturm und neubarocker Pfeilervorhalle 1893–1894 von Friedrich Thiersch; auf der Vorhalle Steinlöwe von Wilhelm von Rümann; mit historischen Kelleranlagen seit 1820                                     | D-1-62-000-4818  | weitere Bilder                                      |
| Nymphenburger Straße 2 (Standort)                       | Bronzelöwe                                          | Bezeichnet mit Ernst Pfeifer 1911; seit dem Bau der Nymphenburger Höfe steht der Bronzelöwe in der Ecke des Biergartens der Löwenbrauerei | D-1-62-000-4818  | Bronzelöwe                                          |
| Nymphenburger Straße 3a (Standort)                      | Ehemalige Brunnenplastik "Daniel in der Löwengrube" | in Bronzeguss, von Klaus Backmund, 1972; Wasserbecken und Granitsockel entfernt, ursprünglich in der Löwengrube 18 aufgestellt | D-1-62-000-11233 | Ehemalige Brunnenplastik "Daniel in der Löwengrube" |
| Nymphenburger Straße 19 (Standort)                      | Mietshaus                                           | neuklassizistischer Jugendstil, 1912–1913 von Heilmann und Littmann, Fassadenpreisträger 2005 | D-1-62-000-4820  | Mietshaus                                           |
| Nymphenburger Straße 32/34 (Standort)                   | Mietshaus                                           | Neubarock, reich gegliedert, mit Stuck, 1901 von Anton Hatzl; mit Vorgartengitter. | D-1-62-000-4821  | Mietshaus                                           |
| Nymphenburger Straße 36 (Standort)                      | Mietshaus                                           | deutsche Renaissance, um 1900; vereinfacht; Gruppe mit Nr. 38 | D-1-62-000-4822  | Mietshaus                                           |
| Nymphenburger Straße 38 (Standort)                      | Mietshaus                                           | deutsche Renaissance, um 1902 von Oskar Dietrich und Martin Heinrich Voigt; Gruppe mit Nr. 36 | D-1-62-000-4823  | Mietshaus                                           |
| Nymphenburger Straße 39 (östliches Gebäude) (Standort)  | Villa                                               | freistehender, zweigeschossiger Putzbau mit seitlichen Risaliten und flachem Pyramiddach, Neurenaissance, 2. Hälfte 19. Jahrhundert; Einfriedung, Eisengitterzaun, bauzeitlich | D-1-62-000-4824  | Villa                                               |
| Nymphenburger Straße 39 (westliches Gebäude) (Standort) | Mietshaus                                           | freistehender viergeschossiger Putzbau mit seitlichen flachen Risaliten und Mansardwalmdach, Neurenaissance, von Heinrich Lehmpuhl, 1881 | D-1-62-000-4825  | Mietshaus                                           |
| Nymphenburger Straße 43 (Standort)                      | Wohnhaus                                            | 1891 von Hans Hartl in historistischen Formen, nach Kriegsbeschädigungen vereinfacht; 1893–1909 als Klinik Wirkungsstätte des Augenarztes Karl Theodor Herzog in Bayern, aus dieser Zeit die Kapellenausstattung. | D-1-62-000-4826  | Wohnhaus                                            |
| Nymphenburger Straße 45 (Standort)                      | Villa                                               | Neurenaissance, 1883 von Hermann Berthold; zeitweilig Standesamt IV. | D-1-62-000-4827  | Villa                                               |

### O
| Lage                        | Objekt                                | Beschreibung | Akten-Nr.       | Bild                                  |
| --------------------------- | ------------------------------------- | --- | --------------- | ------------------------------------- |
| Odeonsplatz (Standort)      | Reiterstandbild Ludwigs I.            | Bronzestatue auf gemauertem Natursteinsockel, von Max von Widnmann, 1862 (Guss: Ferdinand von Miller). | D-1-62-000-4934 | weitere Bilder                        |
| Odeonsplatz 1/2 (Standort)  | Miets- und Geschäftshaus              | ehemaliges Doppelwohnhaus, jetzt Miets- und Geschäftshaus, über Arkaden dreigeschossiger, symmetrisch gestalteter Block mit Walmdach und klassizistischer Fassadengestaltung, von Leo von Klenze, 1828/29, nach Kriegsschäden wiederaufgebaut, 1951/52, Nr. 2 war Fassadenpreisträger 2005                                                                                                | D-1-62-000-4926 | weitere Bilder                        |
| Odeonsplatz 3 (Standort)    | Innenministerium                      | ehemaliges Odeon, dreiseitig freistehender, dreigeschossiger Putzbau mit klassizistisch gestalteten Fassaden, von Leo von Klenze, 1826–1828, nach starker Kriegszerstörung Wiederaufbau, von Josef Wiedemann, 1951/52; Pendant zu Nr. 4 | D-1-62-000-4928 | weitere Bilder                        |
| Odeonsplatz 4 (Standort)    | Finanzministerium                     | ehemaliges Palais Leuchtenberg, dreiseitig freistehender, dreigeschossiger Putzbau mit Säulenbalkon aus Kalkstein und klassizistisch gestalteten Fassaden, nach Plänen von Leo von Klenze, 1817–1821, Neubau als Stahlbetonskelettkonstruktion mit rekonstruierten Fassaden und unter Einbezug des originalen Säulenbalkons, von Franz Simm und Hans Heid, 1963–1966; Gegenstück zu Nr. 3 | D-1-62-000-4929 | weitere Bilder                        |
| Ottostraße (Standort)       | Denkmal für Franz Xaver Gabelsberger  | Bronze-Sitzbild, 1890 von Syrius Eberle; auf platzartiger Erweiterung am Südwestende der Straße. | D-1-62-000-5084 | weitere Bilder                        |
| Ottostraße 4/6/8 (Standort) | Erweiterungsbau des Bernheimer-Hauses | stuckierte Neubarockfassade, 1909–1910 von Friedrich von Thiersch; mit Innenräumen, u. a. Gobelinsaal | D-1-62-000-3820 | Erweiterungsbau des Bernheimer-Hauses |
| Ottostraße 10 (Standort)    | Bayerische Notarkasse                 | repräsentatives Verwaltungs-, Geschäfts- und Wohngebäude, dreiteiliger, sechs- bis achtgeschossiger Baukomplex in städtebaulich wichtiger Ecklage, Stahlbetonskelettbau mit Werksteinverkleidung (Marchinger Kalkstein), 1951 nach Plänen von Emil Freymuth; Hauptblock hervorgehoben durch Balkone und auf zarten Stützen vorkragendes Flachdach; Fassadenrelief von L. R. Lippl         | D-1-62-000-7916 | Bayerische Notarkasse                 |
| Ottostraße 17 (Standort)    | Freistehender kubischer Bau           | im Kern klassizistisch, 1812–1813 von Karl Klumpp, 1889 in klassischen Renaissanceformen umgestaltet | D-1-62-000-5083 | Freistehender kubischer Bau           |

### P
| Lage                                                       | Objekt                                                                               | Beschreibung | Akten-Nr.       | Bild                                                                                 |
| ---------------------------------------------------------- | ------------------------------------------------------------------------------------ | --- | --------------- | ------------------------------------------------------------------------------------ |
| Pappenheimstraße 3 (Standort)                              | Doppelerkermietshaus                                                                 | Neurenaissance, um 1890 | D-1-62-000-5095 | Doppelerkermietshaus                                                                 |
| Pappenheimstraße 6 (Standort)                              | Mietshaus                                                                            | Neurenaissance, Ende 19. Jahrhundert | D-1-62-000-5096 | weitere Bilder                                                                       |
| Pappenheimstraße 8 (Standort)                              | Mietshaus                                                                            | Neurenaissance, Ende 19. Jahrhundert | D-1-62-000-5097 | weitere Bilder                                                                       |
| Pappenheimstraße 10 (Standort)                             | Mietshaus                                                                            | Neurenaissance, Ende 19. Jahrhundert; Gruppe mit Nr. 12 und Blutenburgstraße 2 | D-1-62-000-5098 | Mietshaus                                                                            |
| Pappenheimstraße 11 (Standort)                             | Mietshaus                                                                            | Neurenaissance, Ende 19. Jahrhundert | D-1-62-000-5099 | Mietshaus                                                                            |
| Pappenheimstraße 12 (Standort)                             | Mietshaus                                                                            | Neurenaissance-Eckbau, Ende 19. Jahrhundert; Gruppe mit Nr. 10 und Blutenburgstraße 2 | D-1-62-000-814  | Mietshaus                                                                            |
| Pappenheimstraße 13 (Standort)                             | Mietshaus                                                                            | Neurenaissance, Ende 19. Jahrhundert | D-1-62-000-5101 | Mietshaus                                                                            |
| Pappenheimstraße 14 (Standort)                             | Ehemalige Bayerische Kriegsakademie                                                  | reich gegliederter Neurenaissance-Risalitbau, 1889–1890 von Gustav Freiherr von Schacky, 1949 als Städtisches Krankenhaus umgebaut | D-1-62-000-5102 | weitere Bilder                                                                       |
| Pranckhstraße 2 (Standort)                                 | Städtisches Berufliches Schulzentrum Alois Senefelder                                | Altbau (Südflügel an der Tillystraße), barockisierend, 1904–1906 von Robert Rehlen, nach Kriegsschäden umgebaut 1949–1952 von Hermann Leitenstorfer, Komplex mit Deroystraße 1; vergleiche Marsplatz, Senefelder-Denkmal.                                                                                  | D-1-62-000-5481 | Städtisches Berufliches Schulzentrum Alois Senefelder                                |
| Prielmayerstraße 5 (Standort)                              | Neues Justizgebäude                                                                  | heute Oberlandesgericht und Bayerischer Verfassungsgerichtshof, Rohbacksteinbau in spätgotischen bis Renaissanceformen, mit in Resten erhaltener Bemalung, 1903–1905 von Friedrich von Thiersch | D-1-62-000-5534 | weitere Bilder                                                                       |
| Prielmayerstraße 7 (Standort)                              | Teil des Justizpalastes                                                              | siehe unter Elisenstraße 1a | D-1-62-000-1491 | Teil des Justizpalastes                                                              |
| Prinz-Ludwig-Straße 7 (Standort)                           | Mietshaus                                                                            | Neubarock, mit Erkern und reichem Stuckdekor, um 1900 | D-1-62-000-5556 | weitere Bilder                                                                       |
| Prinz-Ludwig-Straße 9 (Standort)                           | Mietshaus                                                                            | Neubarock, mit reichem Stuckdekor, um 1900 | D-1-62-000-5557 | weitere Bilder                                                                       |
| Prinz-Ludwig-Straße 11; Barer Straße 24 (Standort)         | Ehemaliges Verwaltungsgebäude des Bayerischen Gemeinde-Unfall-Versicherungsverbandes | u-förmige Anlage, fünfgeschossiger Betonbau mit weitüberstehendem Dach, mit zurückversetztem Geschoss mit Walmdach, Rasterfassade mit Betonpfeilern und figürlichen Zierformen, von Franz Berberich, 1954/55; Unterstand, erdgeschossig mit sechs Tonnendächern und segmentbogigen Kragarmen, gleichzeitig | D-1-62-000-8636 | Ehemaliges Verwaltungsgebäude des Bayerischen Gemeinde-Unfall-Versicherungsverbandes |
| Professor-Huber-Platz; Geschwister-Scholl-Platz (Standort) | Universitätsbrunnen                                                                  | monumentale Doppelschalenbrunnen aus Eisen gegossen, Becken aus Hauzenberger Granit, von Friedrich von Gärtner 1840–1844 | D-1-62-000-2150 | weitere Bilder                                                                       |

### R
| Lage                                            | Objekt                                                   | Beschreibung | Akten-Nr.       | Bild           |
| ----------------------------------------------- | -------------------------------------------------------- | --- | --------------- | -------------- |
| Rambergstraße 5 (Standort)                      | Mietshaus                                                | Neurenaissance, reich gegliedert mit zwei Erkern und Stuckdekor, 1892–1894 von Joseph Mayer, Fassade von Hans Thaler. | D-1-62-000-5654 | weitere Bilder |
| Rambergstraße 8 (Standort)                      | Mietshaus                                                | Neurenaissance, mit Eckerker, 1897 von Eugen Behles | D-1-62-000-5655 | Mietshaus      |
| Richard-Wagner-Straße 5 (Standort)              | Mietshaus                                                | in Mischformen aus Spätgotik und deutscher Renaissance, mit Reliefdekor, 1900 von Leonhard Romeis | D-1-62-000-5779 | weitere Bilder |
| Richard-Wagner-Straße 7 (Standort)              | Wohnhaus                                                 | in spätgotischen Formen, 1900–1903 von Leonhard Romeis für Joseph Schülein errichtet | D-1-62-000-5780 | weitere Bilder |
| Richard-Wagner-Straße 9 (Standort)              | Mietshaus                                                | Neurenaissance, mit reichem Dekor im Jugendstil, 1900–1903 von Leonhard Romeis. | D-1-62-000-5781 | weitere Bilder |
| Richard-Wagner-Straße 10 (Standort)             | Bayerische Staatssammlung für Paläontologie und Geologie | Mit dem Paläontologischen Museum, ehemals Teil der Kunstgewerbeschule, und Neubarockbau, mit von Arkaden umgebenem Lichthof, 1899–1902 von Leonhard Romeis; an der Südseite plastischer Schmuck, Freitreppe und Vorgarten mit Pfeilerzaun. (Geschütztes Kulturgut) | D-1-62-000-5782 | weitere Bilder |
| Richard-Wagner-Straße 11 (Standort)             | Mietshaus                                                | deutsche Renaissance, mit Relief am Erker, 1900–1903 von Leonhard Romeis | D-1-62-000-5783 | weitere Bilder |
| Richard-Wagner-Straße 13 (Standort)             | Mietshaus                                                | in italienischen Renaissanceformen, 1905–1906 von Fritz Seidlmair | D-1-62-000-5784 | weitere Bilder |
| Richard-Wagner-Straße 15 (Standort)             | Mietshaus                                                | 1903/04 von August Zeh, mit ehemals reicher Fassadengestaltung, 1959 modernisiert, 1997/98 in Anlehnung an Originalfassade neugestaltet; mit Ausstattung. | D-1-62-000-7884 | weitere Bilder |
| Richard-Wagner-Straße 17 (Standort)             | Mietshaus                                                | klassizisierender Jugendstil, 1910–1911 von Franz Rank | D-1-62-000-5785 | weitere Bilder |
| Richard-Wagner-Straße 18 (Standort)             | Mietshaus                                                | Neurenaissance-Eckbau, 1900 von Leonhard Romeis | D-1-62-000-5786 | weitere Bilder |
| Richard-Wagner-Straße 19 (Standort)             | Privatklinik Dr. Haas                                    | viergeschossiger Jugendstilbau mit rustizierendem Erdgeschoss und darüber einem von zwei Dreiseiterkern eingespannten Längsbalkon, von Max Neumann, 1910/11, Fassade vereinfacht                                                                                   | D-1-62-000-5787 | weitere Bilder |
| Richard-Wagner-Straße 21; vormals 27 (Standort) | Mietshaus                                                | neubarocker Eckbau, um 1900 | D-1-62-000-5788 | weitere Bilder |
| Rottmannstraße 17 (Standort)                    | Mietshaus                                                | malerisch, in romantisch abgewandelten Renaissanceformen, mit Atelier und Giebel, um 1860/70 | D-1-62-000-5968 | Mietshaus      |
| Rottmannstraße 24 (Standort)                    | Mietshaus                                                | spätklassizistischer Eckbau, um 1850/60 | D-1-62-000-5969 | Mietshaus      |
| Rottmannstraße 26 (Standort)                    | Mietshaus                                                | Spätklassizistisch, um 1850/60 | D-1-62-000-5970 | Mietshaus      |
| Rundfunkplatz 1 (Standort)                      | Funkhaus München                                         | Altbau, Block mit betonter Vertikalgliederung, 1928–1929 von Richard Riemerschmid; 1945–1946 nach Kriegsschäden verändert wiederhergestellt, 1977–1979 umgebaut und aufgestockt.                                                                                   | D-1-62-000-6027 | weitere Bilder |

### S
| Lage                                               | Objekt                                                             | Beschreibung | Akten-Nr.        | Bild                                                         |
| -------------------------------------------------- | ------------------------------------------------------------------ | --- | ---------------- | ------------------------------------------------------------ |
| Sandstraße 35 (Standort)                           | Mietshaus                                                          | Neurenaissance, Rohbackstein mit reicher Putzgliederung und Erker, 1888/89 von Josef Simon. | D-1-62-000-6051  | Mietshaus                                                    |
| Schackstraße 2 (Standort)                          | Eckhaus                                                            | neubarock, reich gegliedert und stuckiert, mit polygonalem Risalit an der Leopoldstraße und plastischem Dekor, 1896/97 von Leonhard Romeis | D-1-62-000-6116  | weitere Bilder                                               |
| Schackstraße 4 (Standort)                          | Mietshaus                                                          | Neubarock, reich gegliedert und stuckiert, 1895–1896 von Leonhard Romeis. | D-1-62-000-6118  | Mietshaus                                                    |
| Schackstraße 6 (Standort)                          | Neubarocker Vorgartenzaun                                          | Entwurf von Leonhard Romeis, 1897 | D-1-62-000-6119  | Neubarocker Vorgartenzaun                                    |
| Schellingstraße 5 (Standort)                       | Mietshaus                                                          | 1856/60 für den Offizier Friedrich Weiß errichtet, mit vereinfachter spätklassizistischer Fassade, hofseitiger Flügel 1895; 1896–1898 Wohnung von Franz Stuck; Baugruppe mit Nr. 7 und 9. | D-1-62-000-7850  | weitere Bilder                                               |
| Schellingstraße 7 (Standort)                       | Mietshaus                                                          | Spätklassizistisch, wohl 1853 errichtet; Fassade vereinfacht; Baugruppe mit Nr. 5 und 9. | D-1-62-000-7851  | weitere Bilder                                               |
| Schellingstraße 9 (Standort)                       | Mietshaus                                                          | in Ecklage zur Amalienstraße, 1853 für den Schreinermeister Johann Sauermann errichtet, Fassade im Rundbogenstil (vereinfacht), in der Nachfolge Friedrich von Gärtners; 1893 Ladeneinbau an der Amalienstraße; 1925 Gaststätteneinbau; Baugruppe mit Nr. 5 und 7                                                                                | D-1-62-000-7852  | weitere Bilder                                               |
| Schellingstraße 17 (Standort)                      | Mietshaus                                                          | Spätklassizistisch, um 1850/60 | D-1-62-000-6135  | weitere Bilder                                               |
| Schellingstraße 19 (Standort)                      | Mietshaus                                                          | spätbiedermeierlich, 1853 von Max Kuppelmayr | D-1-62-000-6136  | weitere Bilder                                               |
| Schellingstraße 21 (Standort)                      | Mietshaus                                                          | reich stuckierte Fassade mit Louis-Seize-Dekor auf älterem Bau, 1894–1895 von Martin Dülfer | D-1-62-000-6137  | weitere Bilder                                               |
| Schellingstraße 23 (Standort)                      | Mietshaus                                                          | im Kern 1844 von Max Kuppelmayr, umgebaut 1896 von Martin Dülfer, reich stuckierte Jugendstilfassade mit neuklassizistischen Anklängen | D-1-62-000-6138  | Mietshaus                                                    |
| Schellingstraße 25 (Standort)                      | Schaufensteranlage einer ehemaligen Bäckerei                       | Rahmen aus Holz in Formen der Neurenaissance, 1889 | D-1-62-000-10004 | Schaufensteranlage einer ehemaligen Bäckerei                 |
| Schellingstraße 26 (Standort)                      | Mietshaus                                                          | mit Doppelerkerfront und sehr reichem Jugendstil-Stuckdekor, 1897–1900 von Martin Dülfer | D-1-62-000-6139  | weitere Bilder                                               |
| Schellingstraße 28a (Standort)                     | Ehemalige öffentliche Bedürfnisanstalt                             | kleiner pavillonartiger Neubarockbau, 1901 von Adolf Schwiening und Hartwig Eggers in städtebaulich wichtiger Ecklage errichtet; 1950 nach Osten erweitert | D-1-62-000-7853  | Ehemalige öffentliche Bedürfnisanstalt                       |
| Schellingstraße 32 (Standort)                      | Mietshaus                                                          | neuklassizistisch mit ionischen Kolossalpilastern und Stuckdekor, um 1910/20 | D-1-62-000-6140  | Mietshaus                                                    |
| Schellingstraße 44 (Standort)                      | Aenaniahaus                                                        | ehemaliges Verbindungshaus, in barockisierenden Formen, 1912 von den Gebrüdern Rank; Rückgebäude zu Schellingstraße 44 | D-1-62-000-6141  | weitere Bilder                                               |
| Schellingstraße 47 (Standort)                      | Hauskapelle für den katholischen Mädchenschutzverein e. V.         | eingeschossiger, flach gedeckter Bau mit weitem Dachüberstand auf hufeisenförmigem Grundriss, aufgeglaste Westwand und Fensterband unterhalb der Decke, Umgang mit Natursteinplatten, von Sep Ruf unter Mitarbeit von Erich Leukert, 1953/54; über Vordach mit dem Wohnheim verbunden; mit Ausstattung                                           | D-1-62-000-8500  | Hauskapelle für den katholischen Mädchenschutzverein e. V.   |
| Schellingstraße 54 (Standort)                      | Schelling-Salon                                                    | fünfgeschossiger neubarocker Eckbau mit reich stuckierter Fassade und abgeschrägter, von polygonalem Erkerturm eingefasster Ecke, von Johann und Lorenz Grübel, 1897–1899; vergleiche Barerstraße 43 | D-1-62-000-6142  | weitere Bilder                                               |
| Schellingstraße 58 (Standort)                      | Mietshaus                                                          | Neurenaissance-Erkerfassade, reich gegliedert, 1887 von Martin Wintergerst. | D-1-62-000-6143  | Mietshaus                                                    |
| Schellingstraße 60 (Standort)                      | Mietshaus                                                          | Neurenaissance, 1887 von Martin Wintergerst. | D-1-62-000-6144  | Mietshaus                                                    |
| Schellingstraße 62 (Standort)                      | Mietshaus mit Osteria Italiana                                     | viergeschossiger Neurenaissance-Eckbau mit Stuckfassade, polygonalem Eckerkerturm und Zwerchhaus, von Johann Lihm, 1889/90 | D-1-62-000-8060  | weitere Bilder                                               |
| Schellingstraße 122 (Standort)                     | Mietshaus                                                          | Neurenaissance-Eckbau, 1889–1890 von Heinrich Hilgert | D-1-62-000-6145  | Mietshaus                                                    |
| Schellingstraße 123 (Standort)                     | Mietshaus                                                          | viergeschossiger Mansarddachbau mit gering vortretenden seitlichen Risaliten an der Fassade, 1883, Putzgliederungen in jüngerer Zeit ergänzt | D-1-62-000-11081 | Mietshaus                                                    |
| Schellingstraße 124 (Standort)                     | Mietshaus                                                          | Neurenaissance, 1890 von Michael Reifenstuel | D-1-62-000-6146  | Mietshaus                                                    |
| Schellingstraße 133 (Standort)                     | Mietshaus                                                          | Neurenaissance, um 1880; Gegenstück zu Nr. 135 | D-1-62-000-6147  | Mietshaus                                                    |
| Schellingstraße 135 (Standort)                     | Mietshaus                                                          | Neurenaissance, um 1880; Gegenstück zu Nr. 133 | D-1-62-000-6148  | Mietshaus                                                    |
| Schleißheimer Straße 2 (Standort)                  | Eckbau einer im Kern noch spätklassizistischen Rondellgruppe       | um 1875 von Max Steinmetz; vergleiche Stiglmaierplatz 2 und Brienner Straße 56 | D-1-62-000-6179  | Eckbau einer im Kern noch spätklassizistischen Rondellgruppe |
| Schleißheimer Straße 5 (Standort)                  | Mietshaus                                                          | Neurenaissance, Ende 19. Jahrhundert | D-1-62-000-6180  | weitere Bilder                                               |
| Schleißheimer Straße 9 (Standort)                  | Mietshaus                                                          | reich gegliedert in klassizistischer Neurenaissance, um 1870; gleichartig wie Nr. 11 | D-1-62-000-6182  | weitere Bilder                                               |
| Schleißheimer Straße 11 (Standort)                 | Mietshaus                                                          | reich gegliedert in klassizistischer Neurenaissance, um 1870; gleichartig wie Nr. 9 | D-1-62-000-6183  | weitere Bilder                                               |
| Schleißheimer Straße 13 (Standort)                 | Mietshaus                                                          | in klassizistischer Tradition, um 1860/70 | D-1-62-000-6184  | weitere Bilder                                               |
| Schleißheimer Straße 18 (Standort)                 | Mietshaus                                                          | Neubarock, mit Flacherker, um 1900 | D-1-62-000-6185  | weitere Bilder                                               |
| Schleißheimer Straße 21 (Standort)                 | Mietshaus                                                          | Neurenaissance, 1887 wohl von Karl Schmidt | D-1-62-000-6186  | weitere Bilder                                               |
| Schleißheimer Straße 23 (Standort)                 | Mietshaus                                                          | Neurenaissance, um 1888 von Maurermeister Anton Lottermann | D-1-62-000-6187  | Mietshaus                                                    |
| Schleißheimer Straße 25 (Standort)                 | Mietshaus                                                          | reich gegliederte Neurenaissancefassade französischen Charakters, prächtig stuckierte Durchfahrt mit Karyatiden, Treppe, 1879–1880 für Bauunternehmer Josef Brandl, wohl nach eigenem Plan. Am Rückgebäude reiche Bauplastik | D-1-62-000-6188  | weitere Bilder                                               |
| Schleißheimer Straße 28 (Standort)                 | Mietshaus                                                          | Neurenaissance in klassizistischer Tradition, um 1870 | D-1-62-000-6189  | Mietshaus                                                    |
| Schleißheimer Straße 29 (Standort)                 | Mietshaus                                                          | deutsche Renaissance, mit Runderker an der Ecke, 1877 von Lorenz Gedon; zum Teil verändert | D-1-62-000-6190  | Mietshaus                                                    |
| Schleißheimer Straße 32 (Standort)                 | Mietshaus                                                          | Neurenaissance, 1889 von Ferdinand Hönig | D-1-62-000-6191  | Mietshaus                                                    |
| Schleißheimer Straße 43 (Standort)                 | Mietshaus                                                          | Neubarock, mit zwei Erkern, 1898 von Fritz Hessemer; Giebel verändert. | D-1-62-000-6192  | weitere Bilder                                               |
| Schleißheimer Straße 48 (Standort)                 | Mietshaus                                                          | Neurenaissance, 1880 von Nikolaus Debold | D-1-62-000-6193  | weitere Bilder                                               |
| Schleißheimer Straße 59 (Standort)                 | Mietshaus                                                          | Neurenaissance, mit übergiebeltem Eckrisalit, um 1890 | D-1-62-000-6194  | weitere Bilder                                               |
| Schleißheimer Straße 60 (Standort)                 | Mietshaus                                                          | Louis-XVI-Jugendstil, um 1900 | D-1-62-000-6195  | weitere Bilder                                               |
| Schleißheimer Straße 62 (Standort)                 | Mietshaus                                                          | Neurenaissance, um 1890 | D-1-62-000-6196  | weitere Bilder                                               |
| Schleißheimer Straße 65 (Standort)                 | Mietshaus                                                          | Neubarock, mit Lisenen und Stuckdekor, um 1890 | D-1-62-000-6197  | weitere Bilder                                               |
| Schleißheimer Straße 68 (Standort)                 | Mietshaus                                                          | Neurenaissance, 1886 | D-1-62-000-6198  | Mietshaus                                                    |
| Schleißheimer Straße 73 (Standort)                 | Mietshaus                                                          | im Kern Neurenaissance, mit Erker, bezeichnet 1898, erneuert 1950 | D-1-62-000-6199  | weitere Bilder                                               |
| Schleißheimer Straße 74 (Standort)                 | Mietshaus                                                          | Neurenaissance, bezeichnet 1885; Gruppe mit Eckhaus Heßstraße 71. | D-1-62-000-6200  | weitere Bilder                                               |
| Schleißheimer Straße 92 (Standort)                 | Mietshaus                                                          | schlichte Neurenaissance, mit Eckrisaliten, Ende 19. Jahrhundert | D-1-62-000-6204  | weitere Bilder                                               |
| Schleißheimer Straße 104 (Standort)                | Mietshaus                                                          | Neubarock, mit Pilastergliederung, 1898 von Georg Müller; Gruppe mit Nr. 106. | D-1-62-000-6205  | weitere Bilder                                               |
| Schleißheimer Straße 106 (Standort)                | Mietshaus                                                          | neubarocker Eckbau, reich gegliedert, mit Pilastern und Balkongittern, 1898 von Georg Müller; Gruppe mit Nr. 104 | D-1-62-000-6206  | weitere Bilder                                               |
| Schönfeldstraße 3 (Standort)                       | Säulenportal des ehemaligen Kriegsministeriums, jetzt Staatsarchiv | 1823–26/30 von Leo von Klenze; sonst Wiederaufbau mit Teilrekonstruktion nach Kriegszerstörung. | D-1-62-000-6284  | weitere Bilder                                               |
| Schönfeldstraße 16 (Standort)                      | Privatklinik Josephinum                                            | Barockisierender Jugendstil, 1902–1903 von Heilmann und Littmann. | D-1-62-000-6285  | weitere Bilder                                               |
| Schönfeldstraße 17 (Standort)                      | Mietshaus                                                          | deutsche Renaissance mit Stuckdekor, um 1900 | D-1-62-000-6286  | Mietshaus                                                    |
| Schönfeldstraße 22 (Standort)                      | Eckbau                                                             | Neurenaissance, 1889; mit Südflügel an der Hahnenstraße, erbaut 1926 von Paul Böhmer für das Corps Arminia. | D-1-62-000-6287  | Eckbau                                                       |
| Schönfeldstraße 24 (Standort)                      | Mietshaus                                                          | spätklassizistischer Eckbau mit Satteldach, Mitte 19. Jahrhundert | D-1-62-000-6288  | Mietshaus                                                    |
| Schönfeldstraße 28 (Standort)                      | Mietshaus                                                          | klassizistisch, mit reichem Stuckdekor in den Bogenfeldern der Fenster, 2. Viertel 19. Jahrhundert, wohl von Rudolf Röschenauer | D-1-62-000-6289  | Mietshaus                                                    |
| Schraudolphstraße 14 (Standort)                    | Mietshaus                                                          | Neurenaissance-Eckbau, 1884 von Josef Wintergerst, 1914 zum Teil vereinfacht. | D-1-62-000-6306  | Mietshaus                                                    |
| Schraudolphstraße 17; Adalbertstraße 55 (Standort) | Miets- und Atelierhaus                                             | viergeschossiger achsensymmetrischer Walmdachbau mit seitlichen Zwerchgiebeln über Risaliten mit Standerkern und ehemalige Neurenaissancegliederung, von Johann Widmann, 1895, Fassaden in jüngerer Zeit vereinfacht | D-1-62-000-11064 | BW                                                           |
| Schraudolphstraße 30 (Standort)                    | Mietshaus                                                          | Neurenaissance, reich gegliedert, bezeichnet 1889 | D-1-62-000-6307  | Mietshaus                                                    |
| Schwindstraße 4 (Standort)                         | Mietshaus                                                          | Neurenaissance, reich gegliedert, um 1890 | D-1-62-000-6393  | Mietshaus                                                    |
| Schwindstraße 13 (Standort)                        | Mietshaus                                                          | Neurenaissance, reich gegliedert, wohl 1884 von Ferdinand Hönig | D-1-62-000-6394  | Mietshaus                                                    |
| Schwindstraße 23; Zentnerstraße 2 (Standort)       | Grundschule                                                        | Sichtziegelbau mit viergeschossigem Flügel an der Zentnerstraße mit straßenseitigem Glaserker und hofseitigen Putzfeldern an den Brüstungen, über Zwischenbau verbundenen, dreigeschossigem Hofflügel und über gedeckten Gang erschlossener Turnhalle, vom Stadtbauamt Hochbau III, mit künstlerischer Gestaltung von Günther Graßmann, 1956–59. | D-1-62-000-9836  | Grundschule                                                  |
| Schwindstraße 28 (Standort)                        | Mietshaus                                                          | später Jugendstil, mit zwei Erkern, um 1910 | D-1-62-000-6395  | Mietshaus                                                    |
| Seidlstraße 7 (Standort)                           | Standortkommandantur                                               | Bildet mit Nr. 9 und 11 einen langgestreckten, reich gegliederten neubarocken Risalitbau; laut Inschrift am Balkongitter des Figurenportals erbaut 1901 von Emanuel von Seidl. | D-1-62-000-6461  | Standortkommandantur                                         |
| Seidlstraße 9/11 (Standort)                        | Autobahndirektion                                                  | Bildet mit Nr. 7 einen langgestreckten, reich gegliederten neubarocken Risalitbau, um 1901 von Emanuel von Seidl. | D-1-62-000-6461  | Autobahndirektion                                            |
| Seidlstraße 18 (Standort)                          | Seidl-Schlösschen                                                  | malerischer, mit Plastiken und Reliefs gezierter Bau, erbaut Anfang der 1890er Jahre von Gabriel von Seidl als eigenes Bürohaus im Hof des (zerstörten) eigenen Wohnhauses; vergleiche Marsstraße 26 | D-1-62-000-6462  | weitere Bilder                                               |
| Seidlstraße 25 (Standort)                          | Mayer’sche Hofkunstanstalt                                         | Barockisierender Bau mit reichem plastischem Schmuck am Erker, 1922 von Theodor Fischer. | D-1-62-000-6463  | weitere Bilder                                               |
| Sophienstraße 5 (Standort)                         | Eckhaus                                                            | in Frühformen des Maximilianstils, 1847 von Matthias Berger, ausgeführt von Maurermeister Fr. Xaver Kobinger; zum Teil vereinfacht | D-1-62-000-6585  | Eckhaus                                                      |
| Sophienstraße 6 (Standort)                         | Ehemaliges Oberfinanzpräsidium, jetzt Oberfinanzdirektion          | in klassizisierendem Monumentalstil, 1938–1942 (bezeichnet) von Franz Stadler; mit Arkadenhalle als Durchgang zum östlichen Hof und mit Festsaal; mit Katharina-von-Bora-Straße 2 | D-1-62-000-6586  | weitere Bilder                                               |
| Sophienstraße 7/7a/15 (Standort)                   | Alter Botanischer Garten                                           | angelegt 1808–1814 von Friedrich Ludwig von Sckell, 1935–1937 Umgestaltung zu städtischem Park. Im Nordteil stand 1854–1931 der Glaspalast, an der Stelle jetzt Park-Café und Ausstellungspavillon; siehe Sophienstraße 7 und 7a | D-1-62-000-217   | weitere Bilder                                               |
| Sophienstraße 7 (Standort)                         | Parkcafé und Restaurant                                            | 1935–37 von Oswald E. Bieber; städtebaulicher Abschluss der Katharina-von-Bora-Straße. | D-1-62-000-6588  | Parkcafé und Restaurant                                      |
| Sophienstraße 7a (Standort)                        | Kunstausstellungspavillon im Alten Botanischen Garten              | 1935–37 von Oswald E. Bieber | D-1-62-000-6589  | weitere Bilder                                               |
| Steinheilstraße 1 (Standort)                       | Mietshaus                                                          | spätklassizistische Fassade, reich gegliedert, mit zwei Flachrisaliten und geschnitzter Tür, 3. Viertel 19. Jahrhundert | D-1-62-000-6621  | Mietshaus                                                    |
| Steinheilstraße 12 (Standort)                      | Mietshaus                                                          | spätklassizistisches Eckhaus, 3. Viertel 19. Jahrhundert | D-1-62-000-6622  | Mietshaus                                                    |
| Steinheilstraße 20 (Standort)                      | Cafe                                                               | sogenanntes Cafe Jasmin, komplette zeittypische Innenausstattung der über Eck liegenden und ineinander übergehenden erdgeschossigen Gasträume, nach Plänen des Dekorationsgeschäftes Eugen Heiden München, 1955 | D-1-62-000-8050  | weitere Bilder                                               |
| Stiglmaierplatz 2 (Standort)                       | Risalitartig erhöhter Mittelbau                                    | einer im Kern noch spätklassizistischen Rondellgruppe, 1873–1876 von Max Steinmetz; vergleiche Brienner Straße 56 und Schleißheimer Straße 2 | D-1-62-000-6705  | Risalitartig erhöhter Mittelbau                              |

### T
| Lage                                | Objekt                                                                                               | Beschreibung | Akten-Nr.       | Bild                                                                                                 |
| ----------------------------------- | --- | --- | --------------- | --- |
| Tengstraße 1 (Standort)             | Mietshaus                                                                                            | Neurenaissance, um 1890/1900 | D-1-62-000-6797 | Mietshaus                                                                                            |
| Tengstraße 4 (Standort)             | Mietshaus                                                                                            | Eckbau in deutscher Renaissance, mit zwei Erkern, 1903 von August Brüchle, Tektur 1904 von Ludwig Dinglreiter. | D-1-62-000-6798 | Mietshaus                                                                                            |
| Tengstraße 6 (Standort)             | Mietshaus                                                                                            | Jugendstil-Eckbau, mit drei Erkern, Madonnenrelief und Stuckdekor, 1903 von Georg Völkl. | D-1-62-000-6799 | weitere Bilder                                                                                       |
| Tengstraße 11 (Standort)            | Mietshaus                                                                                            | Barockisierender Jugendstil, reich stuckiert, bezeichnet 1907. | D-1-62-000-6800 | Mietshaus                                                                                            |
| Tengstraße 15 (Standort)            | Mietshaus                                                                                            | Jugendstil, mit zwei Erkern, 1907 wohl von Baumeister Ernst Mayrhofer. | D-1-62-000-6802 | Mietshaus                                                                                            |
| Theresienstraße (Standort)          | Ohm-Denkmal                                                                                          | Marmorsitzbild, 1895 von Wilhelm von Rümann im Vorhof des Neubaus der Technischen Universität vor Nr. 90. | D-1-62-000-6870 | Ohm-Denkmal                                                                                          |
| Theresienstraße 4/8 (Standort)      | Erweiterungsbau der Bayerischen Versicherungsbank                                                    | 1937–38 von Heinrich Bergthold, dem Altbau (siehe Ludwigstraße 21) angepasst. | D-1-62-000-6861 | Erweiterungsbau der Bayerischen Versicherungsbank                                                    |
| Theresienstraße 14 (Standort)       | Mietshaus                                                                                            | klassizistisch im Klenze-Stil, um 1828; Gruppe mit Nr. 16 | D-1-62-000-6862 | Mietshaus                                                                                            |
| Theresienstraße 15 (Standort)       | Mietshaus                                                                                            | mit Gurtgesimsen und Stichbogen-Verdachungen, um 1850/60 | D-1-62-000-6863 | Mietshaus                                                                                            |
| Theresienstraße 16 (Standort)       | Mietshaus                                                                                            | klassizistisch, um 1828; Erdgeschoss 1891 umgebaut, sonst gleich Nr. 14 | D-1-62-000-6864 | Mietshaus                                                                                            |
| Theresienstraße 33 (Standort)       | | schlicht spätklassizistisch, mit Gurtgesimsen, Mitte 19. Jahrhundert | D-1-62-000-6865 | |
| Theresienstraße 40 (Standort)       | Wohn- und Geschäftshaus                                                                              | Neubarock, mit reichem Stuckdekor und Eisenbalkon, 1899–1900 von Ludwig Herrmann. | D-1-62-000-6866 | Wohn- und Geschäftshaus                                                                              |
| Theresienstraße 46/48 (Standort)    | Wohnhochhaus                                                                                         | Achtgeschossig, mit zurückgesetzter Südfassade und Ladenzone, Stahlbeton (Schottenbauweise), 1950–1952 von Sep Ruf, Flachdachüberstand auf Metallstützen in Blockhöhe, durchgehende Balkonzonen und raumhohe Fensterelemente; mit Garagen. | D-1-62-000-6867 | Wohnhochhaus                                                                                         |
| Theresienstraße 68 (Standort)       | Mietshaus                                                                                            | Neurenaissancefassade, mit Terrakotta-Platten verkleidet, um 1860/70, 1885 um zwei Geschosse erhöht; vergleiche Nr. 72. | D-1-62-000-6868 | Mietshaus                                                                                            |
| Theresienstraße 72 (Standort)       | Mietshaus                                                                                            | Neurenaissance-Eckbau, mit Terrakotta-Platten verkleidet, um 1860/70; vergleiche Nr. 68. | D-1-62-000-6869 | Mietshaus                                                                                            |
| Theresienstraße 73 (Standort)       | Mietshaus                                                                                            | klassizistische Neurenaissance, reich gegliedert, um 1870/80 | D-1-62-000-6871 | Mietshaus                                                                                            |
| Theresienstraße 90; (N2) (Standort) | Institut für Hochspannungs- und Anlagentechnik der Technischen Universität, sogenanntes Hochvolthaus | Institutsgebäude, kubischer Gebäudeblock aus Hochspannungshalle im südlichen und Institutsräumen im nördlichen Teil, Experimentierhalle mit geschlossener Sichtmauerwerksfläche zur Theresienstraße, an der Ost- und Westseite sägezahnförmig angeordnete Sichtmauerwerksscheiben mit senkrechten Fensterschlitzen und freistehenden Treppentürmen, Institutsräume in Stahlbetonskelettbauweise mit Sichtmauerwerksausfachungen, aus Sicherheitsgründen durch Kiesgraben von der Straße abgesetzt, von Werner Eichberg und Franz Hart, 1957–1963. | D-1-62-000-7881 | Institut für Hochspannungs- und Anlagentechnik der Technischen Universität, sogenanntes Hochvolthaus |
| Theresienstraße 90; (N3) (Standort) | Institut für Elektrotechnik der Technischen Universität                                              | Sechsgeschossiger, kubischer Flachdachbau mit zurückgesetztem Dachgeschoss und gelber Klinkerausmauerung zwischen sichtbaren Betonfertigteilen, von Gustav Hassenpflug, 1959–1964; westlich angebaut langgestreckte Flachdach-Machinenhalle mit fensterloser Rasterfassade und Klinkerverkleidung im Sockelbereich. | D-1-62-000-7882 | Institut für Elektrotechnik der Technischen Universität                                              |
| Theresienstraße 93 (Standort)       | Mietshaus                                                                                            | stattlicher Eckbau in deutscher Renaissance, mit plastischem Dekor an den Erkern, bezeichnet 1897; an der Kreuzung zur Schleißheimer und Maßmannstraße | D-1-62-000-6872 | Mietshaus                                                                                            |
| Theresienstraße 154 (Standort)      | Vorstadthaus                                                                                         | spätklassizistisch, mit Konsolgesims, Mitte 19. Jahrhundert | D-1-62-000-6873 | Vorstadthaus                                                                                         |
| Theresienstraße 158 (Standort)      | Mietshaus                                                                                            | viergeschossiger neubarocker Mansarddachbau mit lisenengegliederten Stuckfassade, von Friedrich Adam, 1892; im Erdgeschoss seit 1904 Friseursalon („Salon Charlotte“), mit historischer Ausstattung von ca. 1910 bis ca. 1960 | D-1-62-000-6874 | Mietshaus                                                                                            |
| Thorwaldsenstraße 12 (Standort)     | Dreigeschossiger Neurenaissancebau                                                                   | Rohbackstein mit Hausteingliederungen, Säulenbalkon (darunter antikisierendes Relief) und Rückterrasse, 1884 von Max Littmann für Jakob Heilmann. | D-1-62-000-6918 | Dreigeschossiger Neurenaissancebau                                                                   |
| Tillystraße 3 (Standort)            | Teil des Paketzustellamtes                                                                           | siehe Arnulfstraße 62 | D-1-62-000-409  | Teil des Paketzustellamtes                                                                           |
| Türkenstraße 4 (Standort)           | Palais Dürckheim, später Preußische Gesandtschaft                                                    | Freistehender, kubischer Bau in italianisierender Neurenaissance, Fassade in verschiedenfarbigem Backstein mit Sandsteingliederungen und Reliefs, 1843–1844 von Franz Jakob Kreuter. | D-1-62-000-6995 | weitere Bilder                                                                                       |
| Türkenstraße 17 (Standort)          | Ehemalige Türkenkaserne                                                                              | 1823–26 von Friedrich von La Roche; erhalten nur ein Rest des Mittelrisalits, mit dem einstigen Hauptportal, einer neubarocken Gedenktafel des Kgl. bayerischen Infanterie-Leibregiments darüber und viersäuligem Vestibül. | D-1-62-000-6996 | weitere Bilder                                                                                       |
| Türkenstraße 23 (Standort)          | Mietshaus                                                                                            | Bewegte Neubarockfassade, mit Erker, um 1900 | D-1-62-000-6997 | Mietshaus                                                                                            |
| Türkenstraße 30 (Standort)          | Mietshaus                                                                                            | in weißen und roten Ziegeln, reich gegliedert mit Lisenen, Rundbogenfenstern und Terrakottaornamenten, um 1845 wohl nach Entwurf von Franz Jakob Kreuter; vergleiche Nr. 4 | D-1-62-000-6998 | Mietshaus                                                                                            |
| Türkenstraße 33 (Standort)          | Mietshaus                                                                                            | Spätklassizistisch, mit genutetem Erdgeschoss, Mitte 19. Jahrhundert | D-1-62-000-6999 | Mietshaus                                                                                            |
| Türkenstraße 34 (Standort)          | Mietshaus                                                                                            | schlicht spätklassizistisch, mit Gurtgesimsen, 1842 von Maurermeister Karl Deiglmayr | D-1-62-000-7000 | Mietshaus                                                                                            |
| Türkenstraße 35 (Standort)          | Mietshaus                                                                                            | Neubarock, Ende 19. Jahrhundert | D-1-62-000-7001 | Mietshaus                                                                                            |
| Türkenstraße 37 (Standort)          | Mietshaus                                                                                            | Neurenaissance, 1880 | D-1-62-000-7002 | Mietshaus                                                                                            |
| Türkenstraße 43 (Standort)          | Mietshaus                                                                                            | Neurenaissance, mit Erker, Ende 19. Jahrhundert | D-1-62-000-7003 | Mietshaus                                                                                            |
| Türkenstraße 45 (Standort)          | Mietshaus                                                                                            | Neurenaissance, Ende 19. Jahrhundert | D-1-62-000-7004 | Mietshaus                                                                                            |
| Türkenstraße 47 (Standort)          | Mietshaus                                                                                            | Neurenaissance, mit Stuckdekor, Ende 19. Jahrhundert | D-1-62-000-7005 | Mietshaus                                                                                            |
| Türkenstraße 54 (Standort)          | Mietshaus                                                                                            | Neubarock, mit Erker, Ende 19. Jahrhundert | D-1-62-000-7007 | Mietshaus                                                                                            |
| Türkenstraße 55 (Standort)          | Mietshaus                                                                                            | Neubarock, mit reichem Stuckdekor, bezeichnet 1881 | D-1-62-000-7008 | Mietshaus                                                                                            |
| Türkenstraße 57 (Standort)          | Alter Simpl                                                                                          | Seit 1903 Künstlerlokal Simplizissimus, Neubarockbau mit Stuckdekor, 1894. | D-1-62-000-7009 | Alter Simpl                                                                                          |
| Türkenstraße 59 (Standort)          | Mietshaus                                                                                            | Neurenaissance, um 1870/80 | D-1-62-000-7010 | Mietshaus                                                                                            |
| Türkenstraße 60 (Standort)          | Mietshaus                                                                                            | Neubarock, mit Erker, Ende 19. Jahrhundert | D-1-62-000-7011 | Mietshaus                                                                                            |
| Türkenstraße 61 (Standort)          | Vorderes und Hinteres Rückgebäude                                                                    | Wohnhaus, viergeschossig vorderes Rückgebäude mit neubarocker Fassadengestaltung, von Josef Stock, 1900/01. | D-1-62-000-8442 | Vorderes und Hinteres Rückgebäude                                                                    |
| Türkenstraße 63 (Standort)          | Mietshaus                                                                                            | Neubarock, mit flächiger Gliederung, um 1900 | D-1-62-000-7012 | Mietshaus                                                                                            |
| Türkenstraße 68 (Standort)          | Volksschule                                                                                          | Nordflügel neubarock, 1900–1901 von Hermann Frauenholz; 1951 Hauptbau von 1871 stark erneuert. | D-1-62-000-7013 | Volksschule                                                                                          |
| Türkenstraße 71 (Standort)          | Mietshaus                                                                                            | stattlicher, breitgelagerter Eckbau, neubarock mit reicher Gliederung und Stuckdekor, um 1890/1900 | D-1-62-000-7014 | Mietshaus                                                                                            |
| Türkenstraße 72 (Standort)          | Mietshaus                                                                                            | in spätklassizistischer Tradition, reich gegliedert, um 1870; in sackgassenartiger Erweiterung | D-1-62-000-7015 | Mietshaus                                                                                            |
| Türkenstraße 76 (Standort)          | Mietshaus                                                                                            | Jugendstil, mit zwei Erkern und sehr reichem Stuckdekor, 1901 von Liebergesell und Feodor Lehmann. | D-1-62-000-7016 | Mietshaus                                                                                            |
| Türkenstraße 78 (Standort)          | Wohnhaus                                                                                             | Dreigeschossig, langgestreckt, schlicht klassizistisch, Mitte 19. Jahrhundert; nördliches Rückgebäude, 1864 von Max Kuppelmayr. | D-1-62-000-7904 | Wohnhaus                                                                                             |
| Türkenstraße 85 (Standort)          | Mietshaus                                                                                            | Neurenaissance-Eckbau, mit reicher, flächiger Gliederung, um 1860/70. | D-1-62-000-7017 | Mietshaus                                                                                            |
| Türkenstraße 90 (Standort)          | Mietshaus                                                                                            | viergeschossiger Neurenaissancebau mit Stuckgliederung und kleinem Zwerchgiebel, vermutlich von Josef Kirschenhofer, 1885–88 | D-1-62-000-7018 | Mietshaus                                                                                            |
| Türkenstraße 92 (Standort)          | Mietshaus                                                                                            | Neurenaissance, reich gegliedert, Ende 19. Jahrhundert | D-1-62-000-7019 | Mietshaus                                                                                            |
| Türkenstraße 99 (Standort)          | Mietshaus                                                                                            | Neurenaissance, mit überkuppeltem Eckrisalit, reicher Gliederung und Stuckdekor, 1886–1887 von Friedrich Steffan; einheitlicher Block mit Nr. 101. | D-1-62-000-7020 | weitere Bilder                                                                                       |
| Türkenstraße 101 (Standort)         | Mietshaus                                                                                            | Neurenaissance, mit überkuppeltem Eckrisalit, reicher Gliederung und Stuckdekor, 1886–1887 von Friedrich Steffan; einheitlicher Block mit Nr. 99. | D-1-62-000-7021 | weitere Bilder                                                                                       |
| Türkenstraße 103 (Standort)         | Mietshaus                                                                                            | viergeschossiger freistehender Neurenaissancebau in farbigen Backsteinschichten mit Eckstanderker und Eckrisaliten, von Friedrich Steffan, 1888–90, Dachzone vereinfacht | D-1-62-000-7022 | weitere Bilder                                                                                       |
| Türkenstraße 104 (Standort)         | Mietshaus                                                                                            | viergeschossiger Neubarockbau mit Putzgliederung und übergiebeltem Mittelrisalit, von Ludwig Seemüller, 1895, vereinfacht; Gruppe mit Nr. 106 und Georgenstraße 19 | D-1-62-000-7023 | Mietshaus                                                                                            |
| Türkenstraße 106 (Standort)         | Mietshaus                                                                                            | viergeschossiger abgeschrägter Neubarock-Eckbau mit Putzgliederung, Eckerker und Schweifgiebel, von Ludwig Seemüller, 1895, vereinfacht; Gruppe mit Nr. 104 und Georgenstraße 19 | D-1-62-000-7024 | Mietshaus                                                                                            |

### V
| Lage                                             | Objekt                                                                                  | Beschreibung | Akten-Nr.       | Bild                                                                                    |
| ------------------------------------------------ | --------------------------------------------------------------------------------------- | --- | --------------- | --------------------------------------------------------------------------------------- |
| Veterinärstraße 1 (Standort)                     | Ehemaliges Fritz-Beck-Studentenhaus, jetzt Institute der Ludwig-Maximilians-Universität | 1952/53 von Harald Roth unter Zurücknahme der Bauflucht und Verwendung von Trümmerziegeln errichtet; Fassaden aus geschlämmtem Sichtziegelmauerwerk, gewölbtes Vordach auf Eisenstützen; Gedenktafel an Fritz Beck, der 1934 den Nationalsozialisten zum Opfer fiel, im Foyer. Brunnenskulptur, reliefierte Bronzesäule mit Szenen aus Dante Alighieris Göttlicher Komödie, 1965 von Max Faller; im Gartenhof. | D-1-62-000-7886 | Ehemaliges Fritz-Beck-Studentenhaus, jetzt Institute der Ludwig-Maximilians-Universität |
| Veterinärstraße 6 (Standort)                     | Mietshaus                                                                               | klassizistisch, Fassadengestaltung um 1828 von Karl Deiglmayr; vergleiche Nr. 8 | D-1-62-000-7198 | Mietshaus                                                                               |
| Veterinärstraße 7 (Standort)                     | Mietshaus                                                                               | Neurenaissance in klassizistischer Tradition, um 1870/80. | D-1-62-000-7199 | Mietshaus                                                                               |
| Veterinärstraße 8 (Standort)                     | Mietshaus                                                                               | klassizistisch, Fassadengestaltung um 1828 von Karl Deiglmayr, neuklassizistisch aufgestockt; vergleiche Nr. 6 | D-1-62-000-7200 | Mietshaus                                                                               |
| Veterinärstraße 9 (Standort)                     | Mietshaus                                                                               | Neurenaissance, mit Erker, Ende 19. Jahrhundert | D-1-62-000-7201 | Mietshaus                                                                               |
| Veterinärstraße 10, Kaulbachstraße 43 (Standort) | Villa                                                                                   | Niedriger, langgestreckter Bau ländlich- vorstädtischen Charakters, um 1800; bildet eine Einheit mit Kaulbachstraße 41. | D-1-62-000-7202 | weitere Bilder                                                                          |
| Veterinärstraße 11 (Standort)                    | Mietshaus                                                                               | Neurenaissance-Eckbau, Ende 19. Jahrhundert | D-1-62-000-7203 | Mietshaus                                                                               |
| Veterinärstraße 13 (Standort)                    | Tor am südlichen Ende des Komplexes der Tierärztlichen Fakultät                         | klassizistisch, 1790 von Franz Thurn vielleicht nach Entwurf von Friedrich Ludwig Sckell | D-1-62-000-7204 | Tor am südlichen Ende des Komplexes der Tierärztlichen Fakultät                         |
| Von-der-Tann-Straße 2 (Standort)                 | Ehemalige Schule                                                                        | in den Formen der Klenzeschen Palastarchitektur, 1827–1829 von Johann Ulrich Himbsel; für die Bayerische Handelsbank 1962 umgebaut | D-1-62-000-7286 | Ehemalige Schule                                                                        |
| Von-der-Tann-Straße 3 (Standort)                 | Kleines, freistehendes Vorstadthaus des Klassizismus                                    | 1814 von Rudolf Röschenauer; hinter Vorgarten weit von der Straße zurückgesetzt. | D-1-62-000-7287 | Kleines, freistehendes Vorstadthaus des Klassizismus                                    |
| Von-der-Tann-Straße 7 (Standort)                 | Stattliches Mietshaus                                                                   | klassizistisch, mit reich gegliederter Fassade, 1829 von Rudolf Röschenauer | D-1-62-000-7288 | Stattliches Mietshaus                                                                   |
| Von-der-Tann-Straße 9 (Standort)                 | Mietshaus                                                                               | neuklassizistisch, um 1910 | D-1-62-000-7289 | Mietshaus                                                                               |

### W
| Lage                            | Objekt                                                        | Beschreibung | Akten-Nr.       | Bild           |
| ------------------------------- | ------------------------------------------------------------- | --- | --------------- | -------------- |
| Winzererstraße 46 (Standort)    | Mietshaus                                                     | historisierend, mit Breiterker, Anfang 20. Jahrhundert | D-1-62-000-7615 | Mietshaus      |
| Winzererstraße 48 (Standort)    | Mietshaus                                                     | Jugendstil, mit reichem Stuckdekor, um 1900 | D-1-62-000-7616 | Mietshaus      |
| Wittelsbacherplatz (Standort)   | Reiterstandbild des Kurfürsten Maximilian I.                  | überlebensgroße Bronzeplastik auf Granitmarmorsockel, von Bertel Thorwaldsen und Leo von Klenze, 1839. (Geschütztes Kulturgut)                                                                            | D-1-62-000-7627 | weitere Bilder |
| Wittelsbacherplatz 1 (Standort) | Säulenbalkon des Portals des ehemaligen Palais Arco-Zinneberg | 1824/25 von Leo von Klenze; Fassaden nach Kriegszerstörung rekonstruiert, Inneres modern | D-1-62-000-7625 | weitere Bilder |
| Wittelsbacherplatz 4 (Standort) | Ehemaliges Ludwig-Ferdinand-Palais (Alfonspalais)             | Jetzt Verwaltung der Siemens AG, 1825/26 von Leo von Klenze, der 25 Jahre lang im Hause wohnte; um 1850 um drei Achsen nach Westen verlängert. Eingangsfassade im Osten an der Kardinal-Döpfner-Straße 1. | D-1-62-000-7626 | weitere Bilder |

### Z
| Lage                             | Objekt               | Beschreibung | Akten-Nr.       | Bild                 |
| -------------------------------- | -------------------- | --- | --------------- | -------------------- |
| Zentnerstraße 2 (Standort)       | Bronzebüste          | Moritz von Schwind, 1890 von Ernst Hähnel; im Schulhof. | D-1-62-000-7732 | Bronzebüste          |
| Zentnerstraße 3 (Standort)       | Mietshaus            | Neurenaissance, reich gegliedert, mit Stuckdekor, um 1890. | D-1-62-000-7733 | Mietshaus            |
| Zentnerstraße 13 (Standort)      | Mietshaus            | Neurenaissance, um 1890 | D-1-62-000-7734 | Mietshaus            |
| Zentnerstraße 15 (Standort)      | Mietshaus            | Mischform Jugendstil-Renaissance mit Stuckdekor, um 1900. | D-1-62-000-7735 | Mietshaus            |
| Zentnerstraße 17 (Standort)      | Mietshaus            | Jugendstil, mit Erker, Schweifgiebel und Putzgliederungen, bezeichnet 1907. | D-1-62-000-7736 | Mietshaus            |
| Zentnerstraße 19 (Standort)      | Mietshaus            | Jugendstil, durch Erker, Balkone und Loggien malerisch gegliedert, Anfang 20. Jahrhundert | D-1-62-000-7737 | Mietshaus            |
| Zieblandstraße 14 (Standort)     | Mehrfamilienwohnhaus | sechsgeschossiger Eckbau über hohem Sockelgeschoss, Fassaden mit Fenstern und Loggien großflächig geöffnet und mehrfarbig gestaltet, von Josef Wiedemann unter Mitarbeit von Rudolf Ehrmann, 1956/57; in städtebaulich wichtiger Lage | D-1-62-000-8305 | Mehrfamilienwohnhaus |
| Zieblandstraße 34 (Standort)     | Mietshaus            | Neurenaissance, mit Erkern an den beiden Risaliten, Rohbackstein mit sehr reichen Putzgliederungen, um 1890. | D-1-62-000-7748 | Mietshaus            |
| Zieblandstraße 41 (Standort)     | Mietshaus            | Neurenaissance, mit Risalit, Rohbackstein mit reicher Putzgliederung, um 1890. | D-1-62-000-7749 | Mietshaus            |
| Zirkus-Krone-Straße 8 (Standort) | Zirkus Krone         | Verwaltungsbau, neuklassizistische, palaisähnliche Villa mit Säulenbalkon und plastischem Dekor, um 1920. | D-1-62-000-4345 | Zirkus Krone         |

## Ehemalige Baudenkmäler
In diesem Abschnitt sind Objekte aufgeführt, die früher einmal in der Denkmalliste eingetragen waren, jetzt aber nicht mehr. Objekte, die in anderem Zusammenhang – also z. B. als Teil eines Baudenkmals – weiter eingetragen sind, sollen hier nicht aufgeführt werden. Aktennummern in diesem Abschnitt sind ehemalige, jetzt nicht mehr gültige Aktennummern.

| Lage                          | Objekt     | Beschreibung | Akten-Nr.       | Bild      |
| ----------------------------- | ---------- | --- | --------------- | --------- |
| Karlstraße 36 (Standort)      | Mietshaus  | Teil eines ehemaligen Doppelhauses, mit Lisenengliederung, 1861 von Joseph Weyrather für den Bildhauer Johann Petz; im Rückgebäude Atelier (u. a. bewohnt von Wilhelm Busch) In der aktuellen Denkmalliste nicht aufgeführt. | D-1-62-000-3254 | Mietshaus |
| Kaulbachstraße 29b (Standort) | Gartenhaus | neuklassizistisch vom 1922; 2009 aus der Denkmalliste gestrichen, da kaum mehr historische Substanz überliefert |                 | BW        |
| Königinstraße 26 (Standort)   | Wohnhaus   | zweigeschossiger Walmdachbau mit profiliertem Traufgesims, Kartuschenfenster über Eingang und Runderker mit Loggia zum Garten, nach Entwurf des Architekturbüros Heilmann und Littmann, 1928/29 In der aktuellen Denkmalliste nicht aufgeführt. 2017 zweifelte der Eigentümer mit Hinweis auf Umbauten im Jahr 1974 die Denkmalwürdigkeit an und stellte einen Antrag auf Abriss des unbewohnten Hauses, der jedoch am Einspruch der Stadt München und des Denkmalamtes scheiterte. | D-1-62-000-9856 | Wohnhaus  |

## Abgegangene Baudenkmäler
In diesem Abschnitt sind Objekte aufgeführt, die früher einmal in der Denkmalliste eingetragen waren, jetzt aber nicht mehr existieren, z. B. weil sie abgebrochen wurden. Aktennummern in diesem Abschnitt sind ehemalige, jetzt nicht mehr gültige Aktennummern.

| Lage                       | Objekt    | Beschreibung | Akten-Nr.       | Bild           |
| -------------------------- | --------- | --- | --------------- | -------------- |
| Türkenstraße 52 (Standort) | Mietshaus | Neubarock, mit Erker, 1882/83 erbaut von Heinrich Lehmpuhl 2008 aus der Denkmalliste gestrichen wegen baulicher Veränderung 1947–1950 am Obergeschoss und Dachstuhl sowie wegen Umbauten des Treppenhauses und der Schaufenster im Erdgeschoss in den 1960er-Jahren. Abriss im Frühjahr 2019. | D-1-62-000-7006 | weitere Bilder |
| Wredestraße 1 (Standort)   |           | nach Abbruch aus der Denkmalliste gestrichen | D-1-62-000-7695 | BW             |